# Peinture de paysage

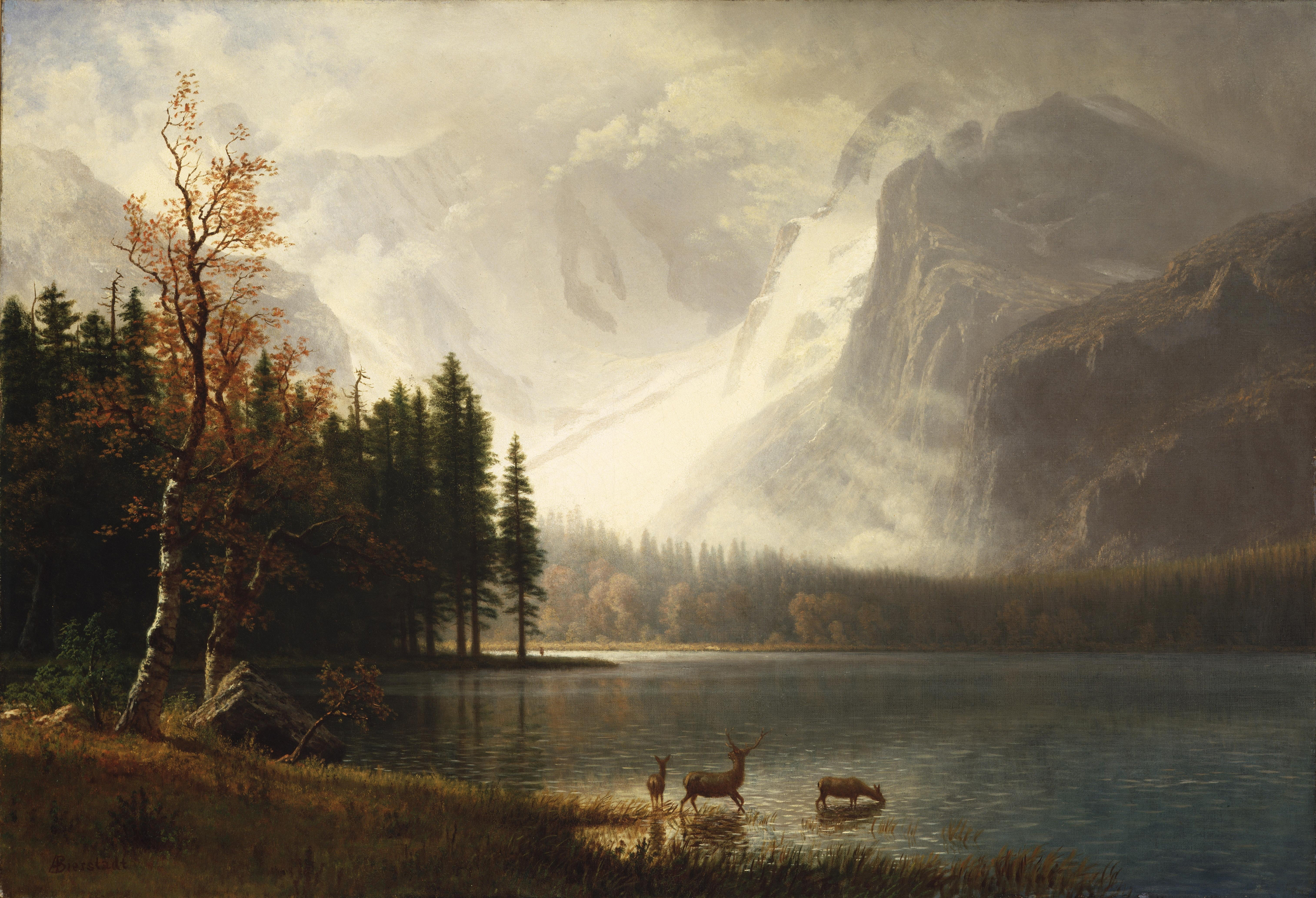
Estes Park, Colorado, Whyte's Lake, Albert Bierstadt, 1877.. Buffalo Bill Center of the West, Cody (Wyoming).

La peinture de paysage est un genre pictural figuratif qui représente le paysage.
Associé à des éléments narratifs, allégoriques ou autres, le paysage s'illustre dans le monde romain antique, les miniatures du Moyen Âge occidental, ainsi que dans la miniature persane et la peinture indienne. Dans les cultures de l'Extrême-Orient le paysage, dit « shanshui », joue un rôle central dans la peinture de lettré en Chine, en Corée, et au Japon, où on le désigne par sa technique d'exécution, « sumi-e » .
En Occident, le paysage peint prend de l'importance à la Renaissance pour situer l'action d'un sujet religieux ou mythologique ; le goût pour le paysage en lui-même se constitue au XVIIe siècle dans le Nord de l'Europe. La théorie distingue les paysages composés, qui visent à produire l'impression que donne une contrée par la composition picturale d'éléments qui s'y trouvent, et les « vues » qui présentent ce qu'on voit dans un site particulier.

## La sensibilité paysagère et l'«invention du paysage»

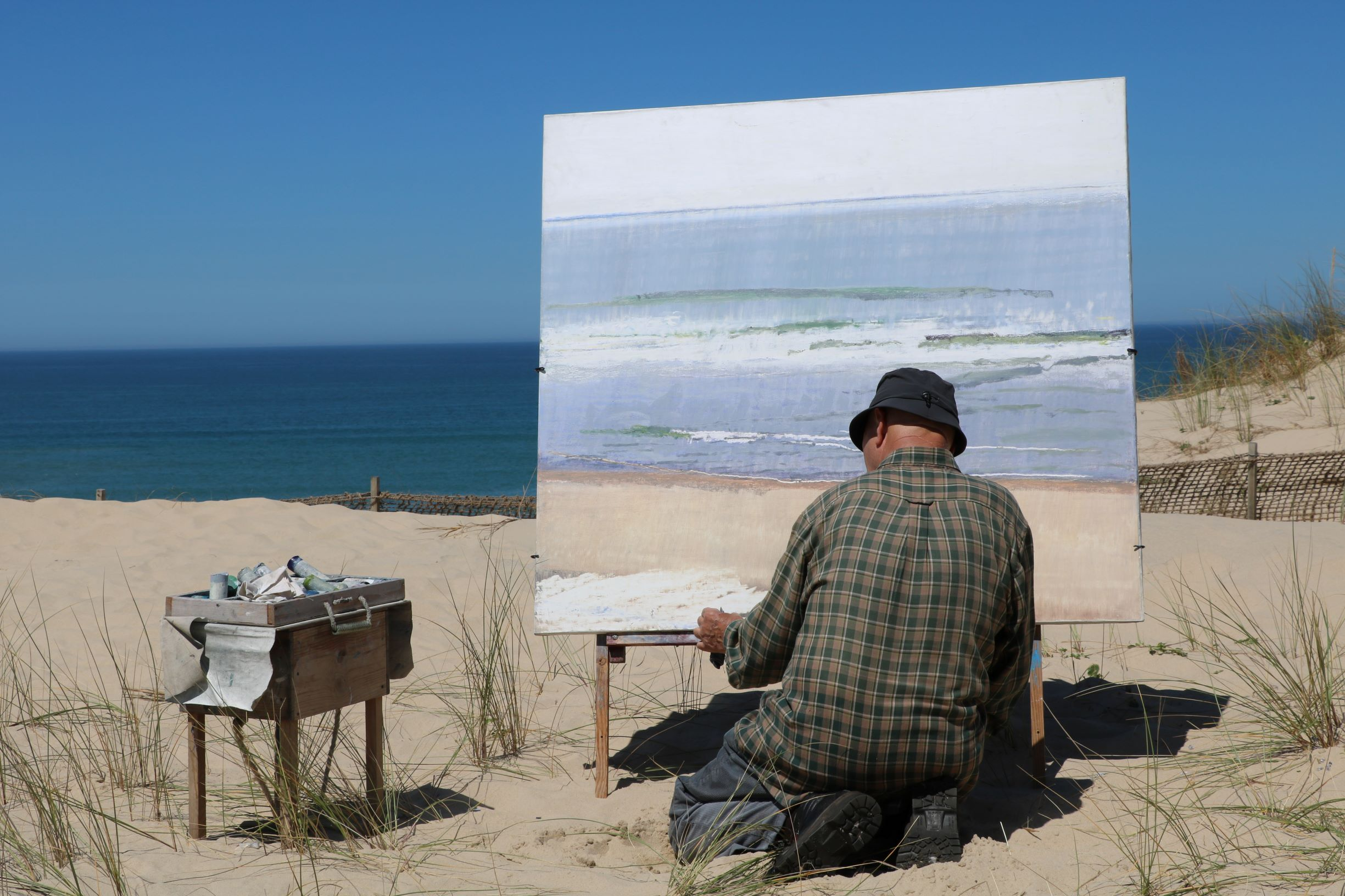
Peinture de paysage sur le motif, réserve naturelle de Hourtin.

Le mot paysage n'apparaît dans la langue française qu'à la fin du XVIe siècle, étroitement lié à la représentation du pays. Il en va de même dans les autres langues européennes.
Le regard esthétique sur le paysage s’est formé dans le monde occidental au contact de l’art pictural et de ses évolutions au début de l’époque moderne. Le paysan, chasseur, le soldat, le bâtisseur, le voyageur repèrent dans une étendue de terre les caractéristiques qui intéressent leur activité ; celle de l'artiste consiste à le transformer en « motif » et « la réalité cadastrale devient avec lui une révélation. » La naissance du paysage est ainsi liée à une médiation par l'art, in situ – l’attention du paysagiste – et in visu – le regard du peintre. Cette médiation par l’art permet de passer du « degré zéro du paysage », le « pays », au paysage lui-même ; « elle est lente, diffuse, complexe, souvent difficile à reconstituer, mais toujours indispensable. Cela soit dit à l’intention de ceux qui s’obstinent à prôner l’idée [...] d’une beauté naturelle ». Ainsi, si un espace n’est ni contemplé, ni apprécié, sa présence matérielle ne suffit pas à en faire un paysage. À l'époque moderne, le sentiment esthétique devant un paysage naturel n'est pas universellement partagé ; il dépend de la distance, du « recul » par rapport à cet espace, et est donc proprement citadin.

## Histoire du paysage en peinture en Occident

### Dans l'Antiquité

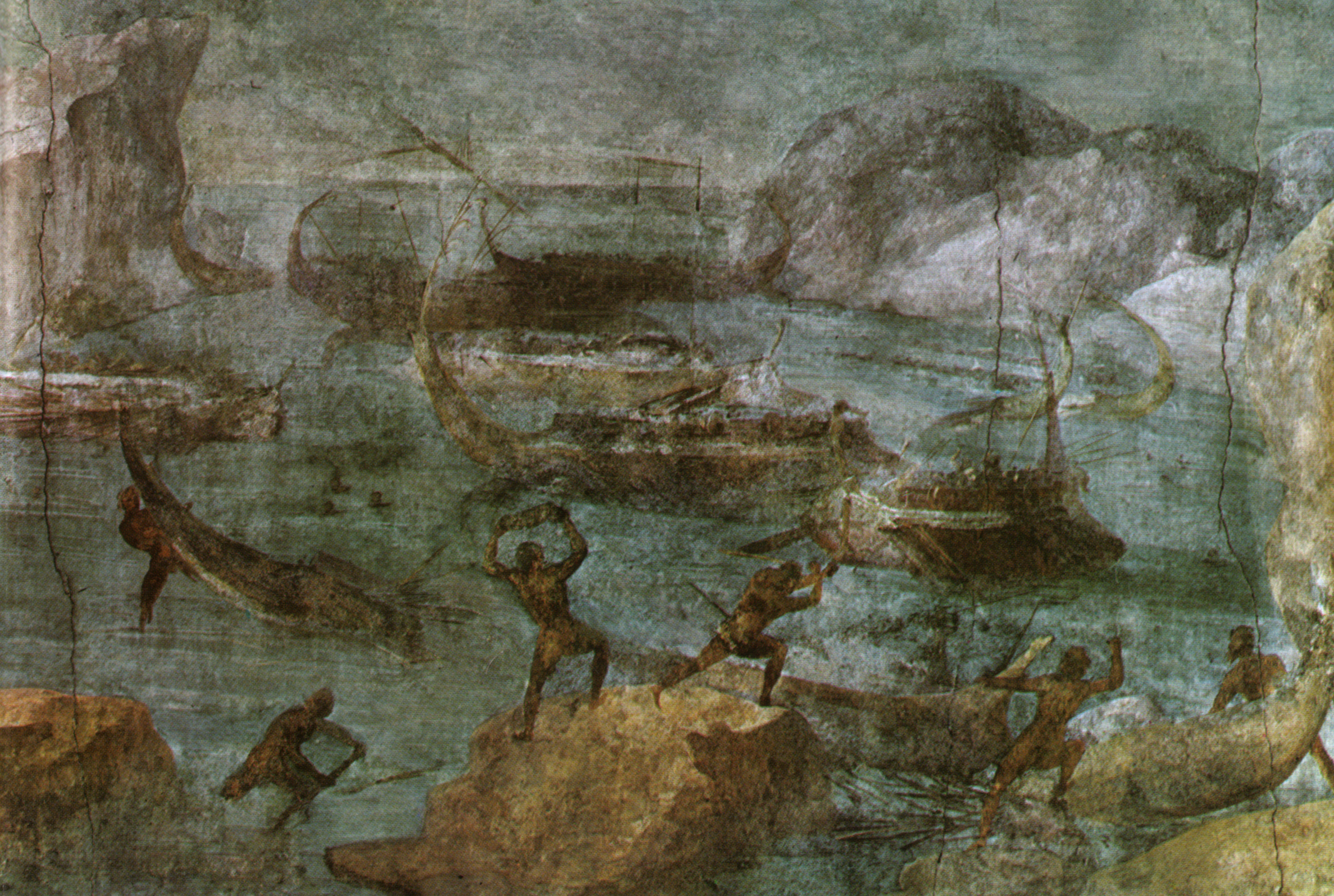
Scène de l'Odyssée dans un paysage marin. Maison de la via Graziosa, Ier siècle av. J.-C.. Musées du Vatican.
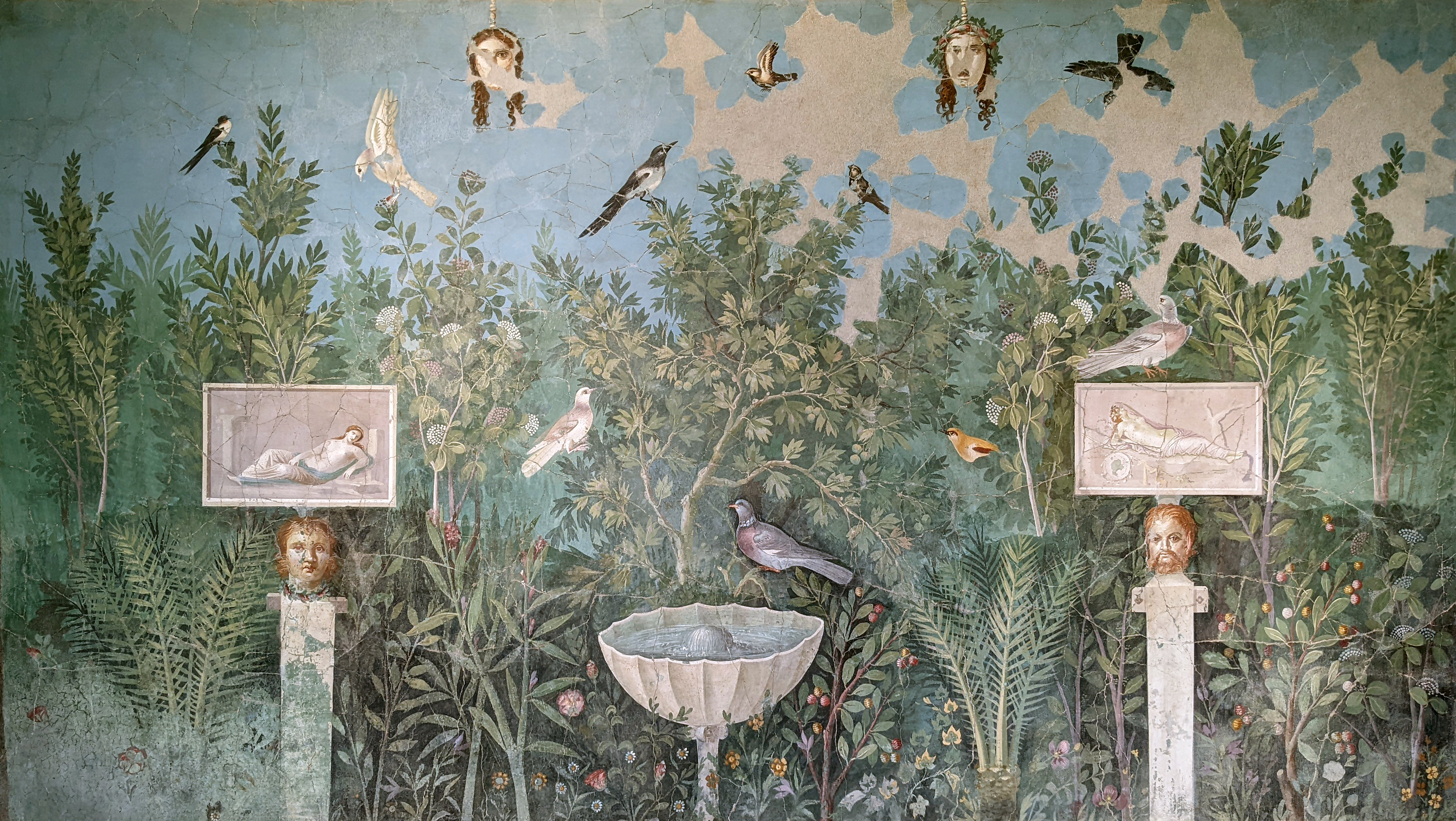
Printemps aux oiseaux. Fresque, style III. Maison du bracelet d'or. Triclinium d'été. Pompéi, 30-35 EC.
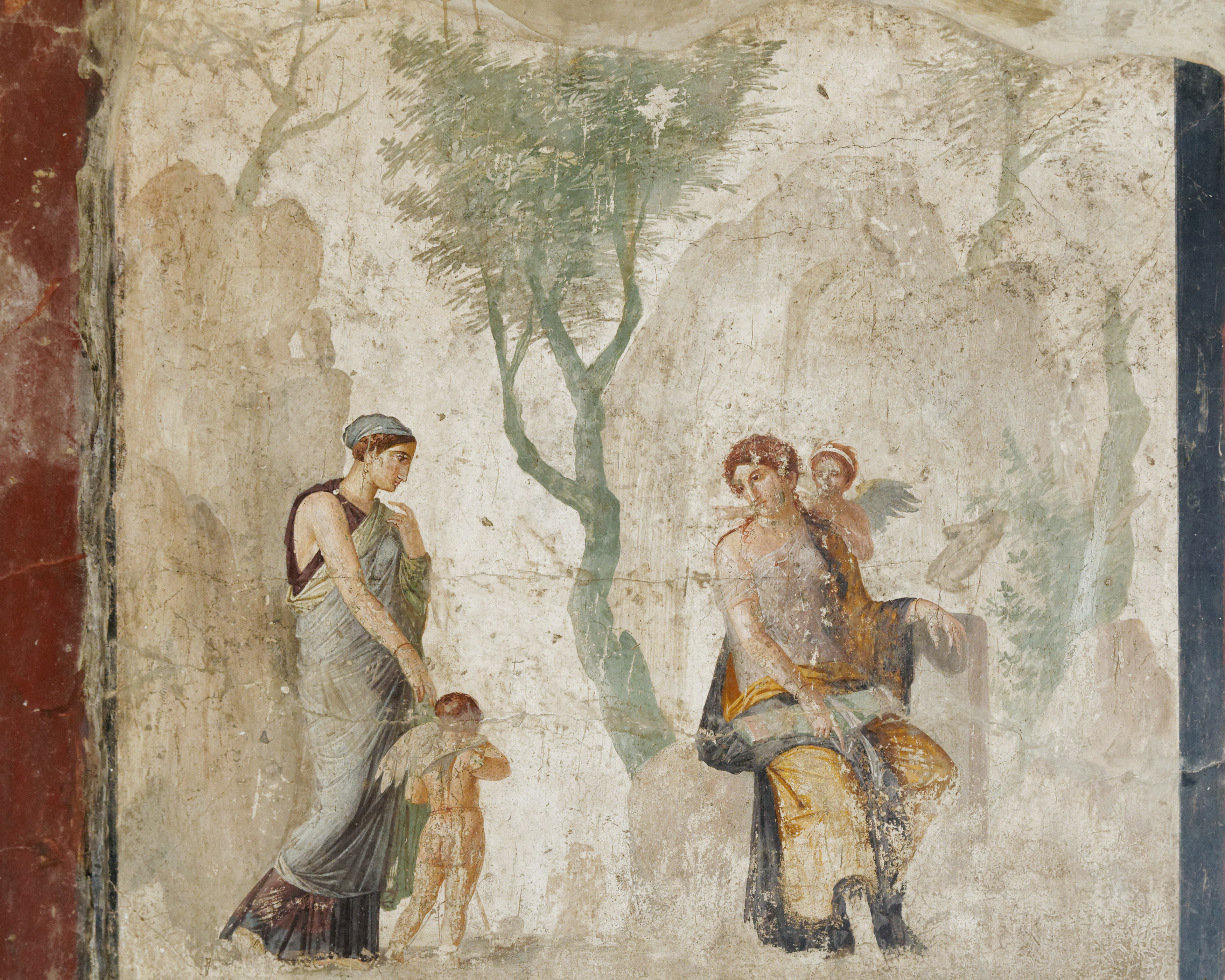
L'amour puni[a], dans un paysage de rochers. Fresque, H. 154 cm. Maison de l'Amour puni, Ier siècle. Pompéi. Musée archéologique de Naples.
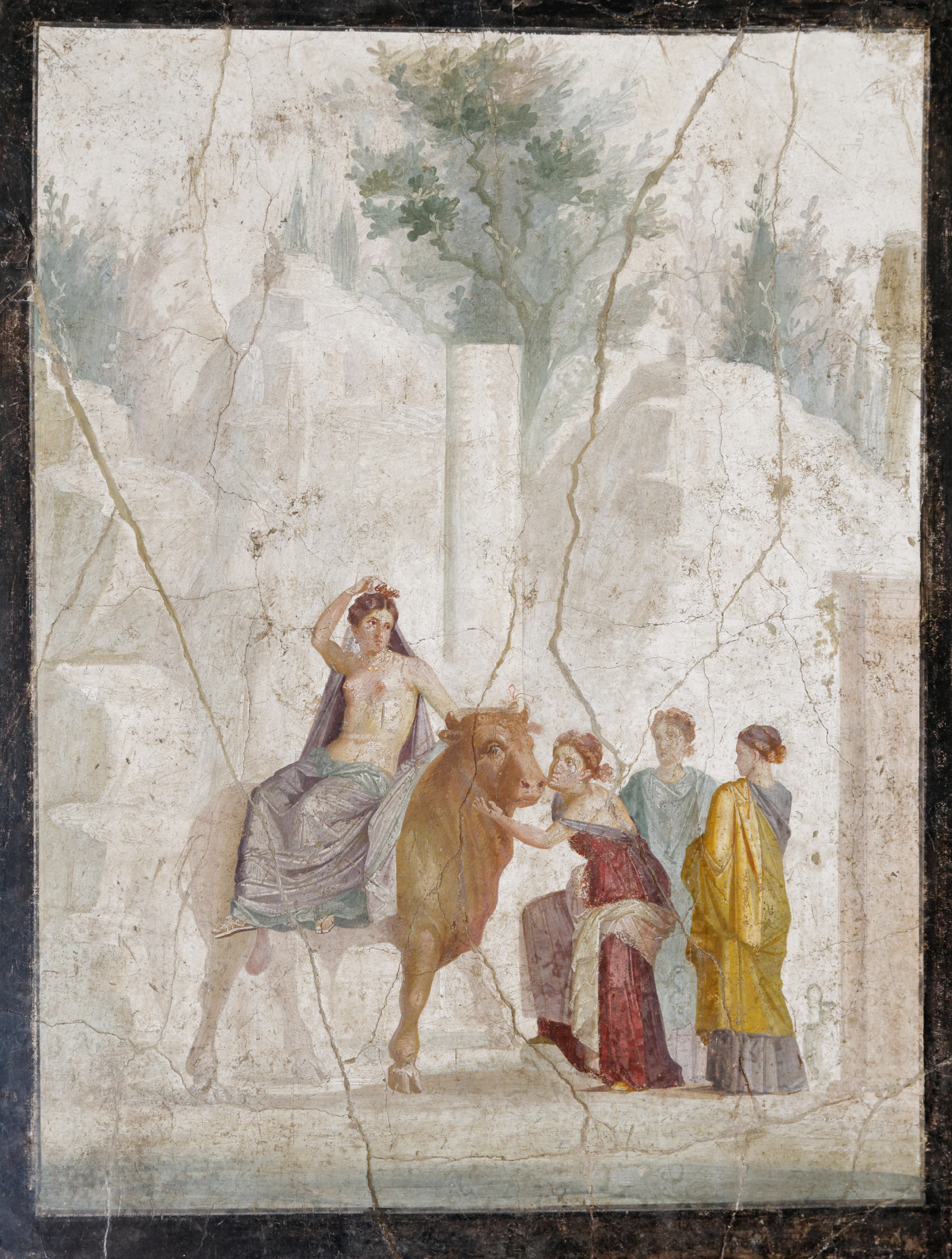
Le rapt d'Europe[b], paysage montagneux. Fresque, H. 125 cm. Casa di Giasone, Ier siècle. Musée archéologique de Naples.
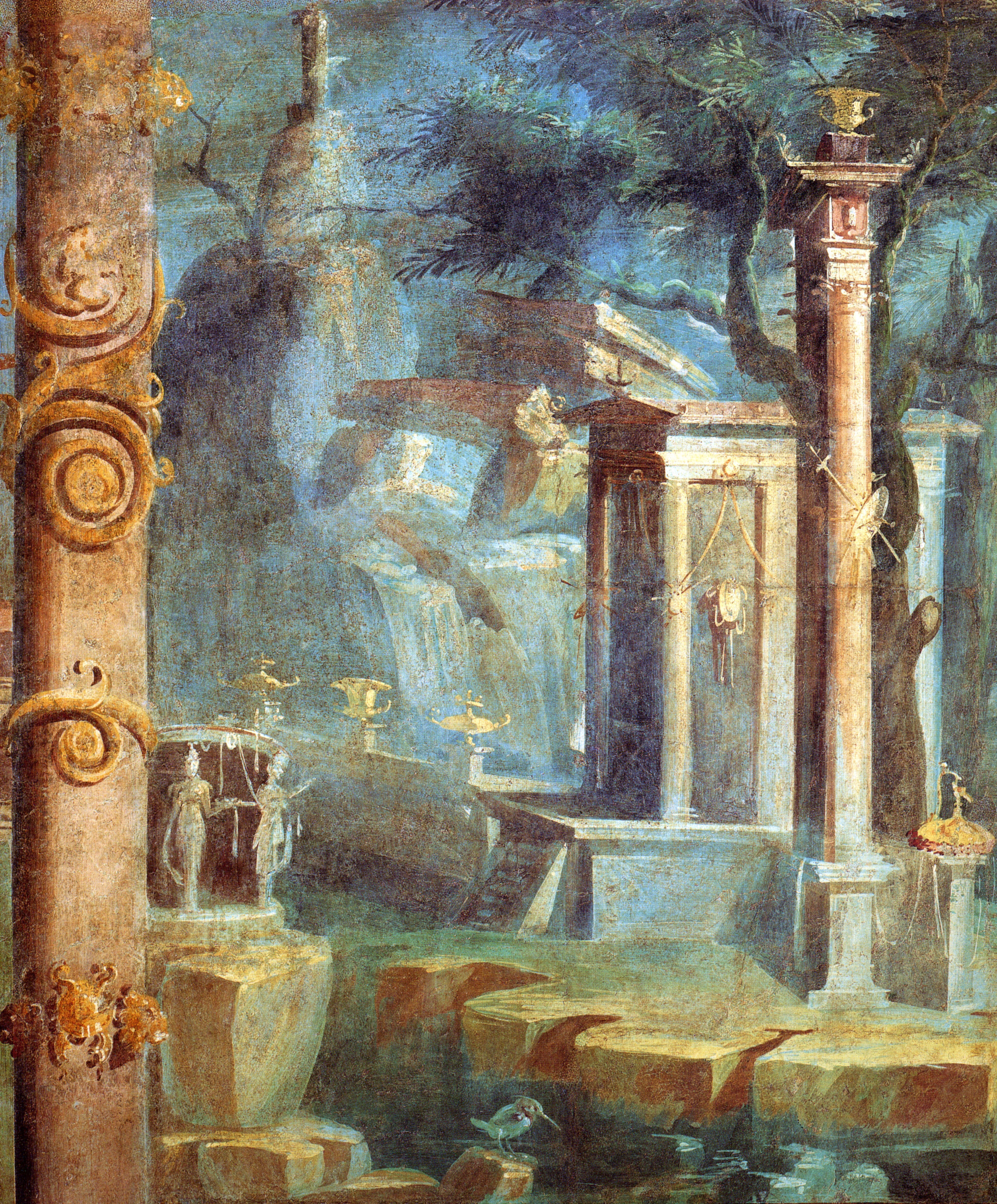
Paysage égyptien avec un petit temple. Pompéi, temple d'Isis[c]. Fresque, style III. Musée archéologique de Naples.

Dans l'Antiquité grecque et romaine, le paysage n'est peint que comme fond ou environnement destiné à mettre en contexte une scène principale.
La peinture de la Grèce antique semble n'avoir qu'évoqué discrètement le contexte naturel d'une scène centrée sur l'action des dieux, des héros ou des hommes. Cependant la façade de la tombe de Philippe II de Macédoine (mort en 336 AEC), découverte en 1977, a surpris tout le monde avec une scène de chasse qui se passe dans un paysage, nettement dessiné par des lignes de montagnes à l'horizon, des arbres variés et un bouquet d'arbres dans les premiers plans, ainsi qu'un amoncellement de rochers. Avant cette découverte la peinture de paysage semblait avoir été "inventée" par les Romains, plus tardivement.
L’art étrusque, par exemple, ne le fait que rarement apparaitre, comme dans la Tombe des Chasseurs de la nécropole de Monterozzi où l’on voit la perspective du paysage au-delà des tombants d’un dais.
À l'époque impériale romaine, il s'agit de topia, c'est-à-dire de schémas paysagistes et non de représentation de paysages réels. Alain Roger parle de « proto-paysage » pour l'Antiquité qui voit la représentation de la nature prendre de plus en plus d'importance au détriment des personnages. Karl Schefold a essayé de préciser ce phénomène : « Maintenant la nature entoure ce qui est purement humain, en tant que séjour de quelque chose de plus élevé, de divin, qui englobe tout ce qui est humain ; la figure plastique ne l'emporte plus sur l'espace ». Cela semble correspondre à la tradition du paganisme, où chaque lieu naturel, ici un fragment de paysage « mythologique », est hanté par des dieux spécifiques. Ceci pourrait aussi s'appliquer à la représentation de jardins, mais on manque, ici, d'indice probant. L'absence de sentiment de piété pourrait être plus manifeste, si l'on peut dire, au cours du Ier siècle, dans les petits paysages à villa d'époque claudienne ou néronienne. Une évolution du goût s'y manifesterait. Certaines formes typiques de paysages naturels étant utilisés plus tard dans les aménagements des parcs privés ; paysages idéaux d'un âge d'or ancien, évoqués par Lucrèce et Tibulle, âge d'or que l'époque d'Auguste a permis, un temps, d'espérer.
Nils Büttner va dans ce sens en précisant que les paysages peints sont considérés dès l'antiquité comme un genre particulier, topia. Il cite l'écrivain Philostrate qui décrit des tableaux se présentant sous la forme de dialogue entre une contrée marécageuse et des îles lointaines.

### Au Moyen Âge, pendant la pré-Renaissance et la Première Renaissance

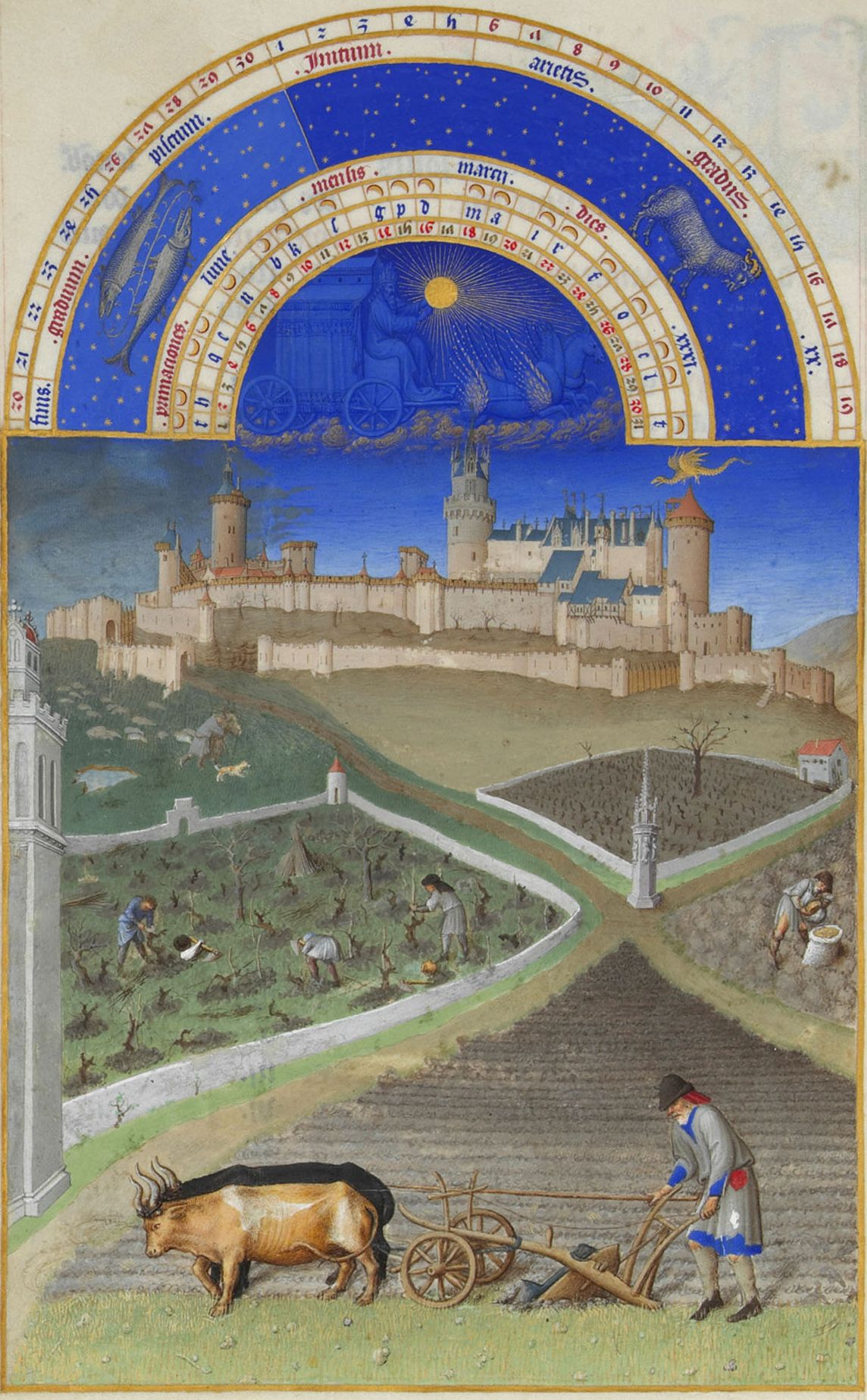
Travaux des champs : mois de mars, château de Lusignan à l'arrière-plan. Les Très Riches Heures du duc de Berry
1411-1416.

Durant tout le Moyen Âge chrétien, le paysage est conçu comme œuvre divine et sa représentation fait référence à son créateur. Le « paysage commentaire », expression du byzantinologue Otto Demus (en), suggère l'accompagnement lyrique de la figure religieuse par le relief (ainsi Dieu est souvent représenté par une montagne).
Pendant la pré-Renaissance italienne des XIIIe et XIVe siècles italiens, les primitifs italiens inventent et introduisent le paysage dans le fond des tableaux pour humaniser la représentation religieuse et la rendre accessible car reconnaissable par leurs spectateurs. Ils remplacent ainsi les fonds dorés (d'un paradis inaccessible) par le bleu du ciel et les paysages bibliques sont calqués sur ceux de l'Italie pour être acceptés facilement. Néanmoins ils servent encore de faire-valoir à une scène religieuse ou allégorique, voire à un portrait.
À la Pinacothèque nationale de Sienne, deux petites peintures sur bois, qu’on date généralement de 1338 ou 1339, sont considérées comme les premiers « paysages purs » de l’histoire de la peinture occidentale, à une époque où le paysage est déjà un genre noble à part entière et depuis longtemps en Chine. Ces tableaux sont des morceaux de retables ou des panneaux de coffres, ils ont la simple fonction d'ornements.
Dès avant la Renaissance, le paysage sert parfois à exprimer les doctrines politiques. C'est le cas dans l'Allégorie et effets du Bon et du Mauvais Gouvernement d'Ambrogio Lorenzetti en 1338-1339. La fresque du mur oriental montre la ville et sa campagne, pleines d'activité, effets du bon gouvernement dans un pays en paix ; tandis que le mur occidental les montre désolés, incendiés, parcourus de soldats, dans un pays en guerre. Mais cette représentation restera sans lendemain.
Le paysage, à l'arrière-plan d'un sujet principal, occupe, dans la Première Renaissance, un rôle croissant, que ce soit dans les Flandres (comme La Vierge du chancelier Rolin, avec deux personnages qui regardent le paysage, au centre du tableau) ou en Italie (La Joconde de Léonard de Vinci).

### Débuts du paysage comme sujet principal

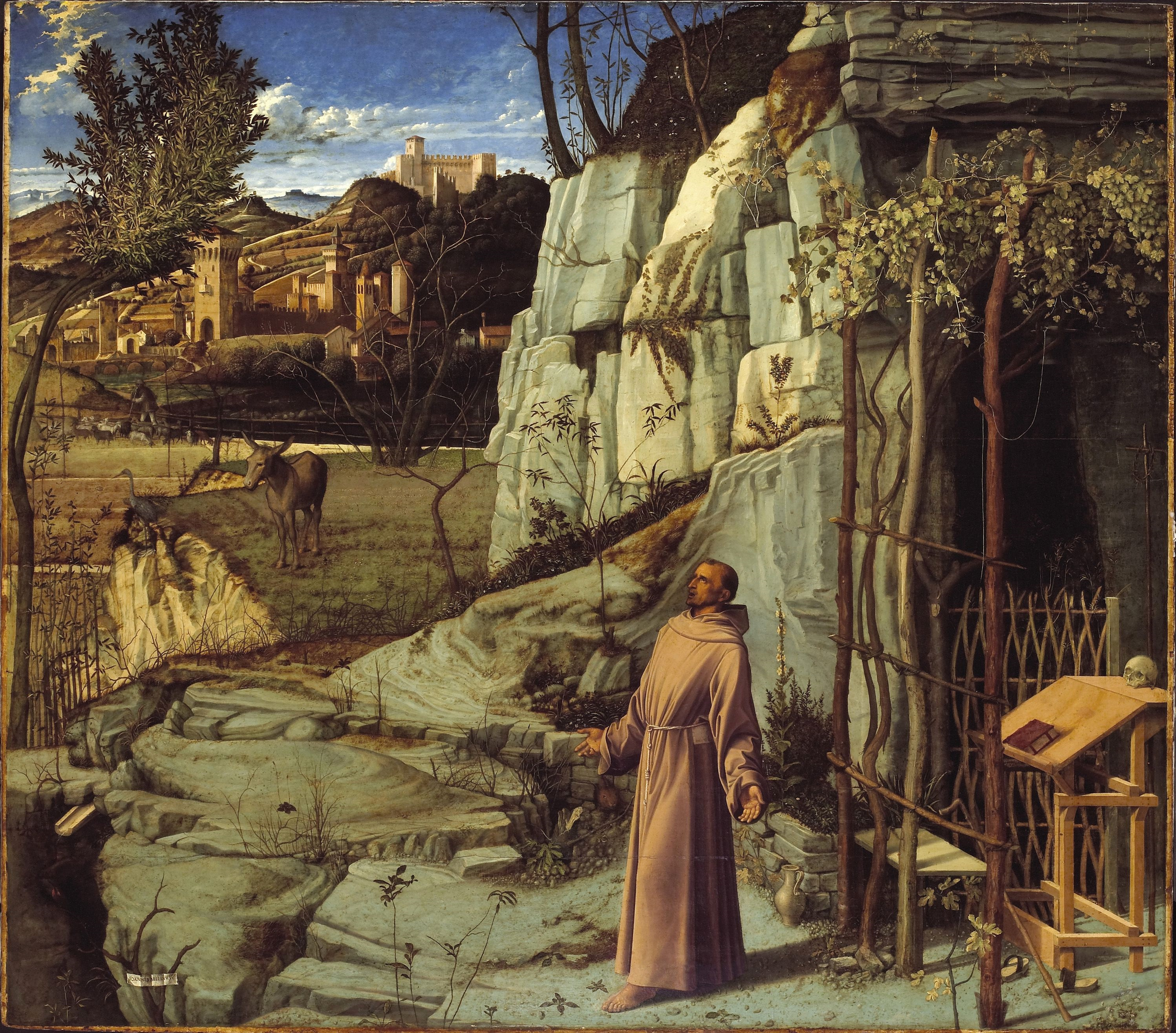
Saint François au désert, Giovanni Bellini, v. 1485. tempera et huile sur bois, H. 124.4 cm. Frick Collection.

La critique d'art a longtemps désigné le peintre anversois Joachim Patinier (1483-1524) comme l'inventeur du paysage comme genre. Son contemporain Dürer le désigne comme « le bon peintre de paysages ». Dürer est lui-même le premier dont on conserve des aquarelles et gouaches qui ne montrent que le paysage, à l'exclusion de toute anecdote politique ou religieuse, produites pendant son voyage vers l'Italie dans les dernières années du XVe siècle ; mais à la différence de Patinier, il n'a pas vendu ces œuvres, d'ailleurs de petit format.
Les peintres de la lagune de Venise, au premier rang desquels Giovanni Bellini, découvrent, avec la peinture à l'huile, la possibilité d'unifier le tableau moins par la géométrie perspective, que par la lumière colorée, avec les couches de glacis superficielles. En conséquence, la place de l'architecture peut être réduite et le paysage prendre toute la place, comme dans Saint François au désert, que peint Giovanni Bellini et 1485. François étant saisi dans un geste explicite de relation avec le divin, ce geste qualifie le paysage en tant que Création divine. Mais le motif du paysage-Création est bien antérieur à ce tableau. Le motif du « jardin clos », fragment de nature humanisée, dans les Annonciations, séparé du paysage « naturel » par une clôture, est une forme symbolique de représenter, en partie, le mystère de l'Incarnation dans les petites fleurs blanches et rouges qui en tapissent la verdure, comme l'a rappelé Georges Didi-Huberman à propos de l'Annonciation peinte par Fra Angelico au couvent San Marco.

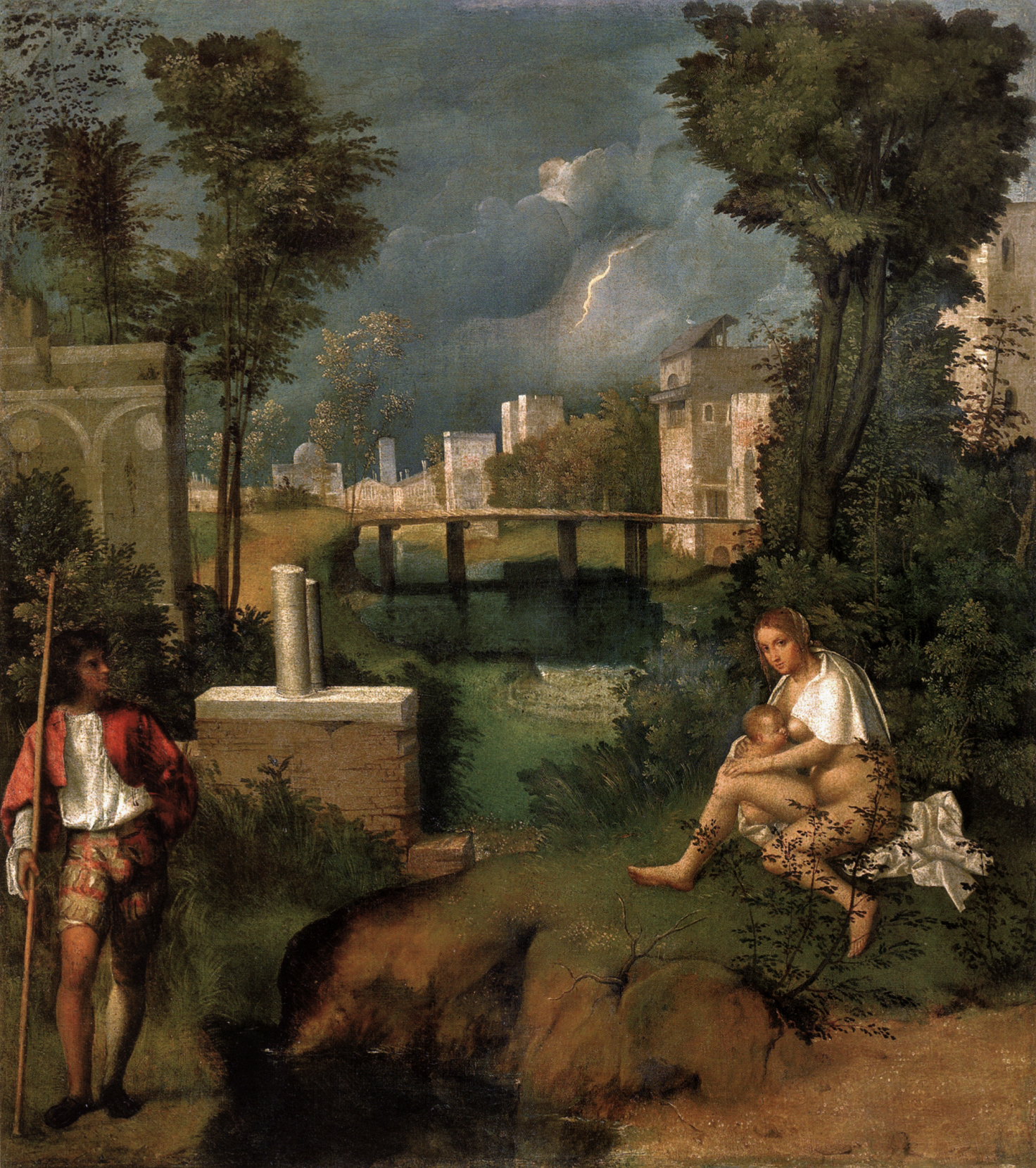
La Tempête. Giorgione. Huile sur toile, ., vers 1505. Gallerie dell'Accademia de Venise.

À la Renaissance, le paysage sert encore à exprimer des utopies urbaines, c'est le cas pour un projet d'aménagement de Florence, montrant un  paysage urbain idéal. Le paysage de nature est souvent perceptible dans les représentations de scènes intérieures à travers le cadre des fenêtres, dans la peinture flamande, en particulier. Il va prendre une place de plus en plus importante, jusqu'à occuper toute la surface de la toile, dans La Tempête de Giorgione. Selon Jaynie Anderson (1996) l'interprétation la plus convaincante reconnait dans la scène une illustration du Songe de Poliphile, lorsque le héros découvre, dans sa quête de l'Antiquité, Vénus allaitant Cupidon avec ses larmes. Au fond du paysage, le mélange de tours classiques et de bâtisses campagnardes semble être une illustration du Jardin du destin dans cet ouvrage, dont les gravures sont remplies de monuments à l'antique. L'atmosphère colorée harmonieuse de cet instant traversé par un éclair a fait le succès universel du tableau.

### À l'époque classique et baroque

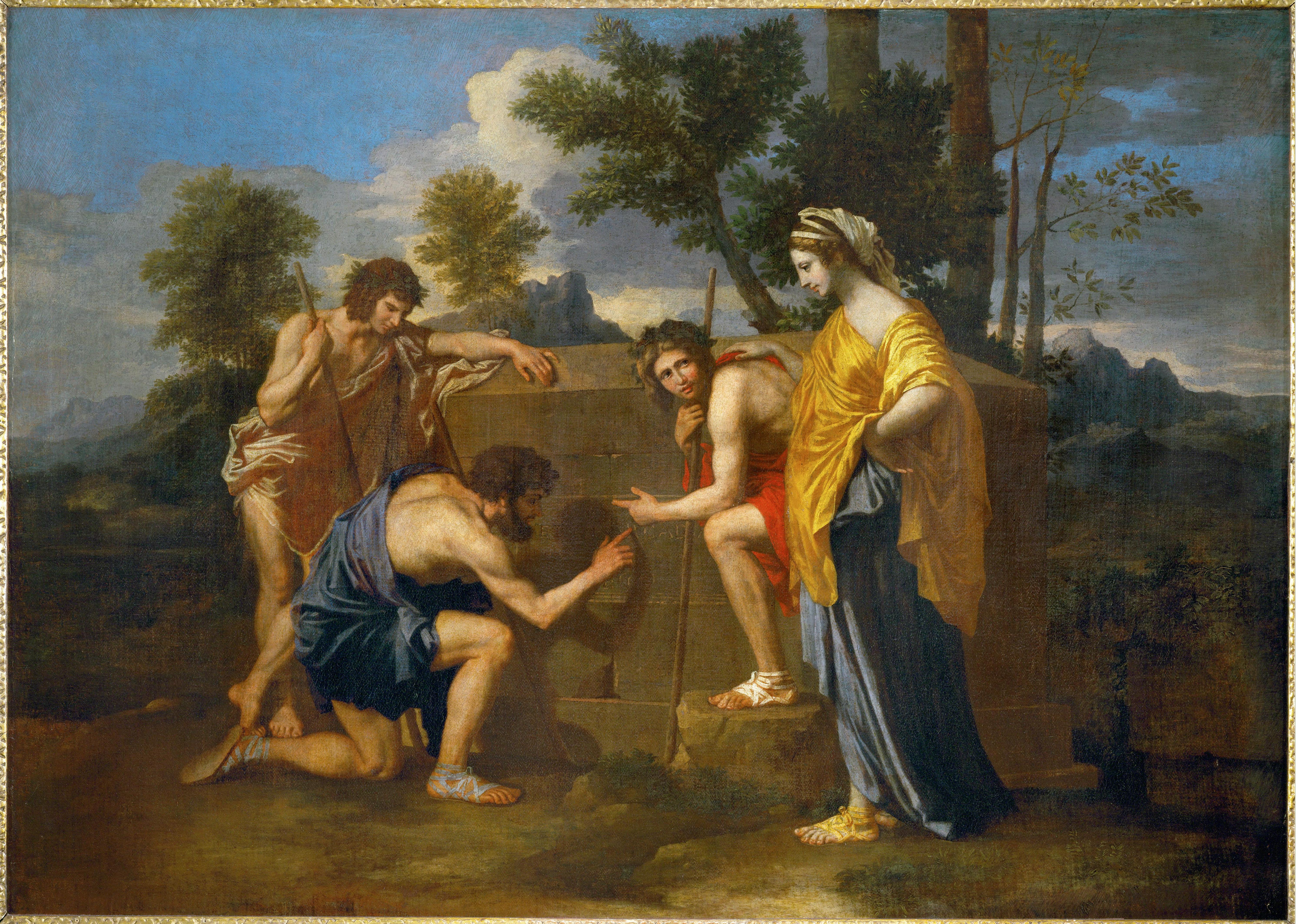
Nicolas Poussin, 1637-1638. Et in Arcadia ego. (deuxième version). Louvre.

La peinture de paysage se développe considérablement au XVIIe siècle dans les Pays-Bas où la Réforme protestante interdit les images dans les églises. Le paysage, les scènes pastorales, sont alors achetés sur les marchés, et collectionnés. À côté de Ruisdael (1628-1682) et Vermeer, que l'histoire a retenu, une foule de petits maîtres prolifère. Beaucoup se font une spécialité du paysage de petit format.
En France, Roger de Piles distingue deux types de paysages, en 1667, dans son Cours de peinture par principes : 
- Le paysage héroïque, « composition d'objets qui dans leur genre tirent de l'art et de la nature tout ce que l'un et l'autre peuvent produire de grand et d'extraordinaire »
- Le paysage pastoral ou champêtre « représentation des pays qui paraissent moins cultivés qu'abandonnés à la bizarrerie de la seule nature ».

Ces styles de paysage diffèrent par l'aspect général des sites ainsi que par la nature des figures et des constructions humaines qui s'y trouvent, les fabriques. Les peintres s'orientent vers l'un ou l'autre style selon leur tempérament. La peinture de paysage présente pour l'artiste, écrit-il, beaucoup d'attraits, à cause de la diversité des formes et de la complexité de la perception de l'espace.
Claude Gellée, dit « le Lorrain », peint ainsi des paysages composés qui idéalisent la nature, répondant plus aux sentiments du peintre qu'à la réalité,. S'intéressant plus à la lumière qu'à la topographie, il ouvre une longue tradition qui culminera au XIXe siècle.
Presque un siècle plus tard, Watelet préfère classer les styles de paysage selon la proportion de beauté idéale que l'artiste y a placé :
- Une représentation idéale, « paysages créés sans autre secours que les souvenirs et l'imagination », se compose en atelier, grâce à des connaissances générales, et ne représente pas un endroit particulier.
- Une vue représente « Les aspects que l'on imite fidèlement et tels qu'ils se présentent ».
- Un paysage mixte ou vue composée comporte des parties observées et d'autres inventées.

Une vue fidèle offre le même attrait qu'un portrait ressemblant, observe Watelet ; c'est dire que cet attrait se limite aux personnes qui connaissent le site. La beauté idéale, en contrepartie, a moins de réalité. C'est la catégorie qui comprend à la fois les meilleurs paysages, et les pires. Pour échapper au sens critique du spectateur qui s'éveille lorsque le site est peu intéressant par lui-même, l'artiste utilise les accidents lumineux que produisent un rayon de soleil entre deux nuages ou toute autre circonstance.
Dans le paysage héroïque se trouve représentée une nature idéale, grandiose, domptée par l'Homme. La représentation n'est alors pas crédible, mais recomposée pour sublimer la nature et la rendre parfaite ; en général, une histoire se cache dans ce type de paysages, dont les poncifs sont la présence d'éléments d'architecture romaine, combinés à une montagne ou une colline et à un plan d'eau. Les trois centres importants de ce type de représentations sont Rome, avec Annibale Carracci, le créateur de ce type, et ses suivants l'Albane, Le Dominiquin, Poussin…, mais aussi Paris et la Hollande. Dans la première moitié du XVIIIe siècle, le paysage constitue le cadre idéal d'une vie sensible à plus de naturel, dans la peinture de Watteau, par exemple.
Le paysage pastoral ou champêtre propose une vision plus naturaliste et  humaniste, de l'harmonie entre l'Homme et la nature avec Jacob van Ruisdael et Jan Van Goyen. En général, celle-ci est grandiose, abondante et sauvage, représentée souvent lors de tempêtes et d'orages. Si cette vision est plus crédible, il n'est pas nécessaire qu'un lieu précis soit représenté. On trouve donc des œuvres de ce type chez les petits maîtres des écoles du nord dans la veine du succès obtenu par Ruisdael et Van Goyen, et aussi parfois dans les peintures et gravures de Rubens, Rembrandt et Salvator Rosa.
Le paysage topographique, ou vue, qui représente nécessairement un lieu précis et identifiable, avec une nature présentée de manière plus humble et détaillée, en tout cas plus proche de la réalité observée. Ce genre est assez caractéristique de l'école hollandaise, où les peintres sont extrêmement spécialisés (il existe des peintres de paysages d'hiver, de forêts, de canaux, de villes…) : Vermeer, avec sa célèbre Vue de Delft, en est probablement le représentant le plus célèbre. Dans la seconde moitié du XVIIIe siècle, le paysage devient un enjeu majeur pour une expérience directe prise sur le motif, dans un souci d'exactitude qui relève de la même démarche que celle des Encyclopédistes. Cette pratique pré-photographique, qui se retrouve dans l'Europe entière, a été soulignée chez des historiens de la photographie. On y trouve aussi bien des topographes comme Claude Joseph Vernet et Thomas Girtin que des peintres de paysage inspirés de l'Antique comme Pierre-Henri de Valenciennes dont les études de ciel sur papier préparé ou Georges Michel et ses vues des lointains de Paris semblent étonnamment « modernes ».

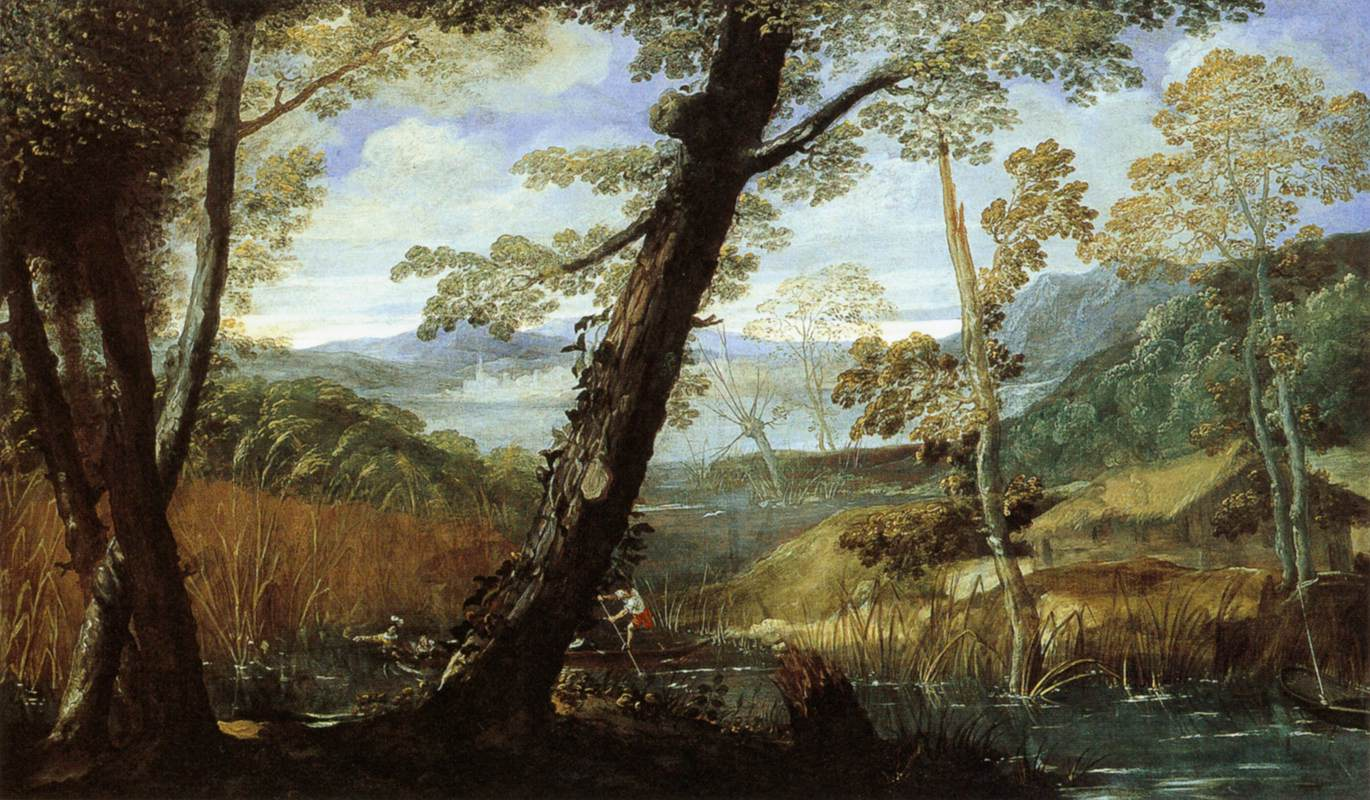
Paysage avec rivière, Annibale Carracci 1590. H. 89 cm. National Gallery of Art.
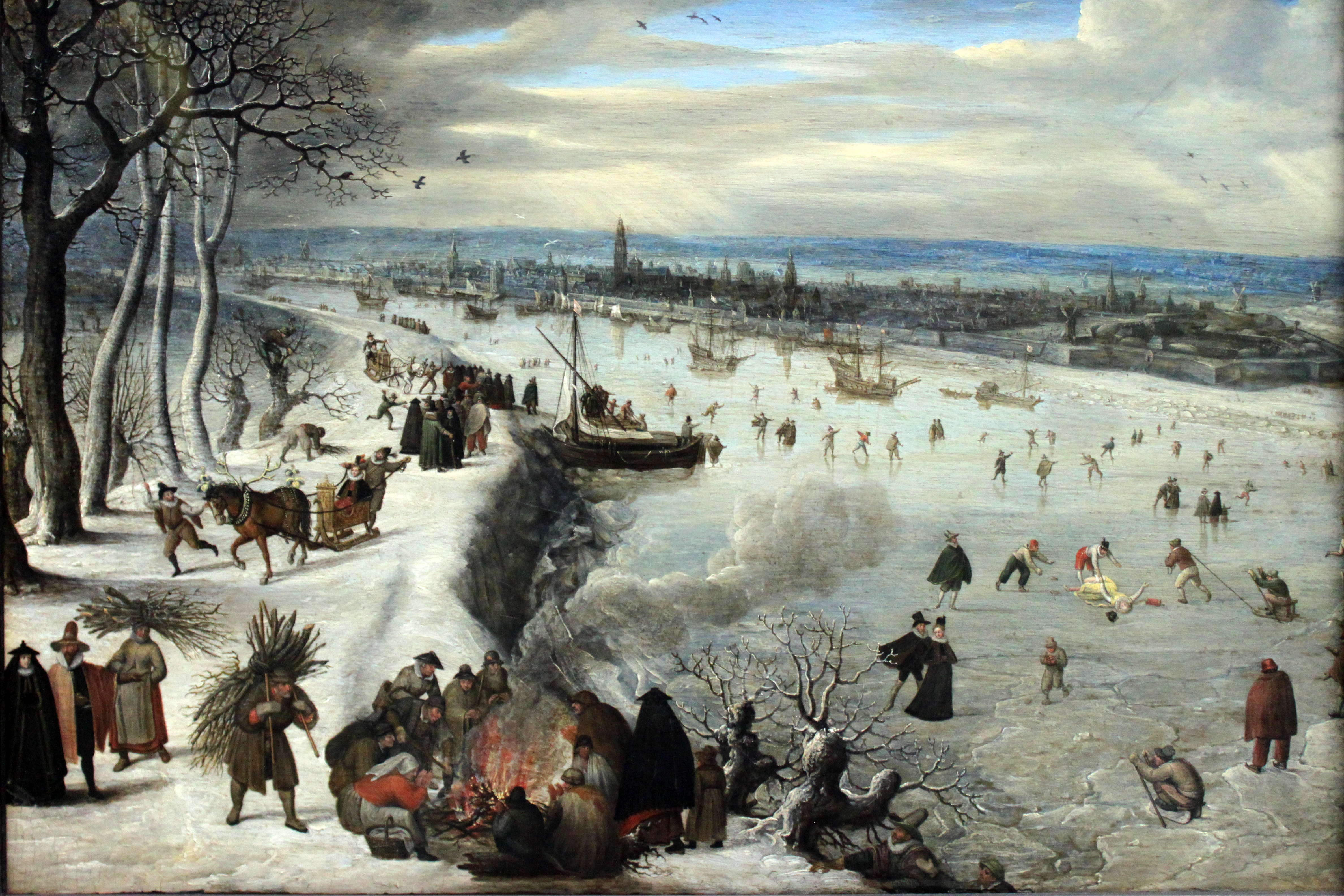
Vue d’Anvers avec la Schelde gelée, Lucas van Valckenborch 1593. H. Musée Städel.
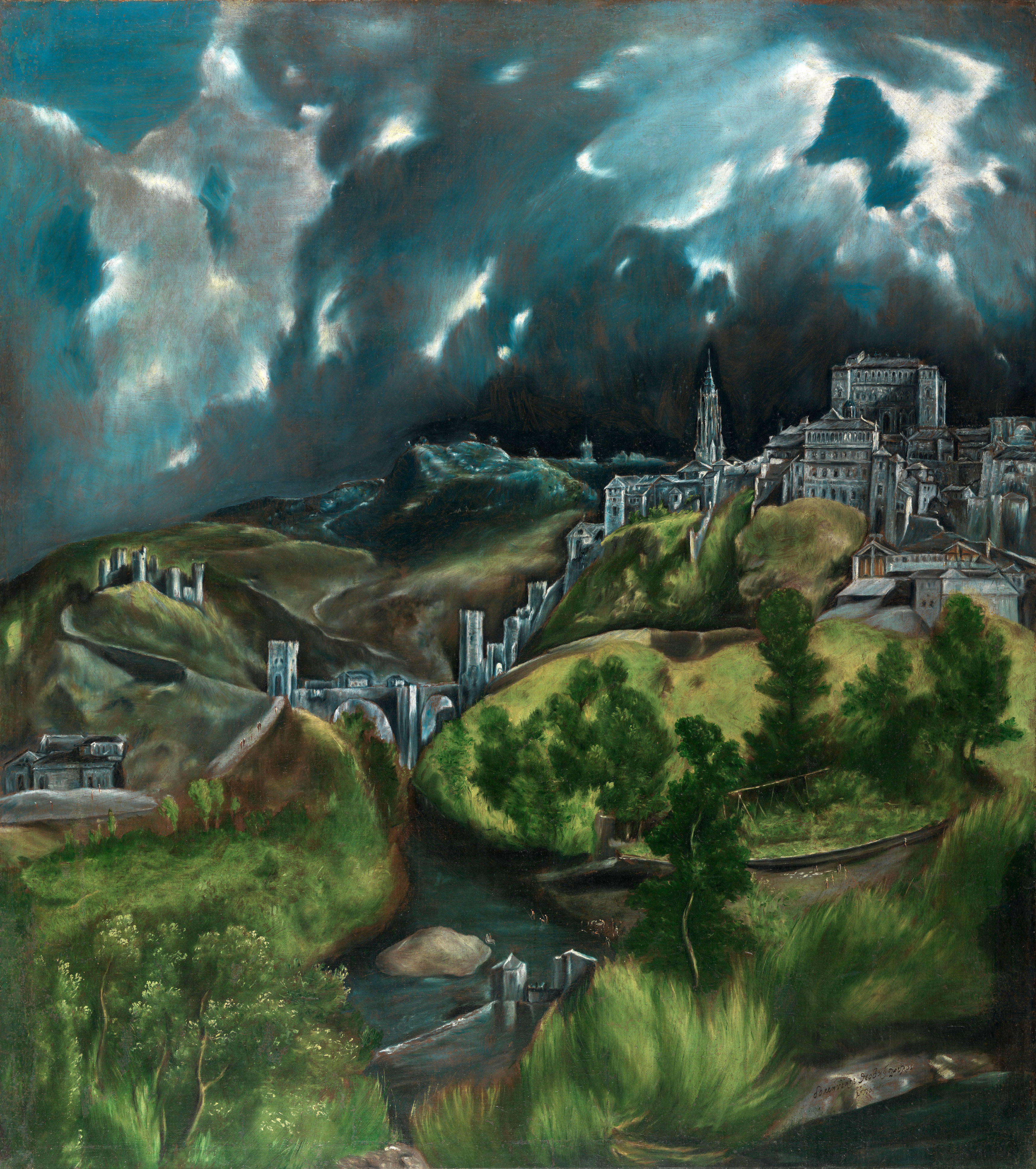
Vue de Tolède, El Greco 1596-1600. H. 121 cm. Metropolitan Museum of Art.
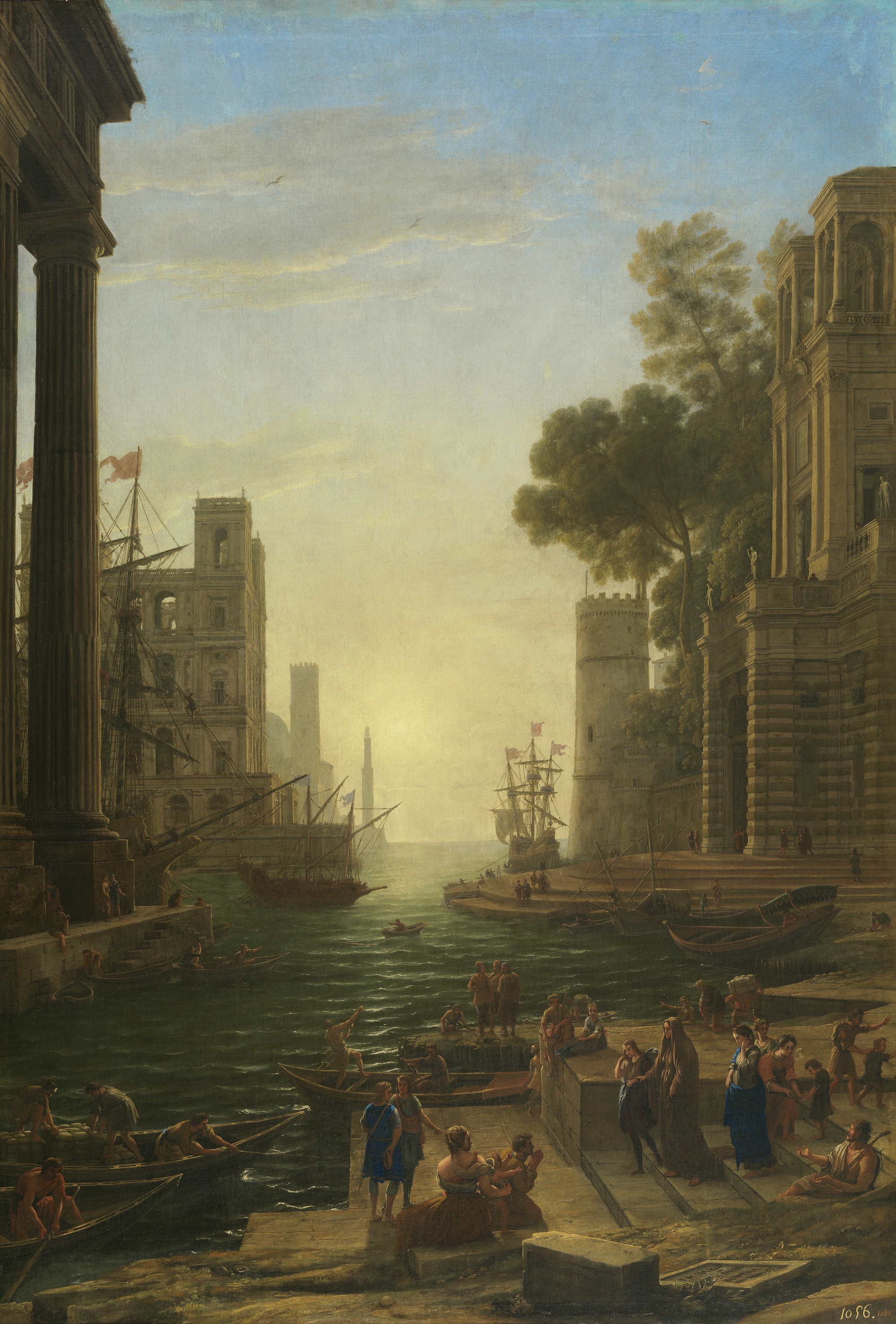
Paysage à l'embarquement de Sainte Paula à Ostie, Claude Gellée, 1639-40, H. 210 cm. Prado.
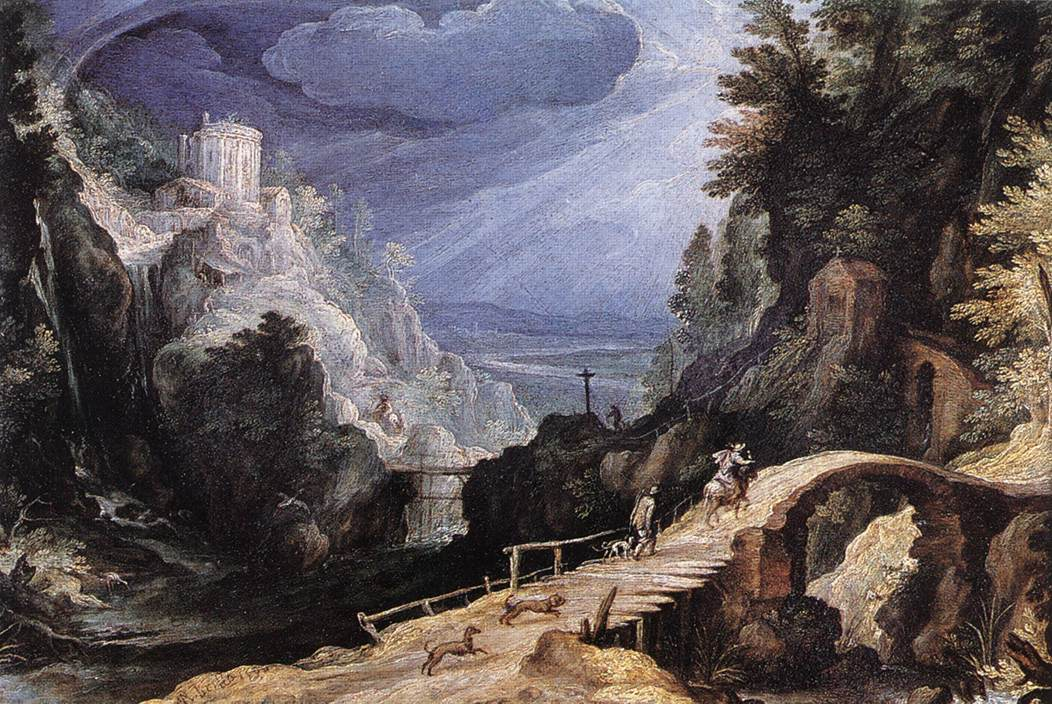
Scène de montagne, Paul Bril v. 1599. Huile sur cuivre. H. 11,8 cm. Musée Wallraf Richartz.
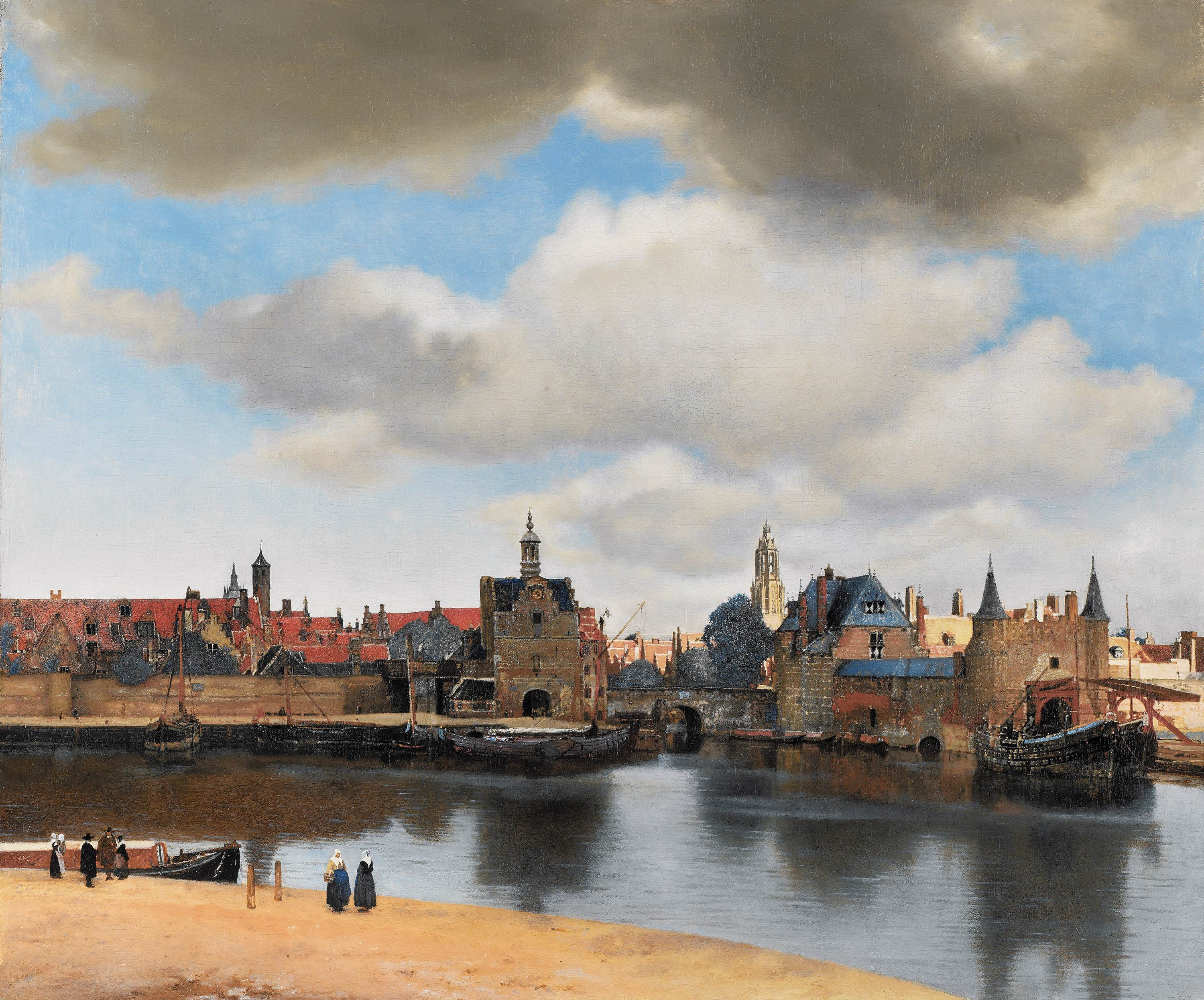
Vue de Delft, Vermeer 1659-1660. H. 96,5 cm. Mauritshuis.
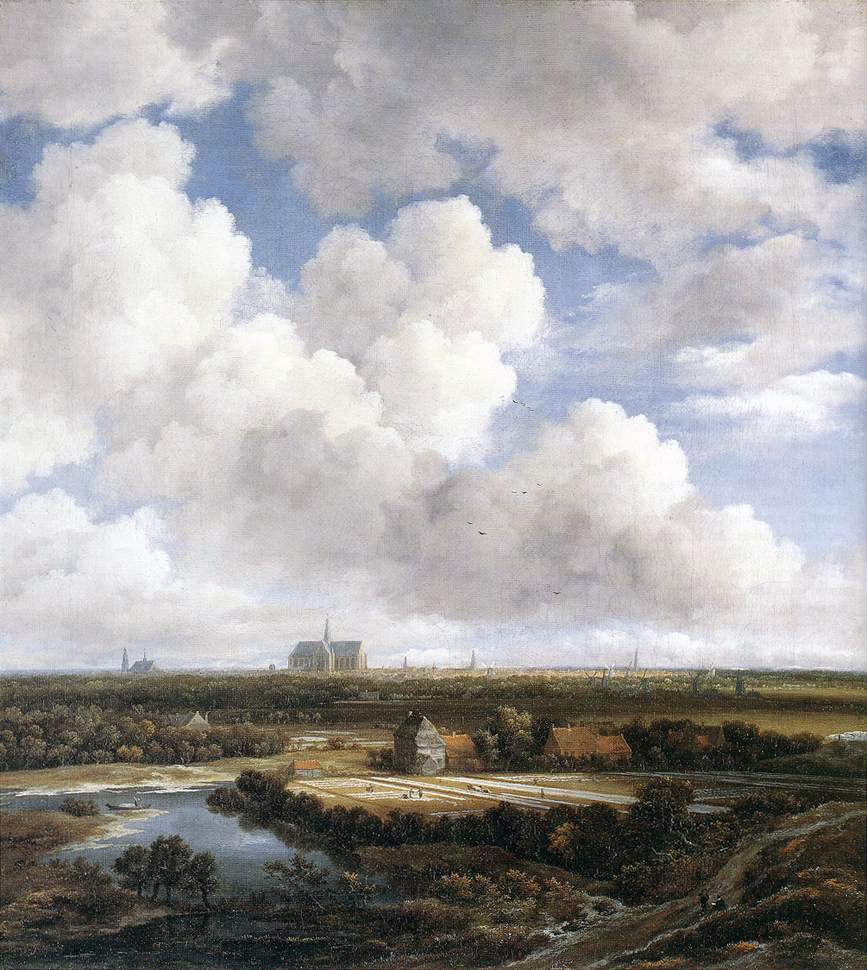
Vue de Haarlem avec des champs de blanchiment. Ruisdael v. 1665. H. 62 cm. Kunsthaus, Zurich.
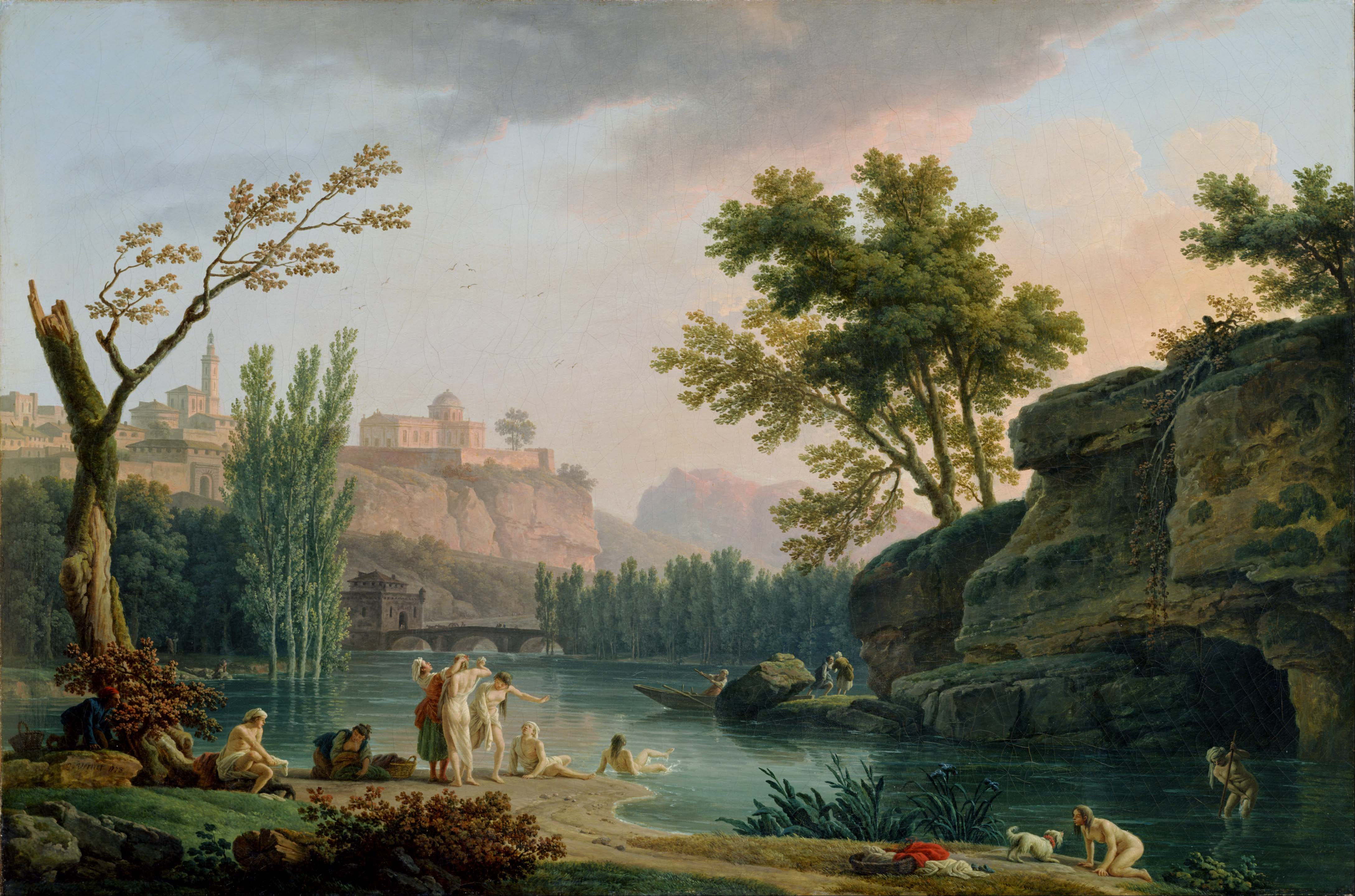
Soir d’été, paysage en Italie, Claude-Joseph Vernet 1773. H. 89 cm. Musée national de l'art occidental, Tokyo.
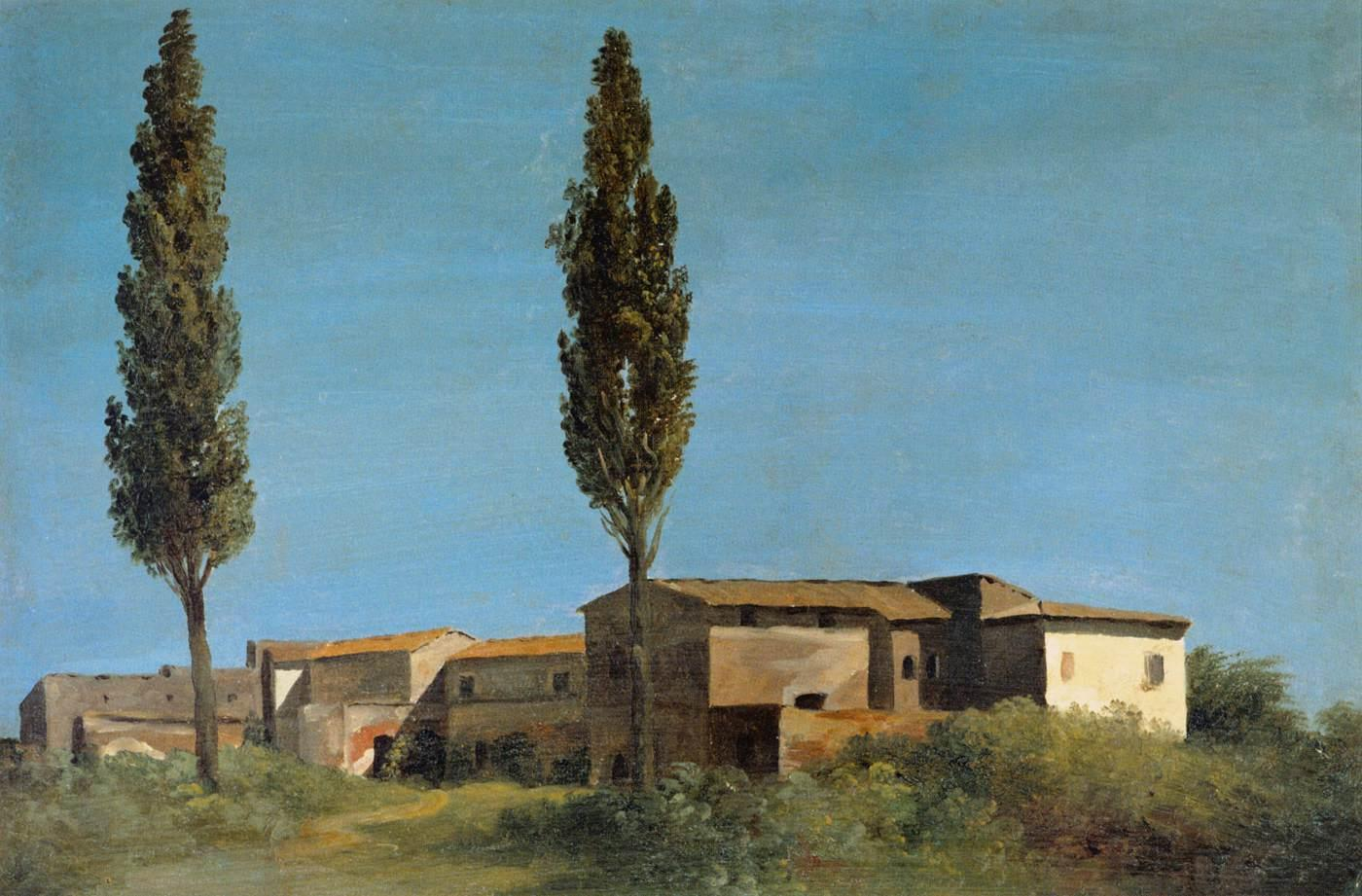
Une ferme près de la Villa Farnèse, Pierre-Henri de Valenciennes, 1800. Étude, huile, papier, H. 25 cm. Louvre.

### Du néo-classicisme au romantisme
Au XIXe siècle la peinture de paysage rivalise avec le portrait en termes de quantité ; on assiste à une inflation de ces deux genres. Les demeures bourgeoises en tapissent leurs murs. Dans le même temps, les démarches des artistes face au paysage se multiplient. Soit on met l'accent sur l'émotion devant le tableau, soit sur la restitution de l'impression au contact direct avec un site, voire un instant particulier. Certains cherchent le détail caractéristique, avec l’œil du touriste. L'aquarelle, l'huile traitée de manière souvent très libre, vont dans le sens de la captation de cet instant particulier, d'un phénomène météorologique fugace en raison de la rapidité qu'elles permettent. Enfin l'arrivée de la photographie, autour de 1850, vient accentuer le mouvement d'adhésion du public au paysage en tant que motif privilégié, mais elle sert aussi de document pour les peintres et les graveurs. De là cette prolifération, qui est aussi le reflet de l'époque.
À partir du néo-classicisme, le paysage devient acteur ou producteur d'émotions et d'expériences subjectives. Le pittoresque et le sublime apparaissent alors comme deux modes de vision des paysages, ceux-ci sont composés dans l'atelier avec le secours de vues prises sur le motif et de procédés d'atelier. Pierre Henri de Valenciennes, effectue avec d'autres peintres d'Europe, des voyages sur des sites pittoresques, célébrés par les premiers touristes du XVIIIe siècle, et il réalise de nombreuses études à l'huile sur papier préparé, plus facile à transporter que des toiles. Ses paysages d'atelier conservent l'esprit de la peinture classique. À l'inverse, Georges Michel ne s'écarte guère des banlieues de Paris et dessine beaucoup. Ses toiles, qui saisissent des ciels sublimes, comme l'orage du musée des Beaux-Arts de Lyon, inspirées par la peinture hollandaise du XVIIe siècle, font preuve d'une grande liberté de touche qui séduira Van Gogh, à la fin du XIXe siècle.
En Angleterre, les taches d'Alexander Cozens (associé au préromantisme) sont produites intentionnellement afin de produire mécaniquement « ce qui ressemble grossièrement à l'effet d'ensemble d'une peinture », et se veulent une aide au peintre de paysage. L'informe favorisant le travail de l'imagination.
De leur côté, les paysages de Caspar David Friedrich restituent une émotion, quasi religieuse ; une figure vue de dos servant de point de projection du spectateur dans l'espace du paysage pour une intensité maximale. La précision de la touche correspond à cette acuité du regard. Dans un tout autres sens, mais avec une précision cette fois-ci tournée vers le détail caractéristique, les premiers guides touristiques et leurs gravures, retiennent le point de vue le plus riche d'éléments pittoresques et fabriquent un regard consensuel sur les sites et les paysages. Une démarche voisine consiste à documenter le paysage national d'images à caractère topographique, avec un souci du détail exact.
J. Constable et Théodore Rousseau, dans leurs paysages infiniment détaillés, veulent inscrire dans le tableau le rapport intime entre l'homme et la nature. Pour Rousseau, la nature est le modèle de « société » que la culture industrielle détruit, elle doit être étudiée comme le savant avec sa loupe dans une mare. L'artiste plante alors son chevalet en plein air, face au motif. Les peintres de l'école de Barbizon, Rousseau en particulier, voient en effet dans le paysage comme des correspondances se construire avec la société des hommes, qui est alors en pleine mutation et ils cherchent à lire dans la nature comme une leçon à déchiffrer. Dans les années 1850, les peintres de Barbizon croisent dans la forêt de Fontainebleau le groupe des photographes qui parcourent les mêmes sites, dont Gustave Le Gray, et ils discutent de leurs résultats à l'auberge de la forêt. Le photographe Eugène Cuvelier effectue le lien entre les deux groupes.
Pour Turner, dans ses tableaux d'évènements, tempêtes ou incendies, l'expérience émotionnelle doit être transmise par le mouvement du corps, réel ou figuré. D'ailleurs l'artiste se fait réellement attacher sur le pont du navire, pour une expérience directe de la tempête. Enfin, Corot, dès son premier voyage en Italie (1825-28) cherche, dans un contact direct avec le paysage, le point de vue et le cadrage qui composent le futur tableau, réalisé sur le motif, en allant plus loin que Pierre Henri de Valenciennes, mais dans son sens, et anticipant la démarche des photographes. Cette démarche est représentative d'une pratique largement partagée par les peintres voyageurs depuis la fin du XVIIIe siècle.

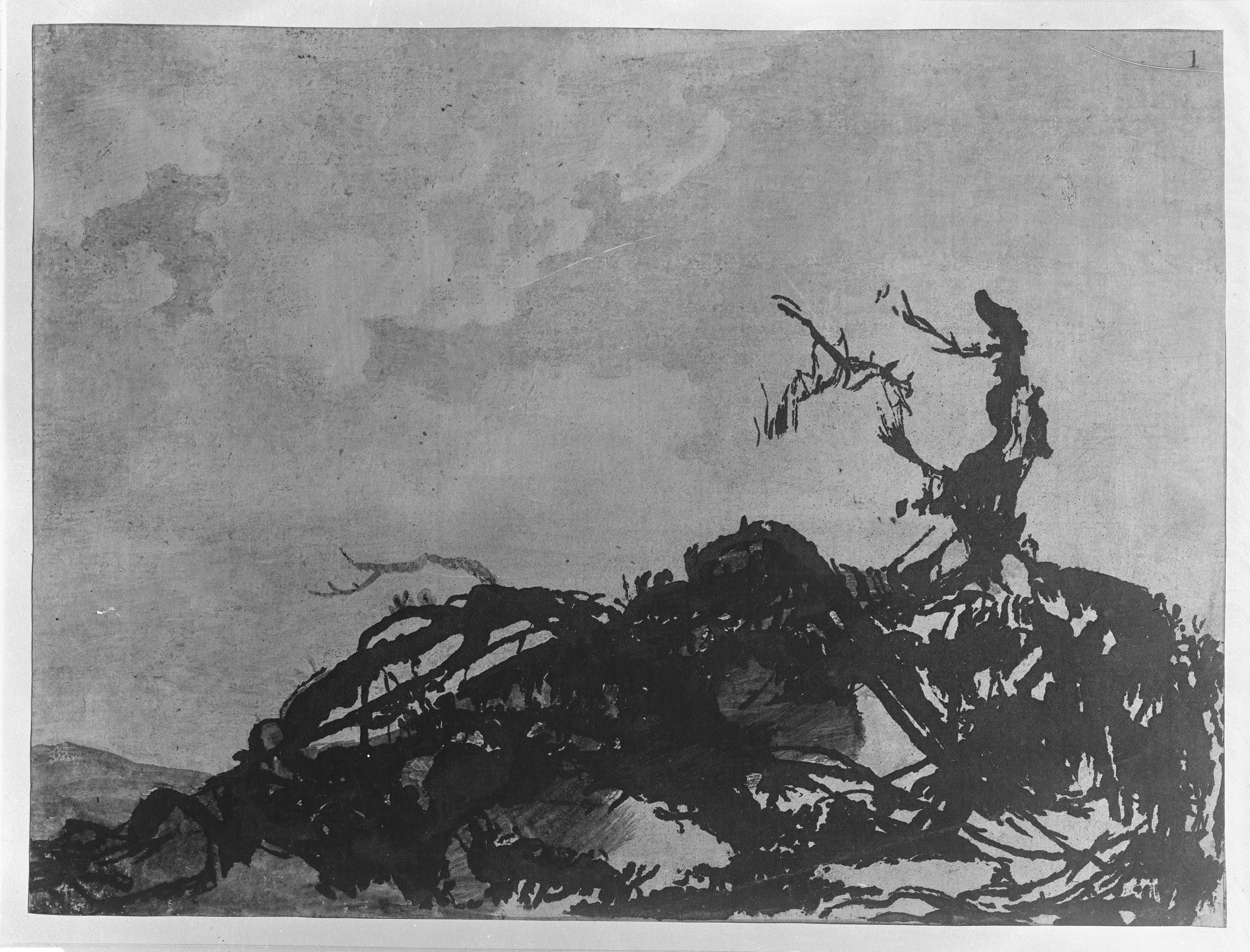
L'arbre tombé. Alexander Cozens, v. 1785, H. 23 cm. Gravure et aquatinte tirée de Nouvelle Méthode pour secourir l'invention [...]. Metropolitan Museum of Art.
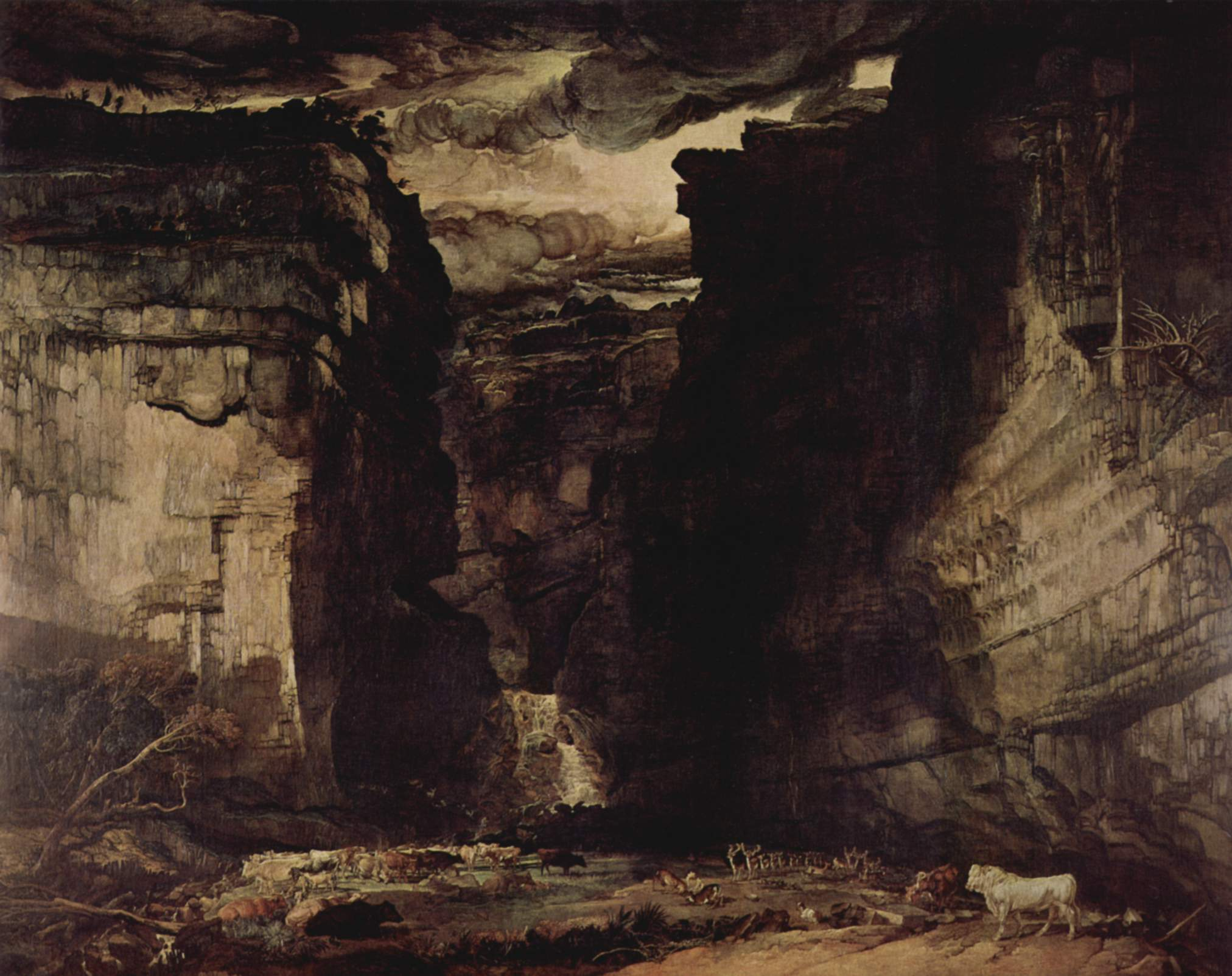
Gordale Scar. James Ward, 1811-1815 332 x 421 cm. Sublime par la lumière et format « gargantuesque ». Tate Britain.
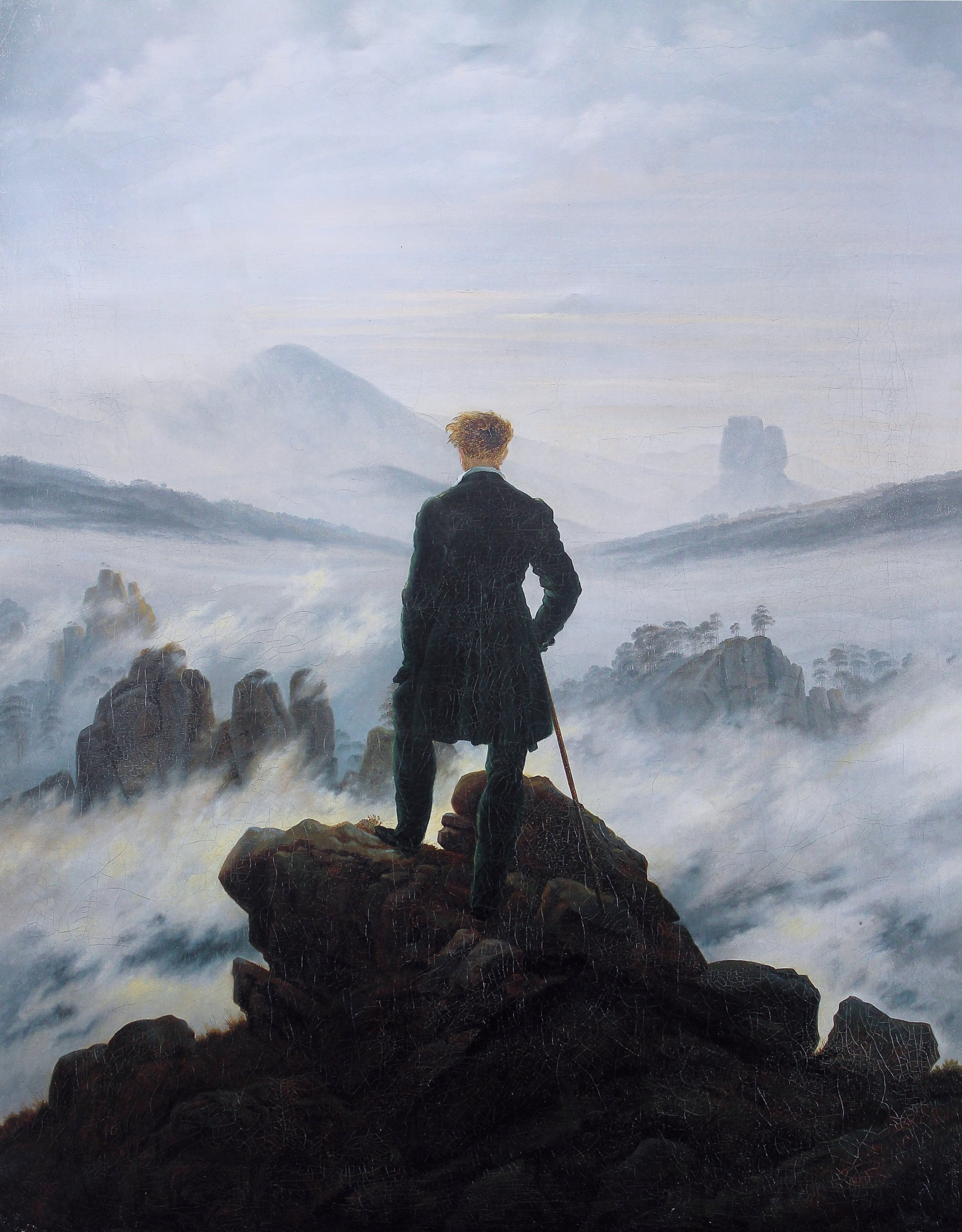
Le Voyageur contemplant une mer de nuages, Caspar David Friedrich, 1818, H. 98 cm. Kunsthalle de Hambourg Romantisme allemand.
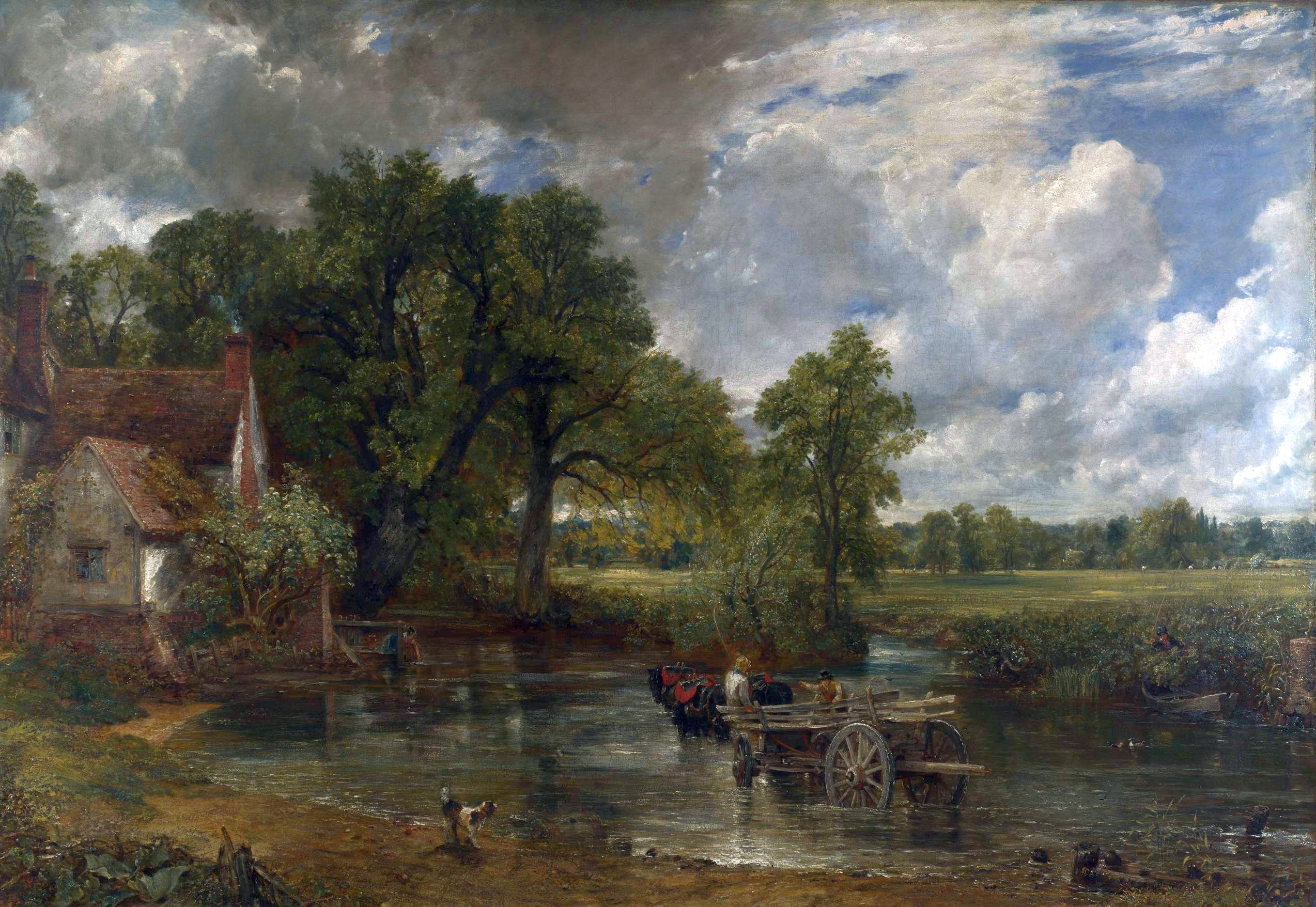
La Charrette de foin, John Constable, 1821 L. 185 cm ; Romantisme anglais. National Gallery.
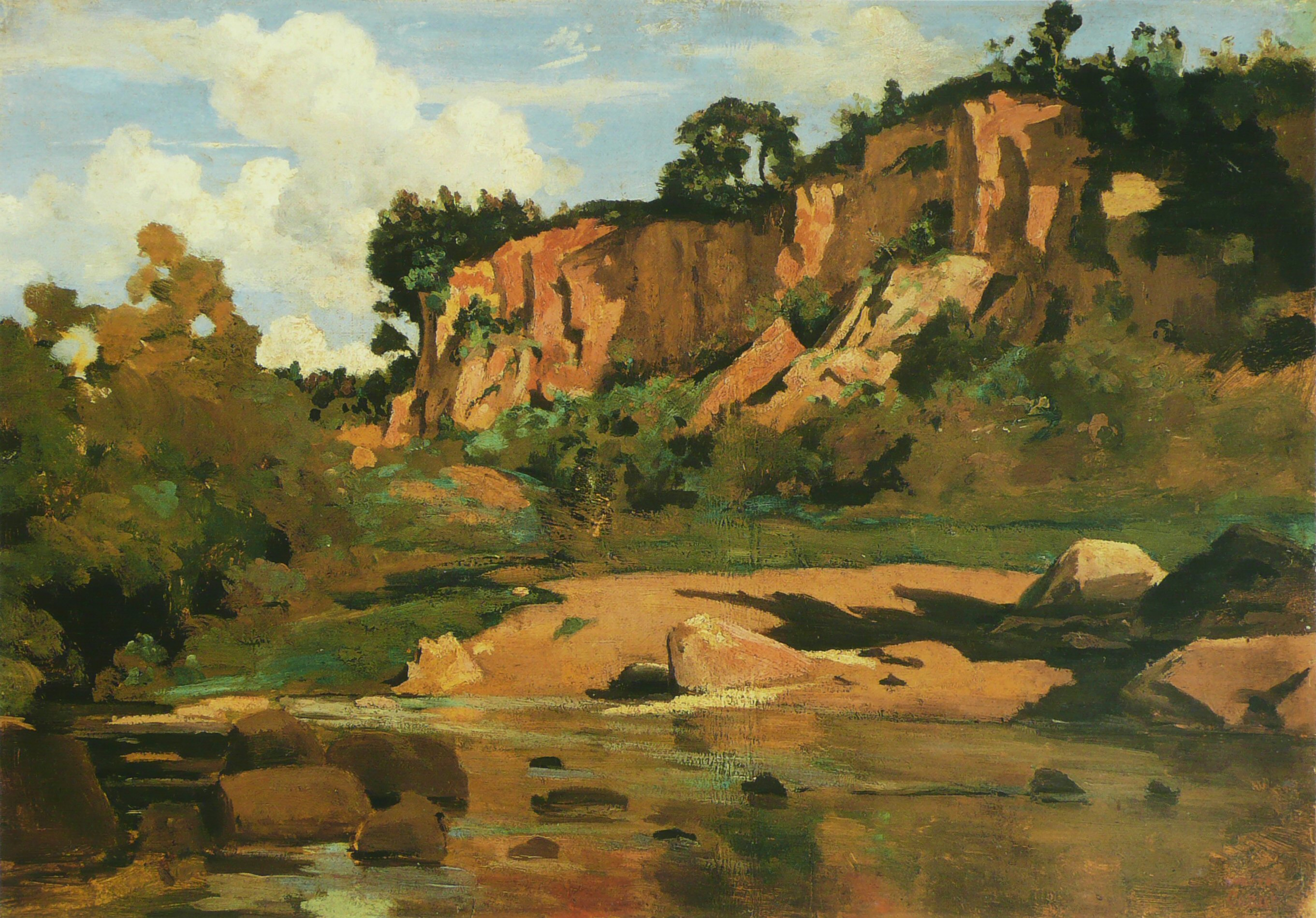
Civita Castellana, Corot, 1826-27, 36 × 51,8 cm. Nationalmuseum.
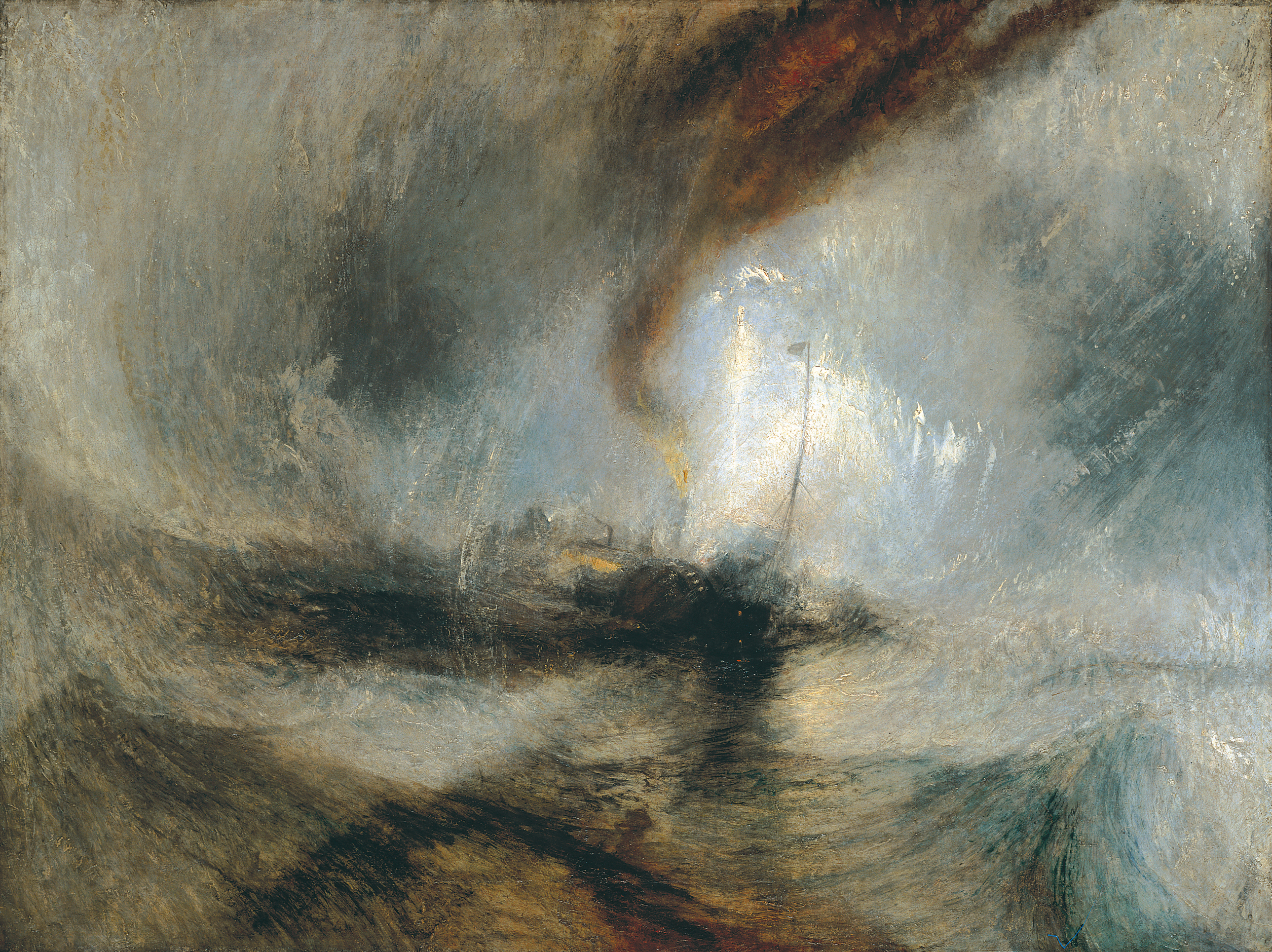
Tempête de neige en mer.  Joseph Mallord William Turner, 1842 L. 122 cm ; romantisme anglais. Tate Britain.
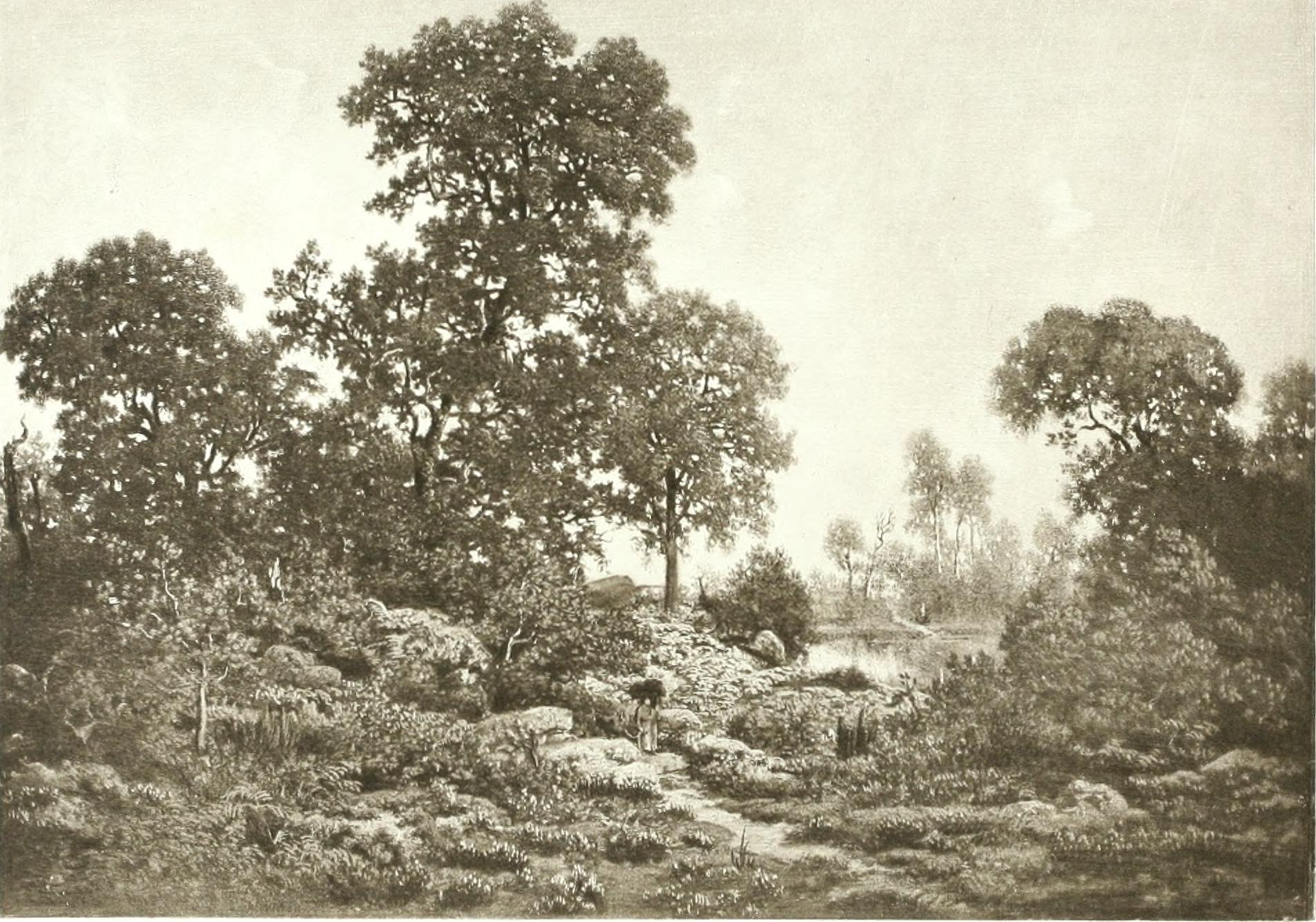
Paysage avec étang. Théodore Rousseau, nd., H. 24 cm. Photo avant noircissement (1886). École de Barbizon.
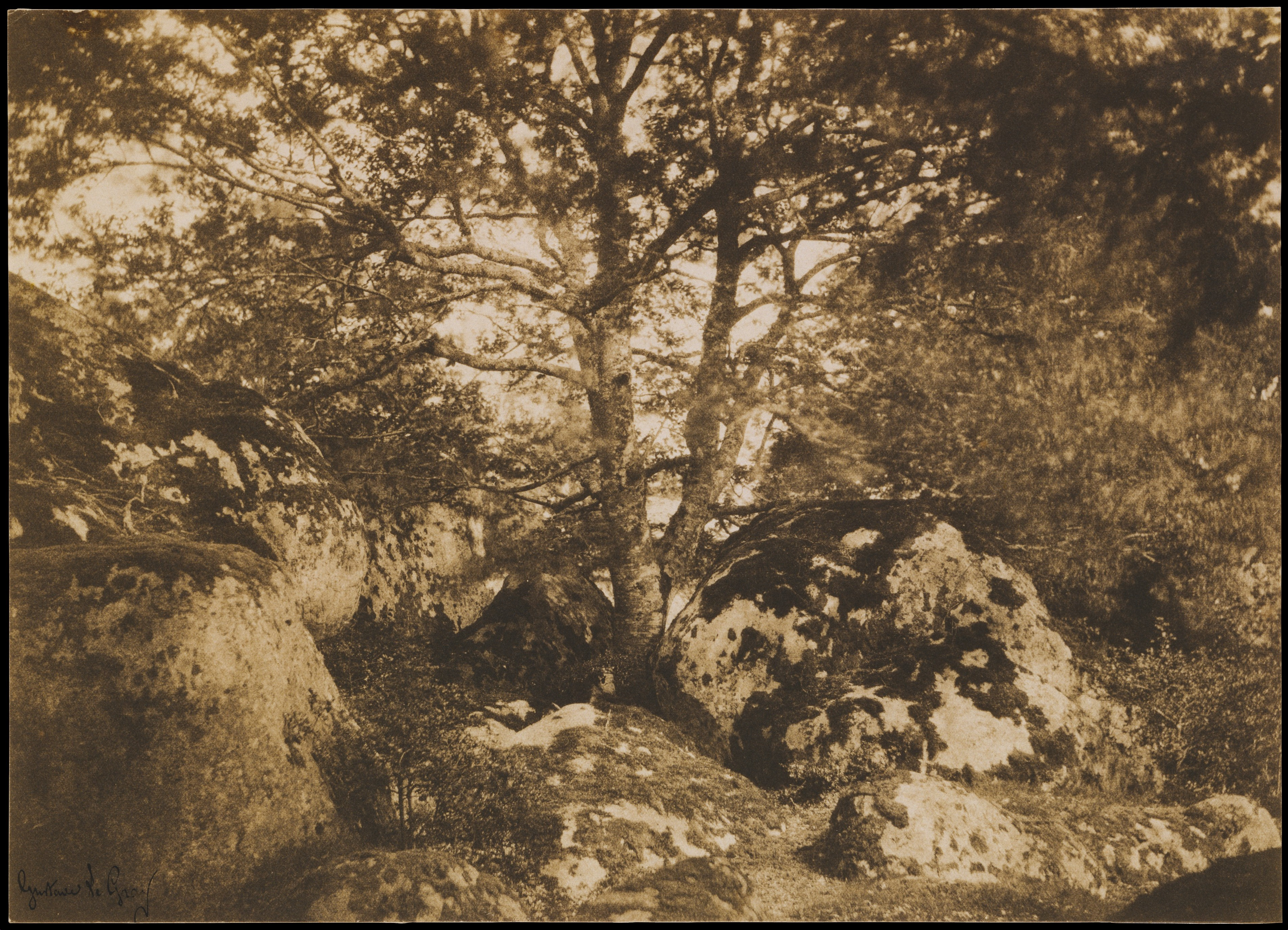
Chêne et rochers, Gustave Le Gray, 1849–52, H. 25 cm. Papier salé d'après un négatif sur papier ciré sec. Metropolitan Museum of Art.
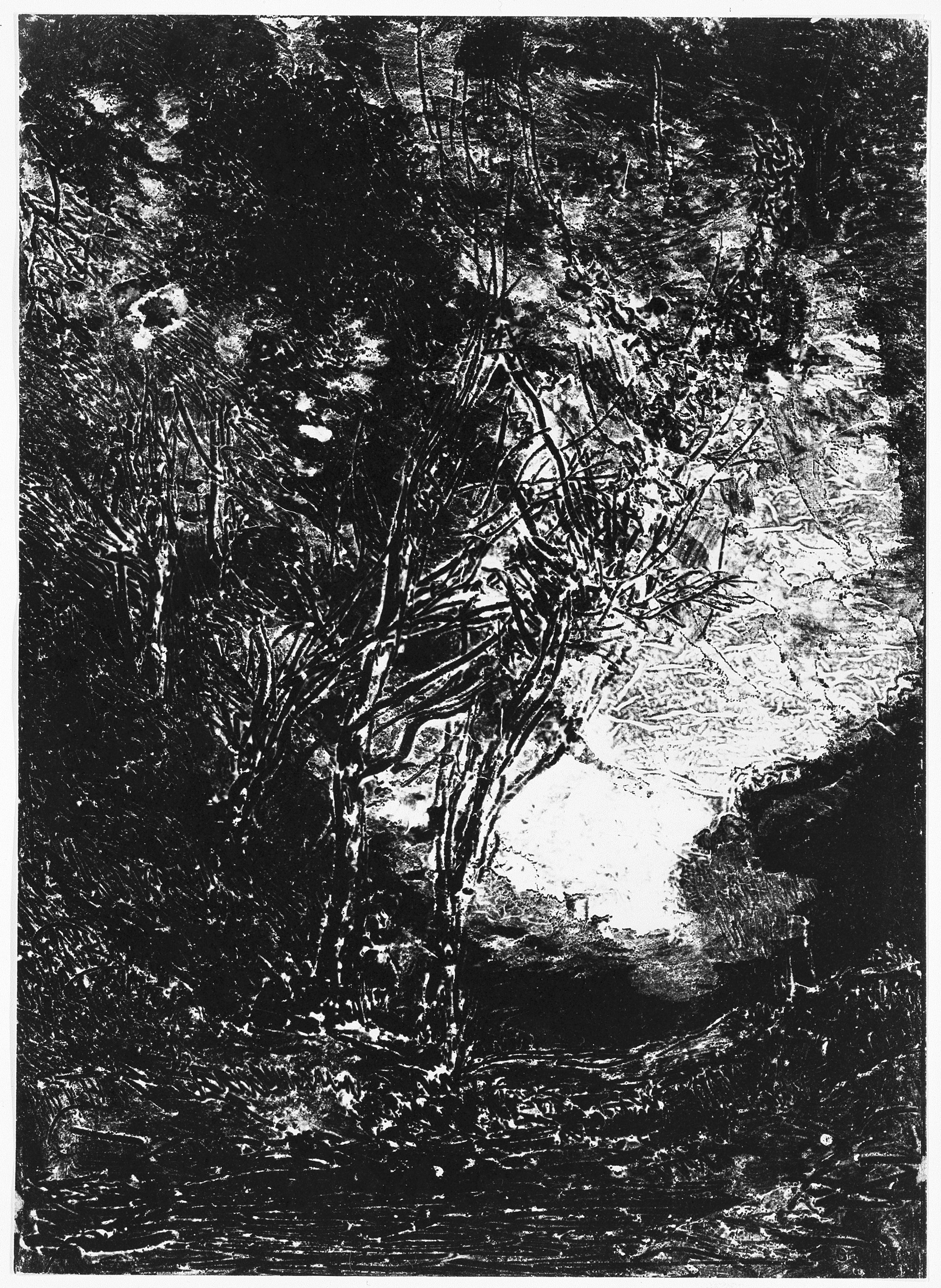
L'Embuscade, Corot, 1858, cliché-verre H. 22 cm. Metropolitan Museum of Art.
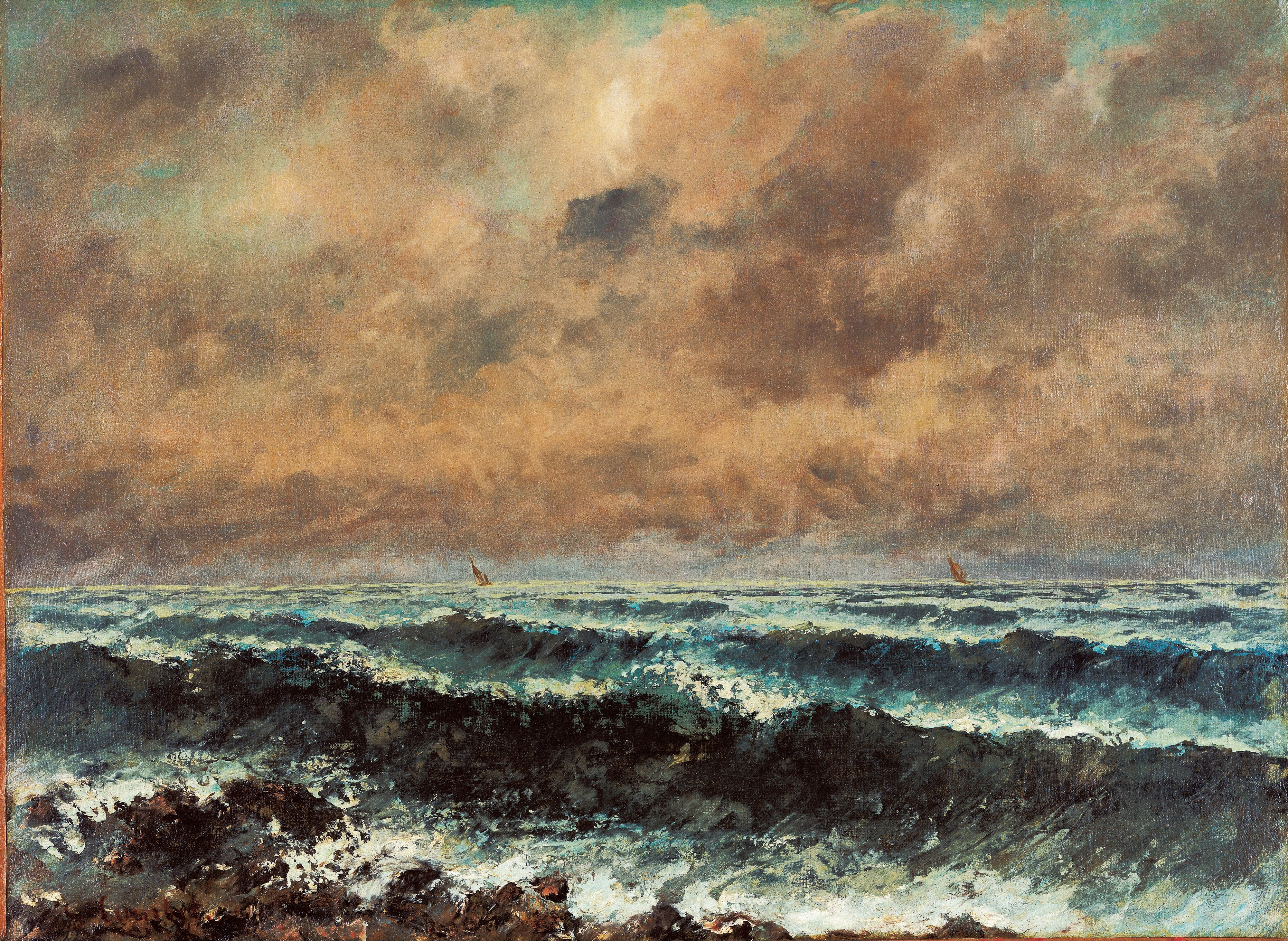
La Mer en automne, Gustave Courbet, v. 1867. L. 73 cm. Musée d'art Ōhara Réalisme.

Le mouvement des premiers peintres voyageurs Pierre Henri de Valenciennes, Thomas Jones, Simon Denis, Jean-Antoine Constantin, Jean-Joseph-Xavier Bidauld, Johann Martin von Rohden, se développe parfois localement, comme dans les Alpes et dans les Pyrénées, en France, mais aussi dans les pays nordiques (comme Isaac Levitan) et jusqu'en Australie (Eugene von Guérard). Pratiquant l'étude sur nature éventuellement reprise en atelier, elle est souvent transposée sur un format monumental pour les sites grandioses.
Le format du paysage de la peinture romantique tardive exalte souvent les espaces naturels grandioses, sauvages, montagneux, et les panoramas. Selon Robert Rosenblum les tableaux des peintres modernes, en particulier de Clyfford Still des années 1950 parviennent à envelopper, ou immerger le spectateur, mieux que ne le feraient les tableaux de paysage romantiques monumentaux au caractère éminemment « sublime », comme ceux de Bierstadt ou James Ward et son Cordale Scar (332 x 421 cm), car il ne s'agit pas d'une somme de détails sur un format seulement « gargantuesque », mais dans ce format d'un tout, énigmatique et fascinant, produit par d'« abrupts contrastes lumineux »

### Sublime et histoire naturelle

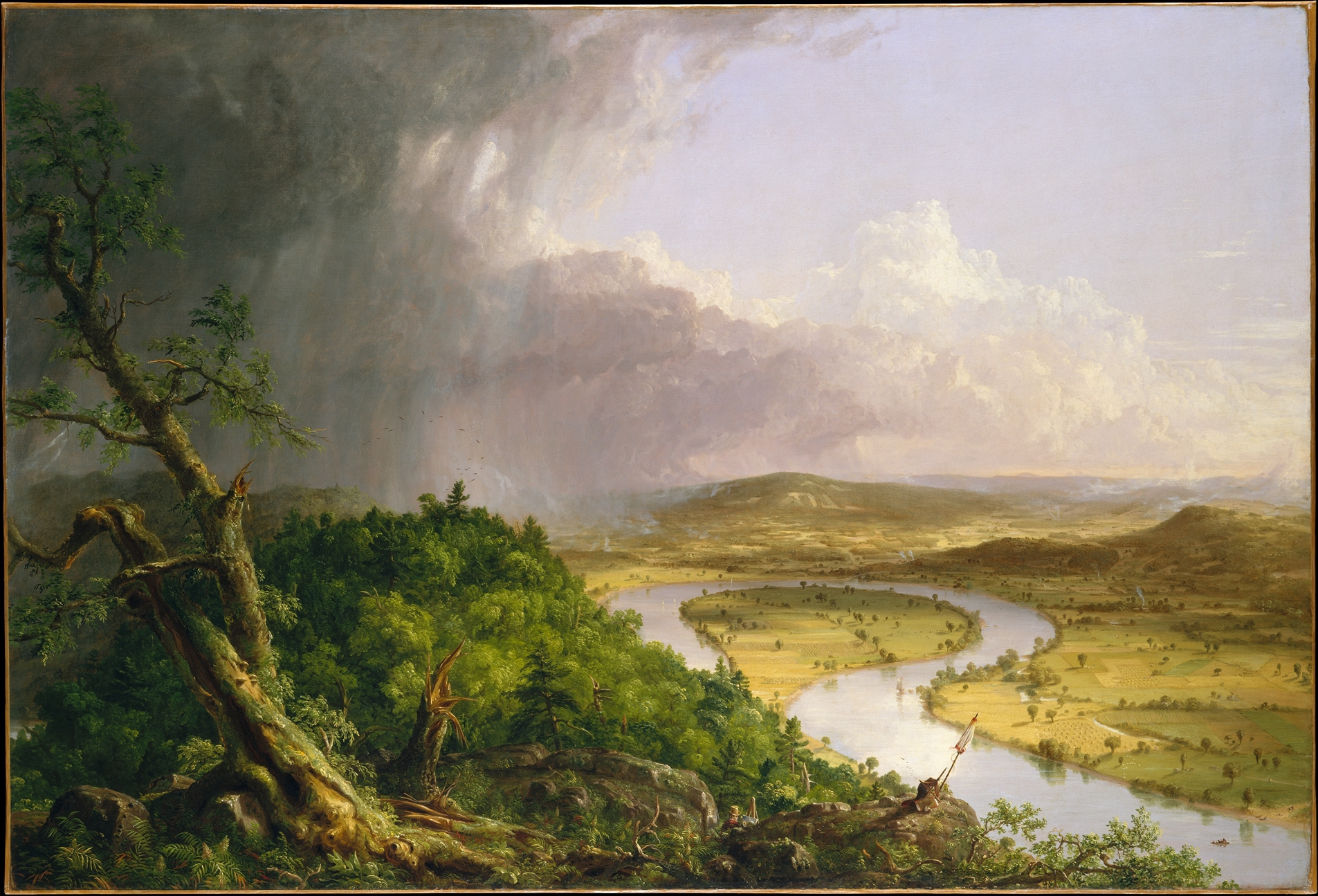
Thomas Cole, 1836, Le Méandre - Vue depuis le mont Holyoke, Northampton, Massachusetts, après un orage,. Metropolitan Museum of Art.

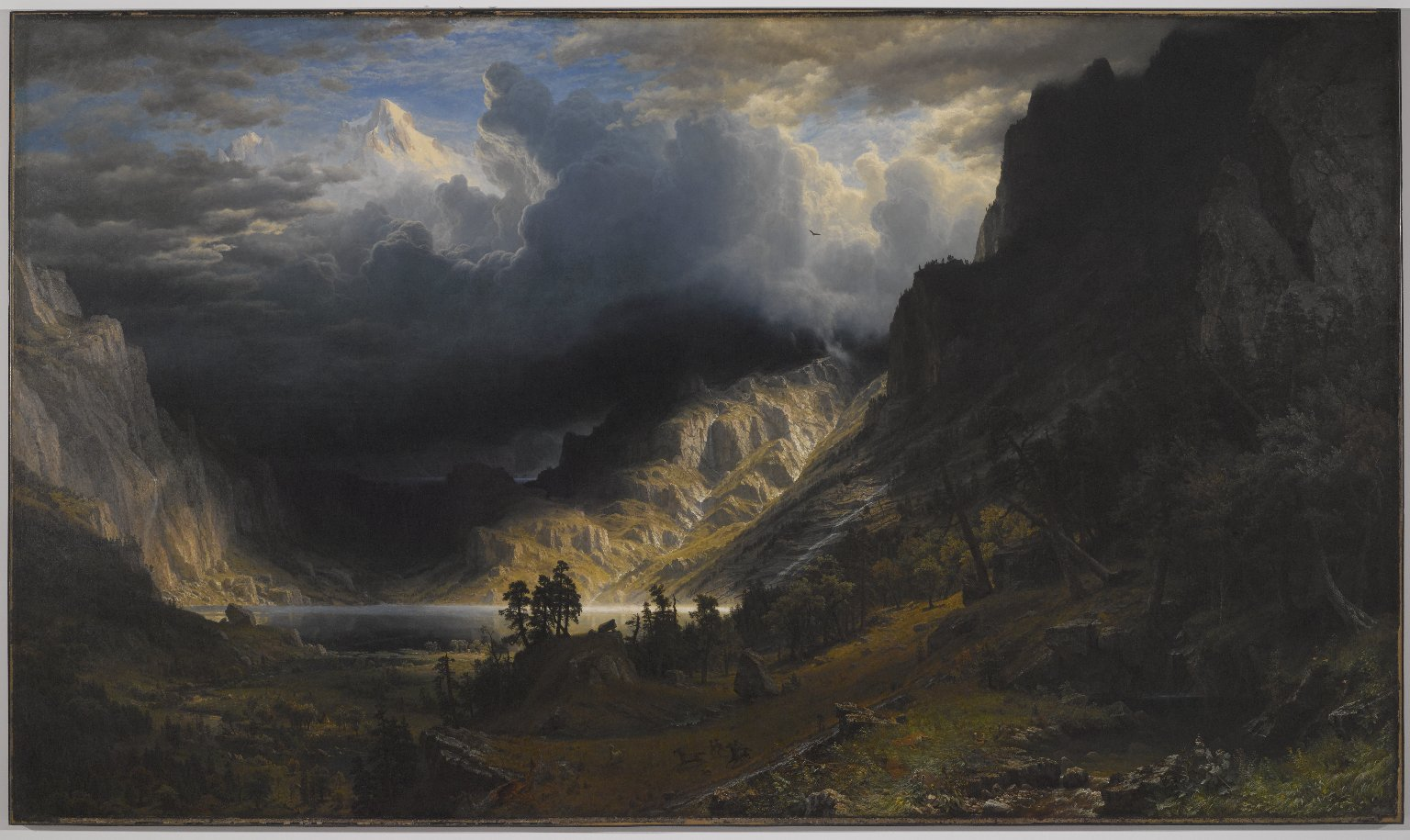
Albert Bierstadt, 1866. Orage dans les montagnes Rocheuses,. Brooklyn Museum.

Le Nouveau Monde a eu ses peintres au XIXe siècle qui déployèrent leur talent à dresser une image glorieuse de ses paysages, emplis de pittoresque et de sublime. Dès les années 1830, Thomas Cole (1801-1848) et son groupe de l'Hudson River School dressent des images grandioses d'un espace composite : nature inviolée et nature cultivée, sur de vastes formats. Il souhaite ainsi créer une vision, politique de la nouvelle société américaine, dans son milieu de vie, divisé entre sauvage et pastoral.
Les peintres de l'Hudson River School sont des lecteurs assidus des manuels de naturalistes, dont certaines femmes qui se distinguent nettement de leurs collègues hommes, et alors que Charles Darwin prépare et publie en 1859 « L'Origine des espèces » dans l'effervescence des découvertes en géologie historique. Dans ce groupe, Albert Bierstadt (1830-1902) étend le réseau de ses vues héroïques aux deux Amériques. Sa touche, précise, restitue adroitement tout le monde minéral et vivant. Le format s'étend de plus en plus, à l'échelle des grands espaces qui s'étalent sur les toiles - une idée du format monumental qui ne fut pas oublié par l'École de New York, au milieu du XXe siècle - et chaque tableau semble vouloir se dresser à la hauteur de l'exploit nécessaire à sa composition. Car chaque site est, bien sûr, hors norme, jamais vu, et quasi inaccessible, d'un spectaculaire « hollywoodien » avant la lettre. Enfin, Bierstadt parvient à évoquer plusieurs temporalités dans le même tableau. Ainsi Orage dans les montagnes Rocheuses : l'imminence de l'orage qu'évoque précisément la présence d'un grand rapace qui profite d'une ascendance thermique, et la durée géologique des érosions qui, par d'innombrables orages, façonnent le paysage. La réalisation de ces peintures d'atelier s'appuie d'ailleurs sur des études, relevées in-situ, avec la précision d'un naturaliste, et complétées par ses propres documents photographiques. Le spectateur a ainsi l'occasion d'observer - et cela bien mieux que s'il avait vécu cet instant physiquement - moins des « paysages » que des espaces de vie: tous ces vivants dans leur habitat naturel et dans un instant de leur vie.
Le paysage, entendu comme milieu de vie, joue un rôle essentiel dans un grand nombre de peintures de Martin Johnson Heade (1819-1904). Dans cette entreprise le peintre fusionne le genre du paysage avec celui de la nature-morte, par exemple dans la vue rapprochée d'une « scène de genre » qui associe la fleur et son butineur avec leur milieu, le paysage vu du sommet des arbres.

### Exotisme
Un courant semblable, quoique moins emphatique touche la mode de l'Orientalisme. De nombreux peintres voyageurs vont ainsi dresser des images exotiques depuis l'Orient jusqu'aux colonies que les puissances occidentales se taillent dans le monde. Beaucoup se plaisent à une reproduction mimétique de l'environnement naturel, et rassemblent des « figurants » encostumés, ou très peu vêtus, « à l'antique », souvent dressés au premier plan, en pied, comme autant d'études d'académie. Cette pratique se poursuivra sous les auspices, en France, de la Société des peintres orientalistes français (fondée en 1893) puis de la Société coloniale des artistes français (1908-1970). L'exposition coloniale internationale de Paris en 1931 donna l'occasion à ce goût de se manifester sans réserve.

### Rivalité avec la photographie, ou son rejet

Peinture de paysage
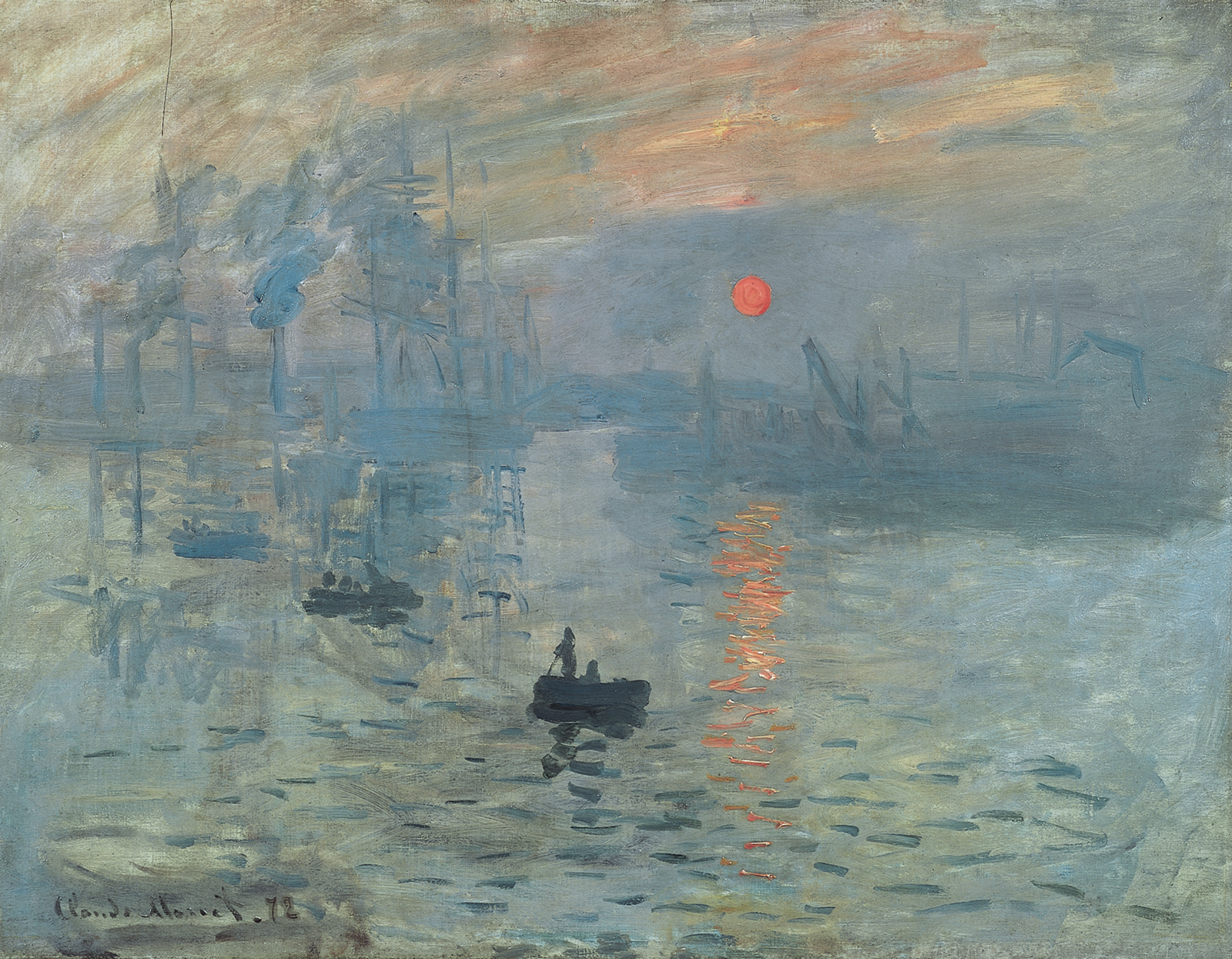
Claude Monet, Impression, soleil levant, 1872, 48 × 63 cm, Musée Marmottan Monet (impressionnisme).
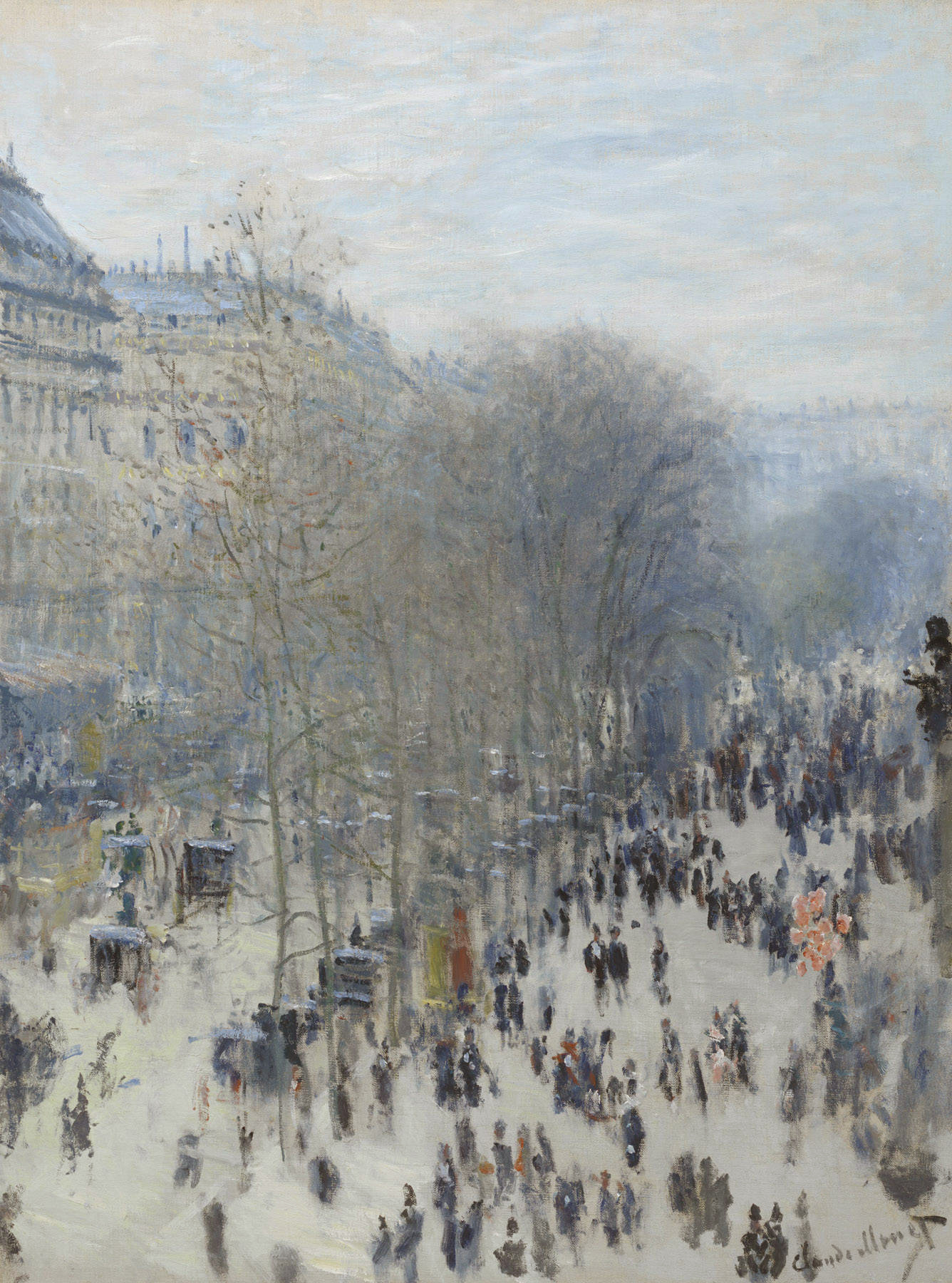
Claude Monet. Boulevard des Capucines. 1873, H. 80 cm. Musée d'art Nelson-Atkins.
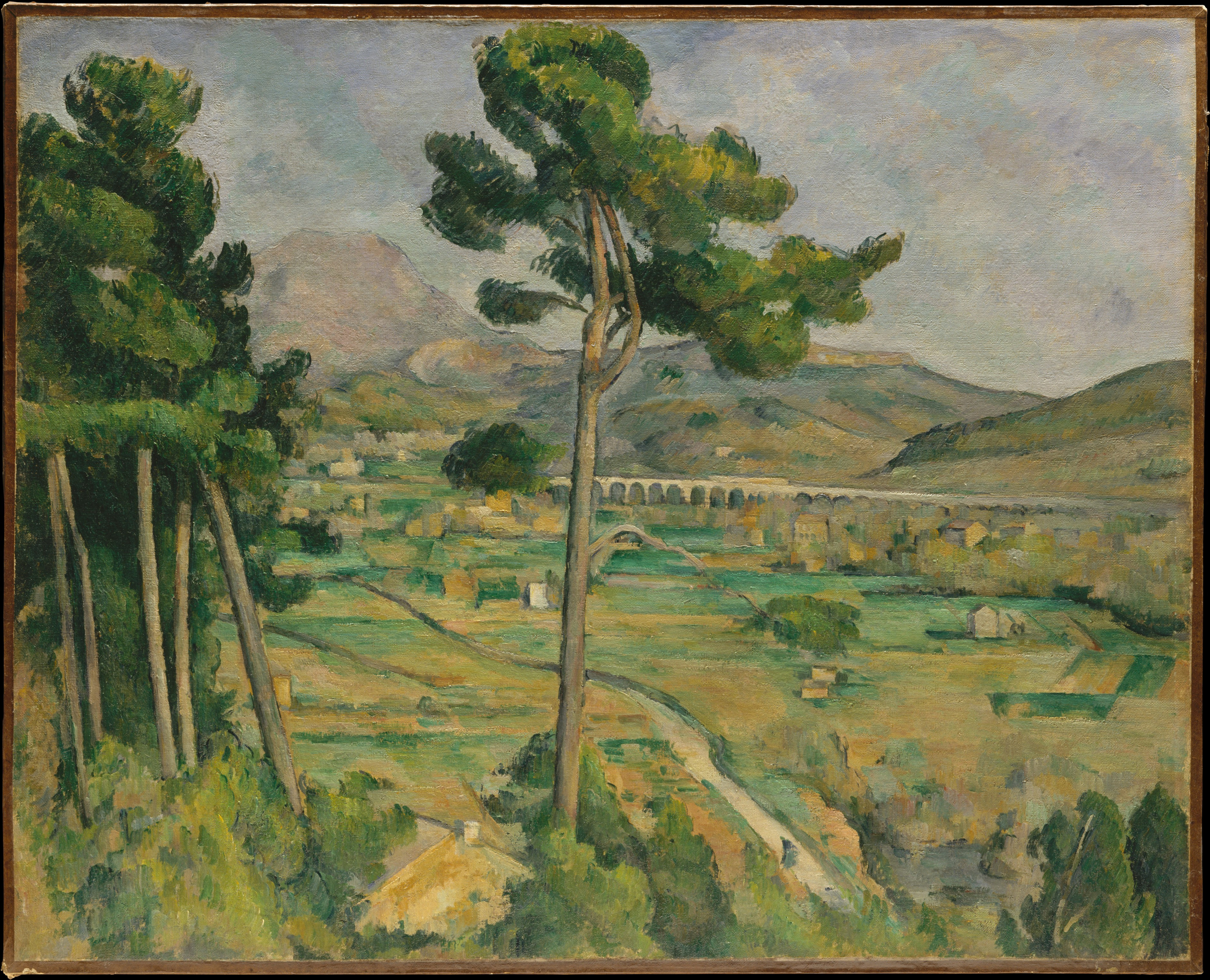
Paul Cézanne. Montagne Sainte-Victoire et le viaduc de l'Arc. 1882-1885, 65,5 × 81,7 cm. Metropolitan Museum of Art.
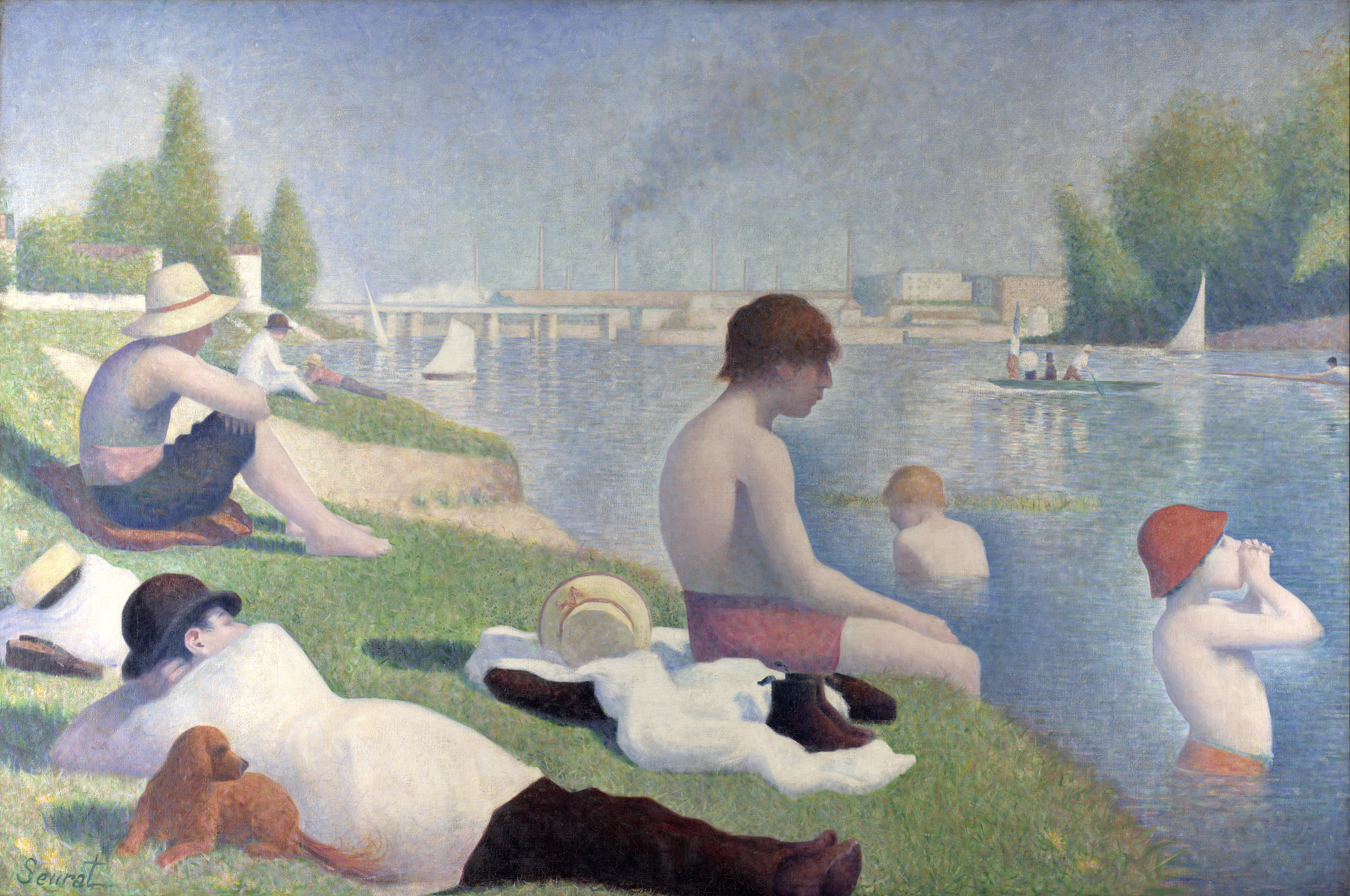
Seurat. Une baignade à Asnières. 1884 et 1887, 201 × 300 cm. National Gallery. Postimpressionnisme.
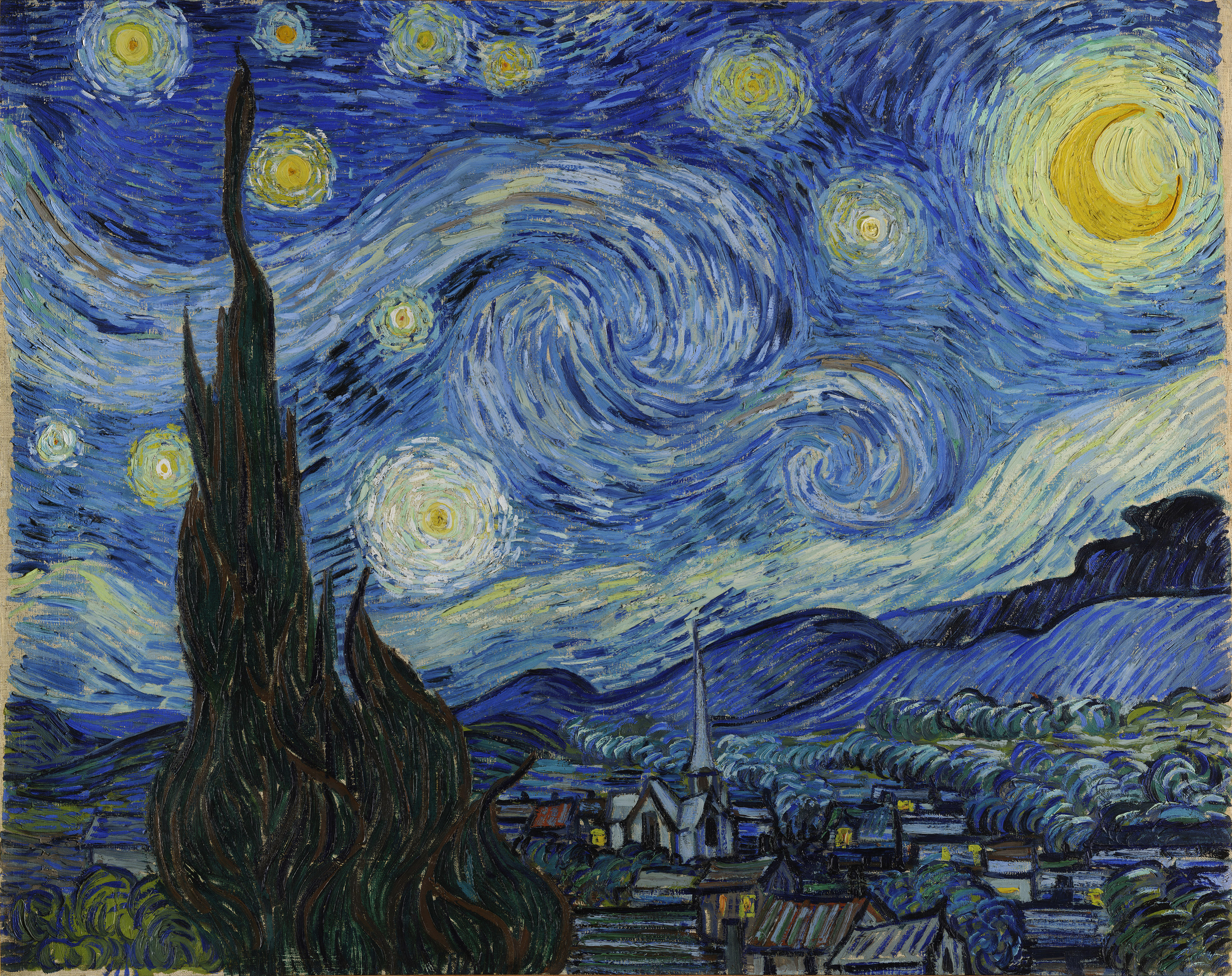
Vincent van Gogh. La Nuit étoilée. 1889. H. 73 cm. Museum of Modern Art.
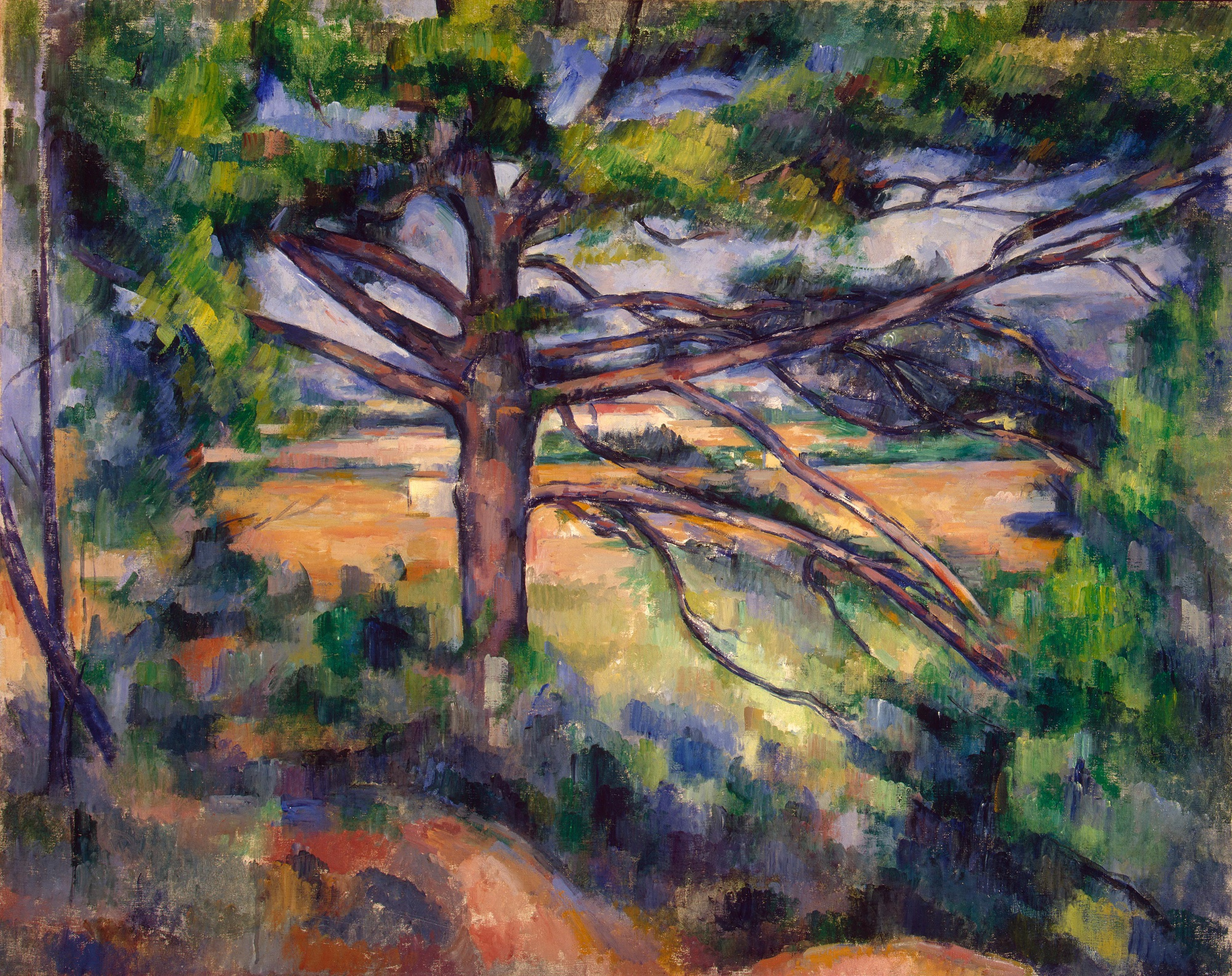
Cézanne.Grand pin et terres rouges, 1890-95. 72 × 91 cm. Musée de l'Ermitage.
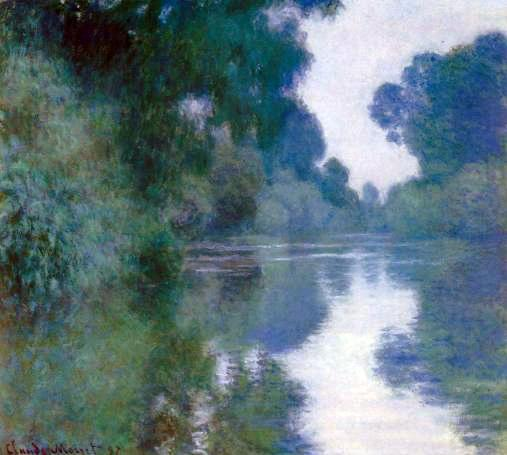
Monet, Branche de la Seine près de Giverny. 1897. 81 × 92 cm. Musée des beaux-arts de Boston.
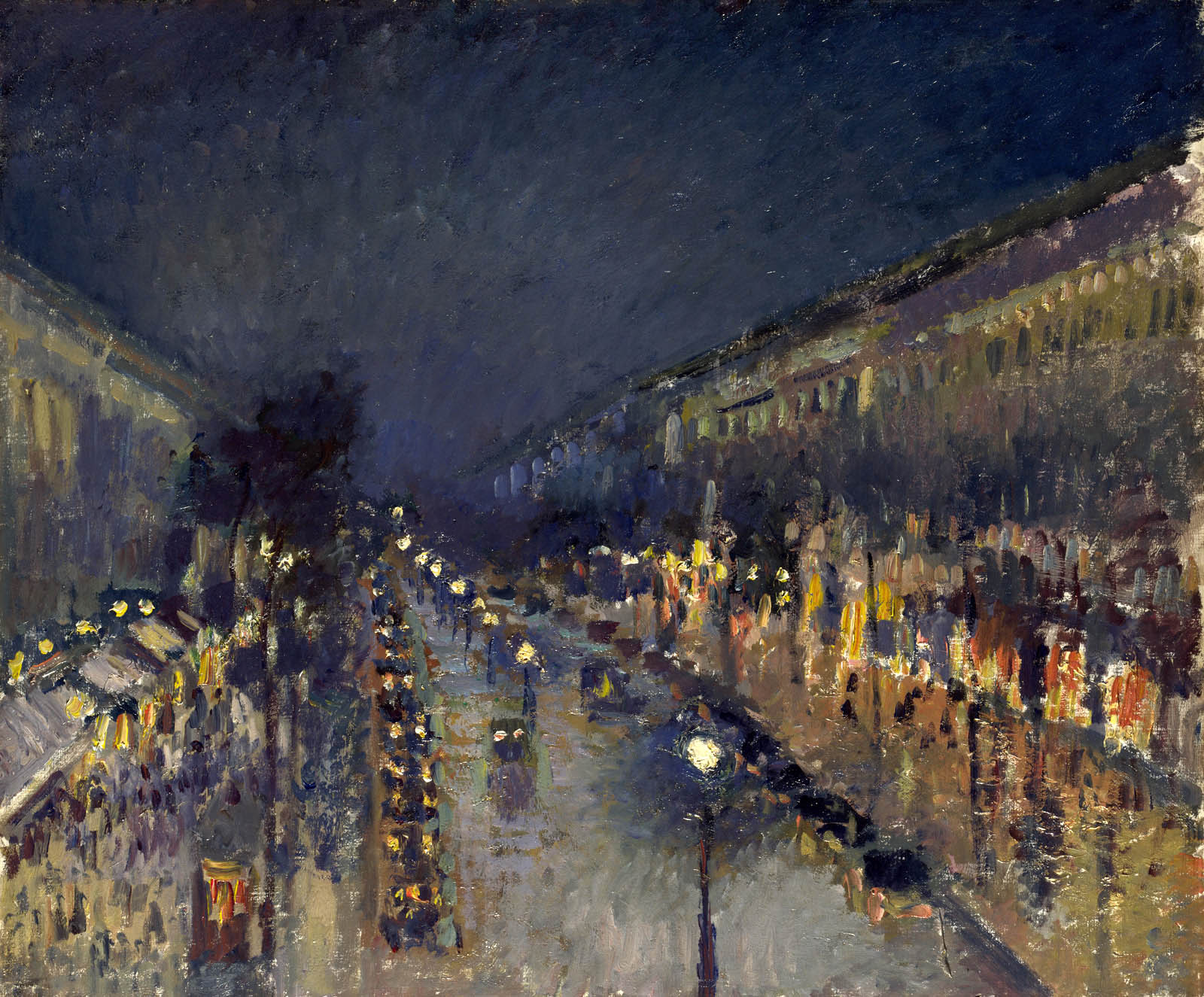
Camille Pissarro. Boulevard Montmartre, effet de nuit. 1897. H. 54 cm. National Gallery.
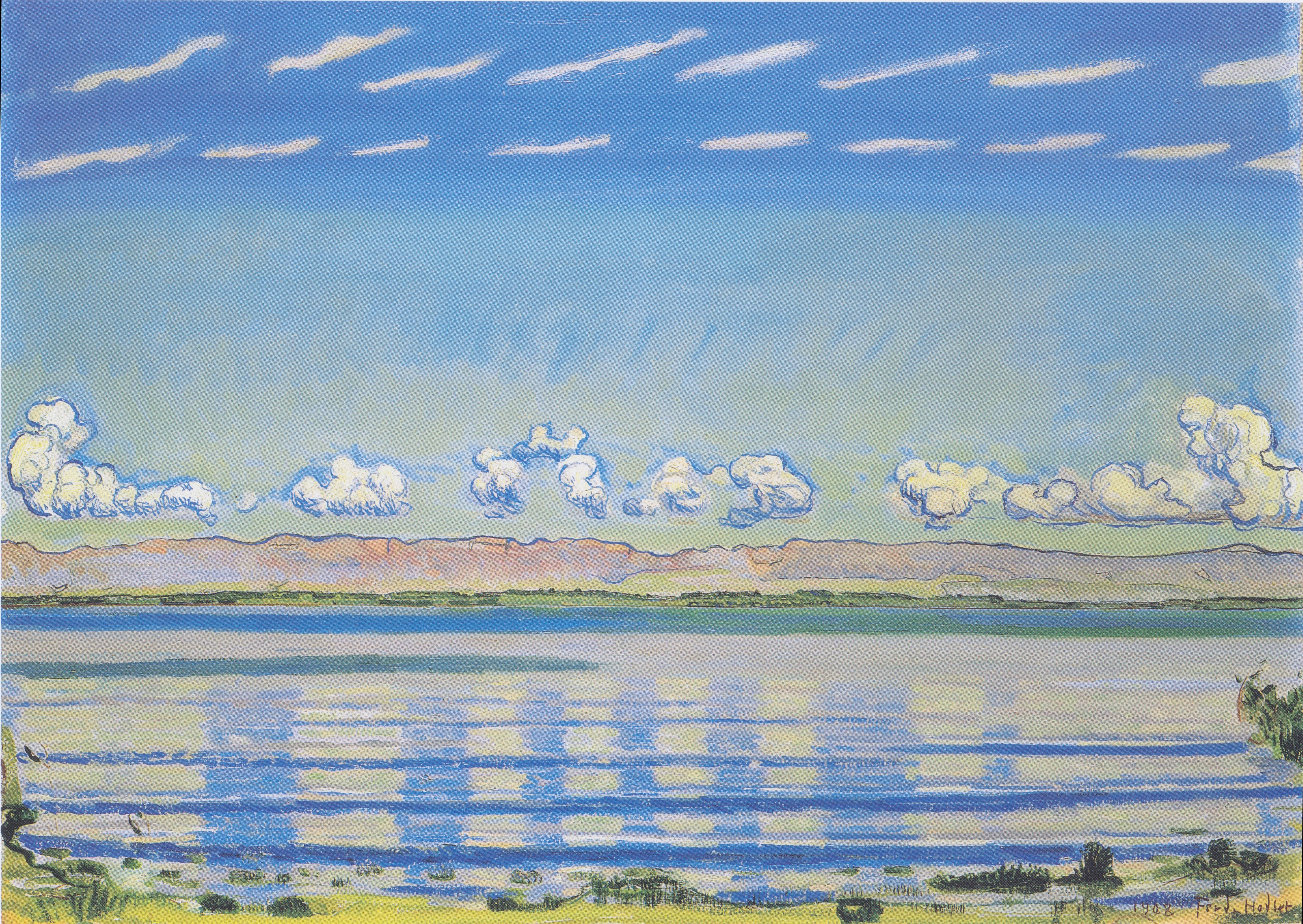
Ferdinand Hodler. Paysage rythmique au bord du lac Léman. 1908. 67 × 91 cm. Col. part[h].

Dans les années qui suivent l'invention de la photographie de nombreux peintres utilisent la photographie comme document et rivalisent de précision avec leur modèle. Certains découpent des vues, structurent, jouent de la lumière et de son caractère transitoire. Il est très probable que certains aient étudié « à la loupe » les photographies de leurs contemporains. Le photographe Martial Caillebotte échange de manière très étroite avec son frère Gustave (1848-1894), qui dépeint, entre autres, le paysage urbain du Paris haussmannien en utilisant parfois l'apport de la photographie. Claude Monet expose chez Nadar et y réalise Boulevard des Capucines. En 1874, le critique Ernest Chesneau relie un  effet de flou, qu'il remarque dans la peinture de Monet, à celui que les longs temps de pose entraînent des photographies de l'époque.
L'impressionnisme donne au paysage un rôle très différent de ce qu'il avait autrefois. Il est plus attentif à la perception humaine qu'à la rigueur géométrique de la photographie, et plus sensible à la couleur alors que la photographie est en grisaille. Le peintre de paysage impressionniste tente de placer l'observateur devant la restitution de sa propre perception.
Au tournant du siècle (1880-1910) Georges Seurat et le pointillisme affirment qu'ils fondent leurs techniques sur la science, et non sur la perception individuelle. La culture occidentale est traversée par un courant symboliste. La peinture de paysage évoque alors moins le reflet d'une expérience sensible, visuelle que des représentations intellectuelles, philosophiques, sociales, imaginaires, ou simplement subjectives et émotionnelles. Ce vaste mouvement de refus de la transcription de phénomènes optiques par la peinture, en tant qu'art, rassemble des peintres aussi différents que Puvis de Chavannes et Gauguin, Ferdinand Hodler et Van Gogh (Les Champs de blé aux corbeaux, 1890) ou Matisse (La Joie de vivre, v. 1905).

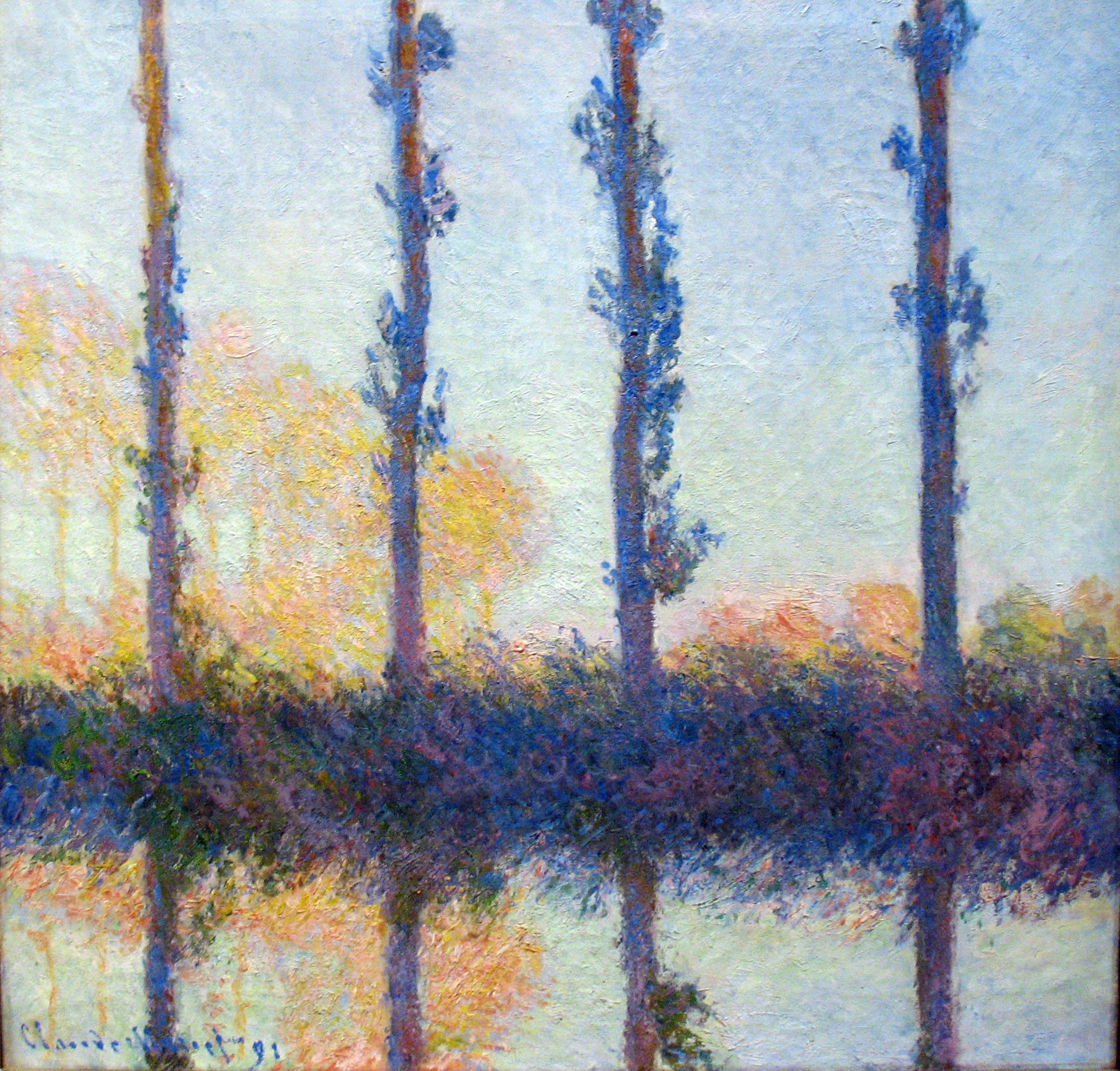
Claude Monet, Les peupliers. 1891. Huile sur toile, 87 x 81 cm. Metropolitan Museum of Art, New York.
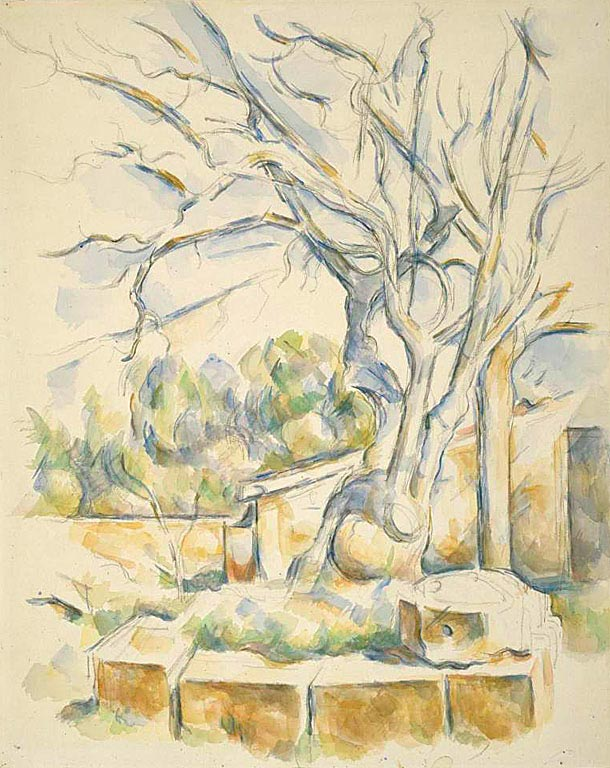
Cézanne. Pistachier dans la cour du Château noir. Crayon et aquarelle, papier blanc, v. 1900. H. 54 cm. The Art Institute of Chicago.
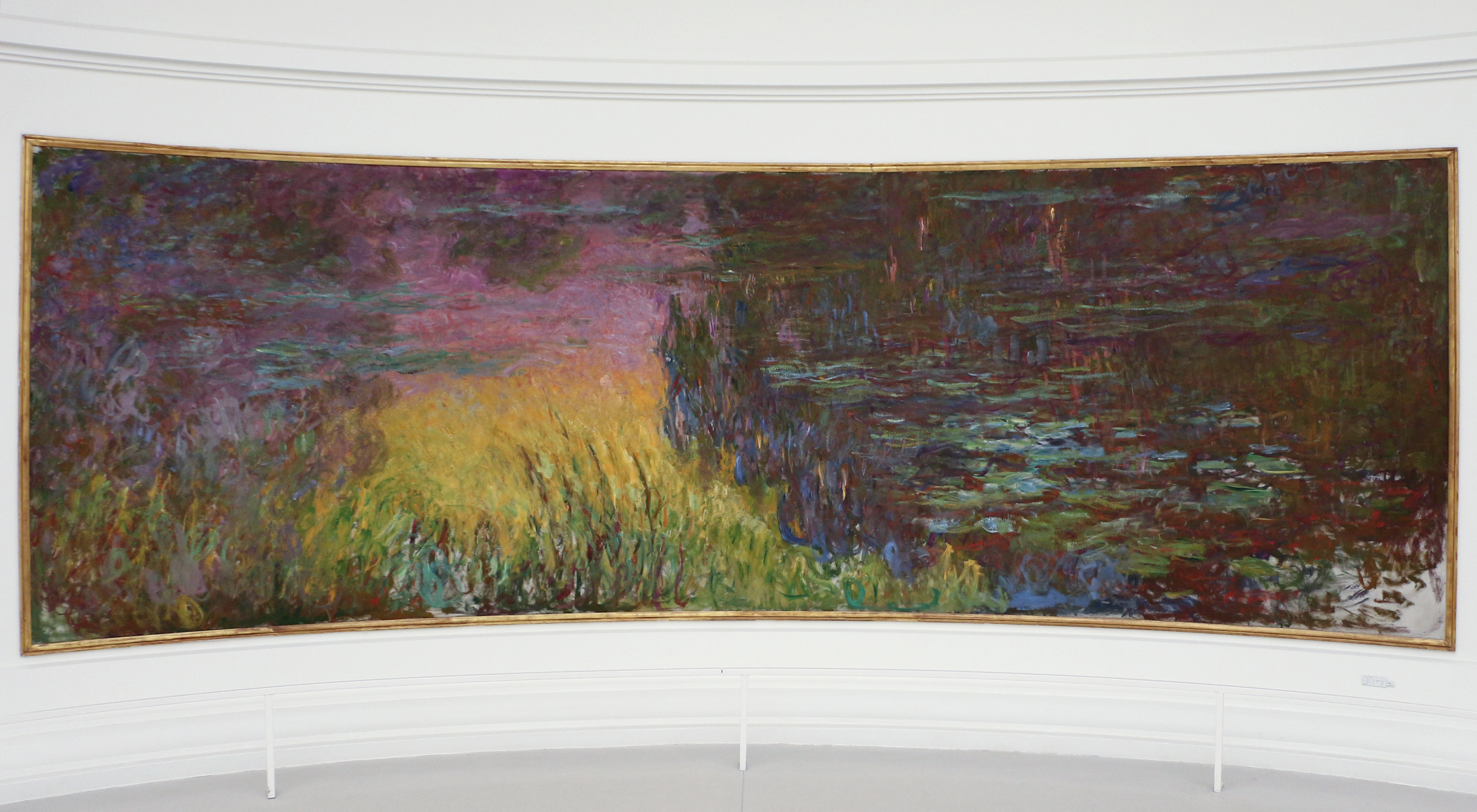
Claude Monet. Les nymphéas. Soleil couchant. 1914-18. H. 2 x L. 5,94 m. Musée de l'Orangerie.

Cézanne meurt en 1906. Le Salon d'automne organise alors la première rétrospective de Cézanne en 1907. Son impact, sur la nouvelle génération de Matisse, Picasso et tant d'autres, sera considérable. Dès la fin des années 1870 Cézanne rompt, dans ses paysages, avec les formules admises ; il constate déjà que les arbres, dans le soleil, « s'enlèvent en silhouette ». La Montagne Sainte-Victoire et le viaduc de l'Arc, des années 1882-1885, généralise cette observation. Des couleurs identiques interviennent ici sur les différents plans de l'espace, qui se contracte. La même touche, vibrante, parallèle, intervient sur différents plans. De très nombreuses « rimes » poursuivent cette construction de l'ensemble, se répondant, ici et là, sur la toile. Le Louvre était, pour lui, une source d'enseignement, l'occasion de réfléchir. Il évoque ainsi souvent Poussin et Véronèse. Le procédé de Cézanne, entre 1880 et 1906, fait de correspondances entre formes, de touches vibrantes, de couleurs identiques produit, selon Pierre Francastel « l'unité de toutes les parties de l'image figurative ». Tout le tableau s'avance ainsi sur nous, le lointain fusionnant avec le proche. Cette frontalité a été souvent remarquée et commentée ensuite. La verticalité, cette peinture « debout », coïncide, dans les années 1890-95, avec des sujets qui semblent correspondre, pour Meyer Schapiro, au « monde intérieur de solitude, de désespoir et d'exaltation [qui] pénètre certains paysages de cette époque », et ces véritables « portraits » de pins isolés. Cézanne étudie aussi le modelé et se construit une méthode. Vers 1900, l'aquarelle au pistachier, tordu, décentré, manifeste clairement son unité : l'arbre, le ciel et la montagne Sainte-Victoire, tous sont indiqués à égalité, perçus par fragments de même taille, placés selon un rythme régulier. Quant au modelé, au volume des branches par l'ombre : le trait de crayon, du plus léger au plus épais, évoque déjà la lumière et l'ombre intense. Les zones d'ombre intense sont augmentées par des coups de pinceau bleu pâle, et ponctuellement violet, au plus sombre. Le papier nu, en réserve, signifie la lumière. Le jaune accompagne la notation du modelé. Cette solution, simple, la séquence jaune - blanc - bleu, et son rythme sur le papier, Cézanne les a aussi employés pour d'autres paysages, vers 1902-06. L'aquarelle était alors « comme le laboratoire de ses innovations picturales ». Les innovations de Cézanne tendent à « réaliser » la nature, à lui donner une forme concrète selon des motivations personnelles, ce ne sont jamais des effets de mode, adressées au public. Comme le soulignent les commissaires de l'exposition de 2005 en se référant à ses propos : pour Cézanne la nature n'est « à coup sûr pas simplement le paysage, mais le réel en général ».

## Extrême-Orient ancien

### Chine

#### Peinture de paysage, une tradition nationale

Le Bâtiment du paradis des immortels dans la montagne, encre et couleurs légères sur soie, 183 × 121 cm. Attribué à Dong Yuan, act. Tang du Sud, milieu du Xe siècle. Musée national du palais, Taipei.
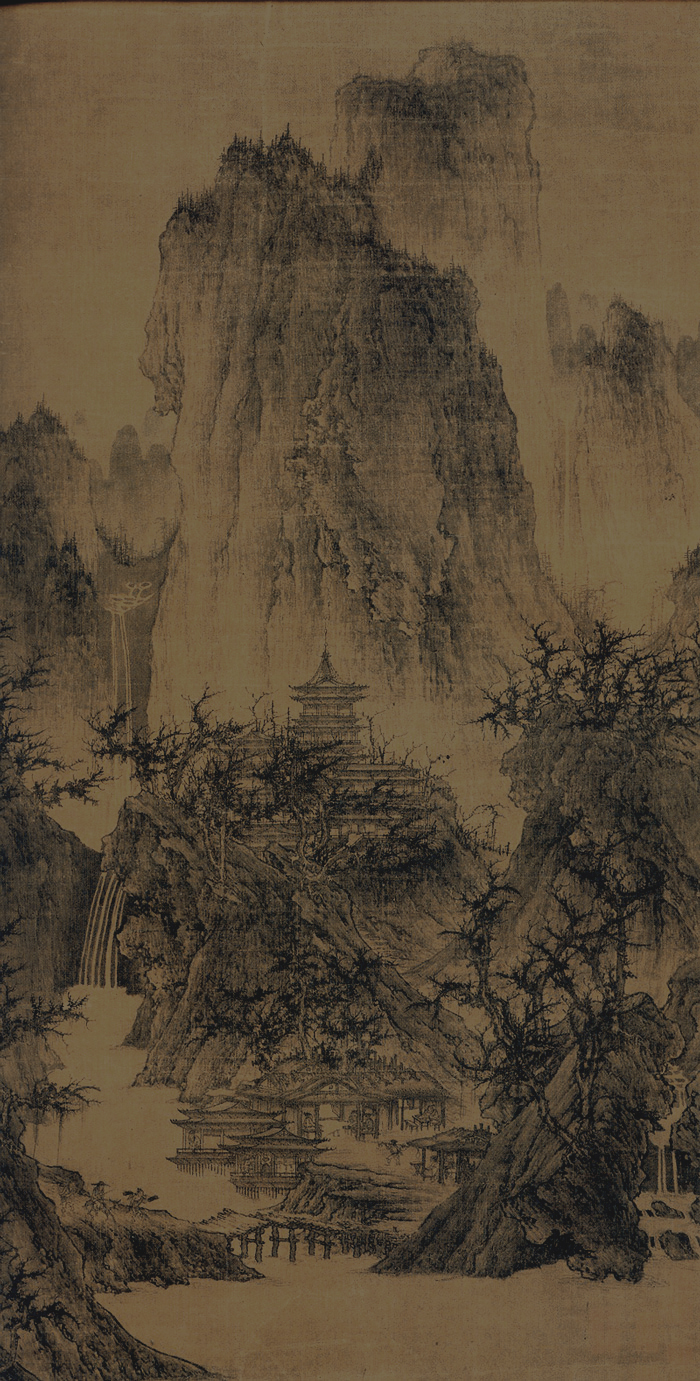
Un temple solitaire parmi les pics clairs. Li Cheng vers 960. Encre sur soie. 111 × 56 cm. Musée d'art Nelson-Atkins, Kansas City.
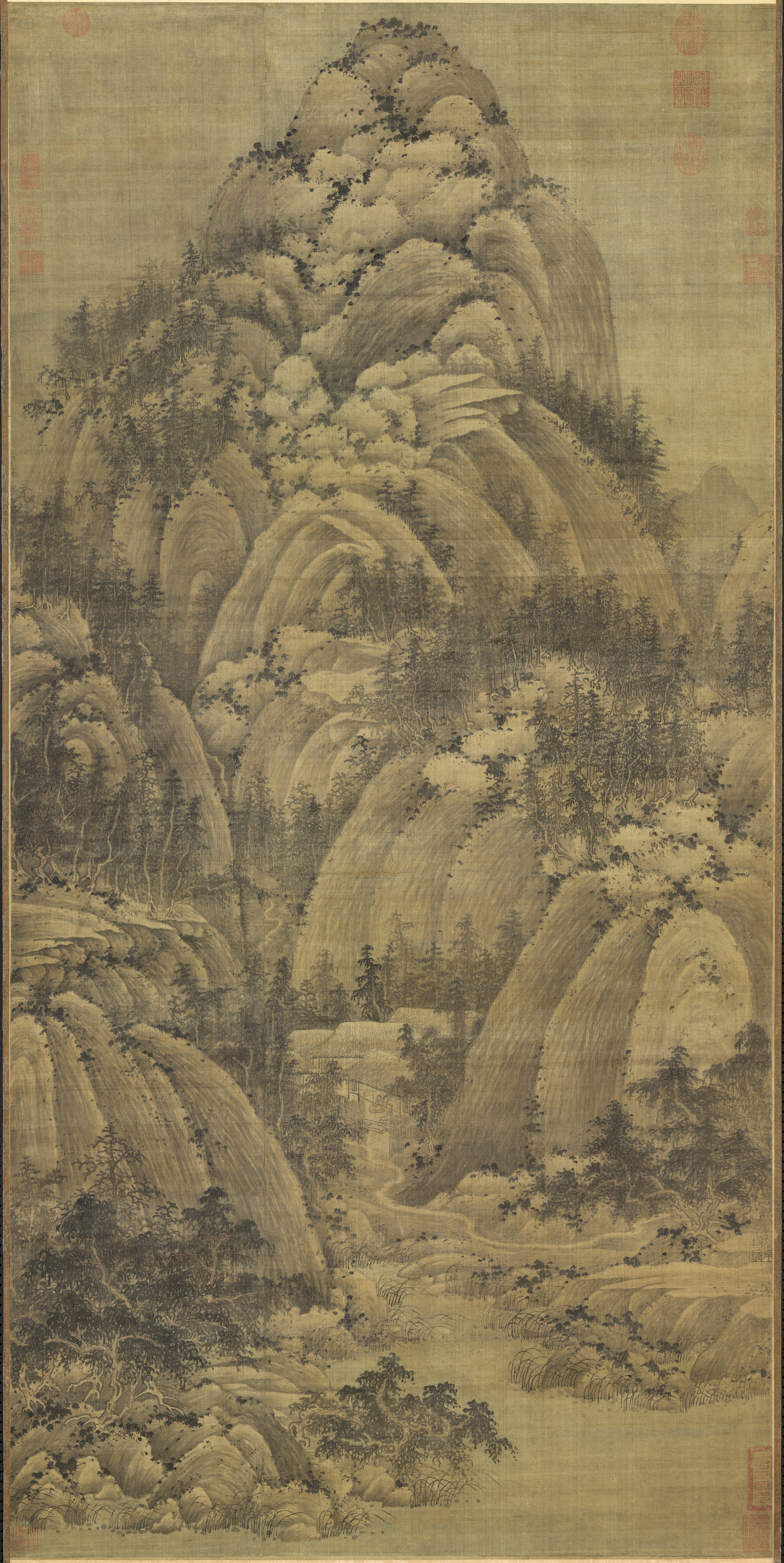
À la recherche de la « voie » [dao] dans la montagne en automne. Encre et couleurs légères sur soie. 156 × 77,5 cm. Attribué à Juran, act. v. 960-980. Musée national du palais, République de Chine.
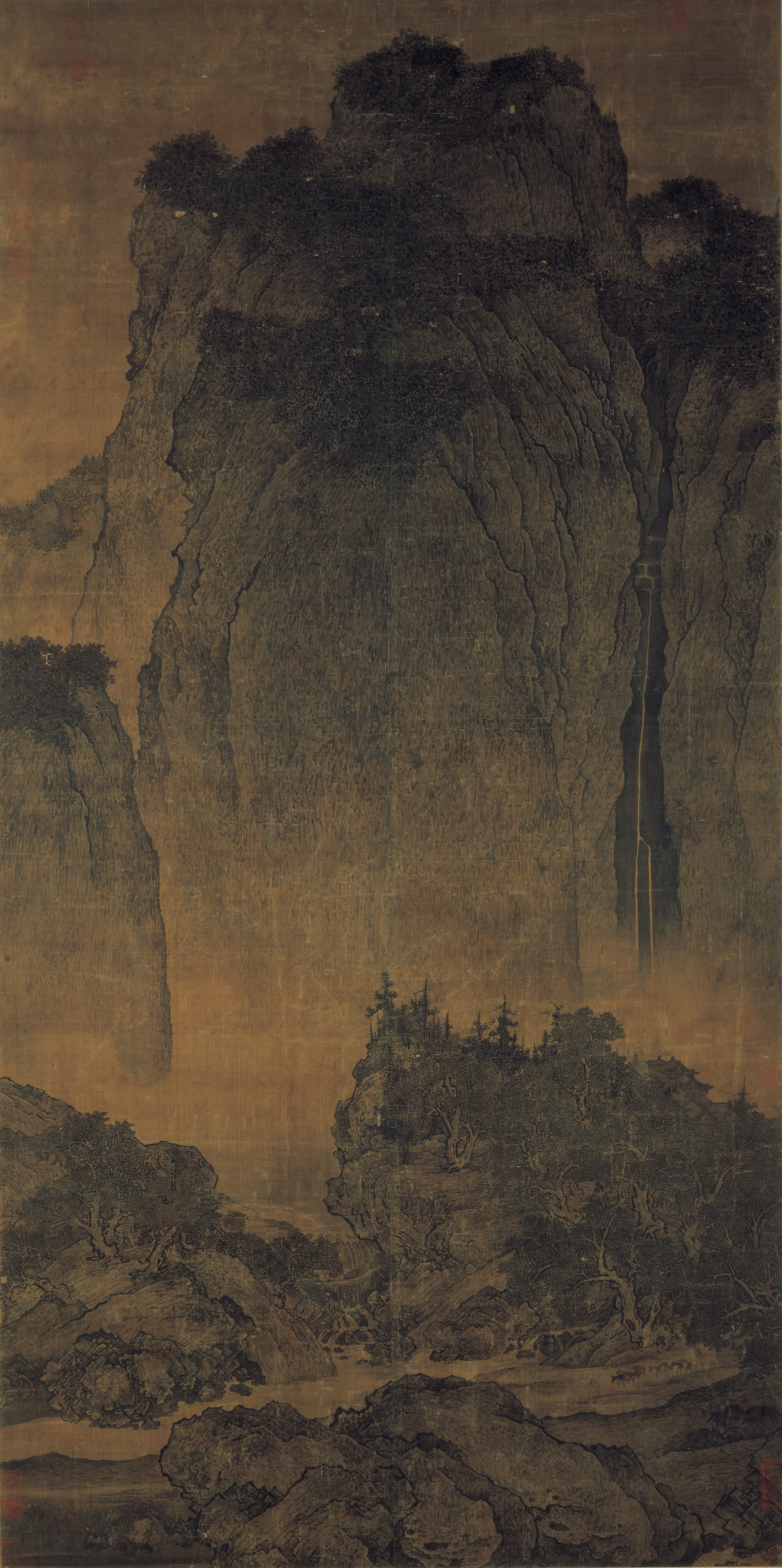
Shanshui : Voyageurs parmi les torrents et les montagnes, Fan Kuan, actif vers 960-1031, Song du Nord, rouleau vertical mural, encre et couleurs sur soie, 206,3 × 103,3 cm, Musée national du palais, Taipei.

Xia Gui. Vue claire et lointaine de rivières et de montagnes, vers 1200. Encre sur papier, rouleau portatif en longueur 46,5 × 889 cm. Musée national du Palais.
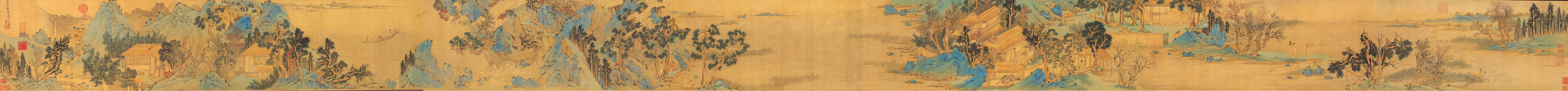
Wen Zhengming. Copie de la "Seconde ode à la Falaise rouge" de Zhao Bosu, 1548. Encre et couleurs sur soie 31,5 × 541,6 cm. Musée national du Palais. Peinture narrative en 7 scènes, style bleu et vert.
Le Long de la rivière (de la capitale) durant la fête Qingming, œuvre collective, ère Qianlong 1711-1799. Encre et couleurs sur soie, 35,6 × 1 152,8 cm. Musée national du palais, Taipei.

Le paysage a joué un rôle majeur dans la peinture chinoise traditionnelle. En principe ce paysage est une vision idéale, voire l'évocation d'un souvenir. Très rarement, et seulement pour des vues de résidences et palais il s'agit d'une vue fidèle et détaillée d'un motif. Pour ces architectures la perspective cavalière est de règle jusqu'à la rencontre des missionnaires catholiques.
Il existait, dans l'ancien Empire chinois, deux grandes catégories de peintres : les peintres professionnels et les peintres lettrés, auxquels s'est adjointe la catégorie des peintres de l'Académie Hanlin de peinture, peintres de cour, ayant diverses formations. Les premiers ne reçoivent pas de commande de paysage. Les derniers, ayant en principe une formation de peintre, exécutent, à côté des portraits, des commandes prestigieuses, comme la célébration d'une évènement qui implique la cour ; le paysage, les bâtiments constituant un cadre majestueux à l'évènement. Enfin les peintres lettrés, de culture confucéenne mais aussi bouddhiste ou taoïste, ou les deux, pratiquent, en général, en amateurs et affirment leur différence, par rapport aux deux autres catégories par un style très personnel, quoique toujours en référence à de grands peintres précédents. Ce sont eux qui ont laissé la très grande majorité des chefs-d'œuvre du paysage en Chine. En principe, ils donnent ou échangent leurs peintures, sauf au cours de la dynastie Qing où plusieurs, n'ayant aucune charge, vécurent de leur peinture. Leur pratique a été reprise en Corée, à partir de la dynastie Joseon.
Les peintres chinois articulent leur propre langage pictural à l'encre et l'eau, sur la soie ou le papier. Les formats en rouleau, varient : en hauteur et suspendus, ou en largeur, rouleaux portatifs. Enfin le paysage sur un éventail est pratiqué depuis l'époque des Han antérieurs (206 AEC-9 EC). Il est aussi peint sur des écrans de grande taille ; la soie est alors tendue sur un cadre solide, lequel est assuré au sol par une structure de bois très stable.
En Chine, la peinture, les formes produites, leur matière d'encre et d'eau et ce qu'elles évoquent de paysage tendent vers la dynamique naturelle du vide, du plein et du souffle. L’observation attentive d’une peinture chinoise montre souvent un ou plusieurs personnages dont la taille réduite accentue l'immensité du paysage. La présence de l'homme dans le paysage évoque une « histoire », introduit une dimension narrative qui se déroule de droite à gauche sur un rouleau portatif, un éventail, et de bas en haut, dans un rouleau vertical. Mais l'homme est souvent absent, et le paysage peut avoir une dimension plus exclusivement symbolique. Ainsi, les Six gentilshommes peints par Ni Zan en 1345, évoquent dans leur solitude, loin des hautes montagnes (une évocation du pouvoir Yuan, à Pékin) dont ils sont séparés par une vaste étendue vide, six personnalités différentes, mais toutes à l'allure altière, ce qui est le signe de leur valeur morale. Les commentaires, les poèmes apposés soit par le peintre soit par des amis ou les propriétaires successifs, éclairent habituellement la portée du paysage pour des sensibilités et des histoires différentes, dans la culture extrême-orientale.

#### Principes dushanshuipictural
En Chine, avant d'être une peinture de paysage, le shanshui désigne un espace naturel hautement socialisé. On parle de culture du shanshui (shanshui wenhua) qui donne l'occasion d'apprécier collectivement des sites célèbres, sur lesquels des groupes sociaux se retrouvent et jouissent collectivement du spectacle de la nature. Ce terme désigne donc un type de paysage naturel, non urbain, ou sa représentation, et qui comporte toujours des inscriptions calligraphiées. Un site géographique doit comporter une inscription pour être un paysage sanshui. Ces calligraphies sont alors à considérer comme formes d'expression graphique et comme contenu littéraire, de style poétique ou autre. L'art chinois de la peinture de paysage shanshui a servi de modèle à la conception du jardin chinois, accompagné d'inscriptions calligraphiées sur des rochers, sur des stèles ou tout autres supports.
Une peinture de shanshui se compose autour d'un élément principal : montagne et eau. Elle se construit pour être « lue » de bas en haut, dans le cas d'une composition verticale, rouleau vertical ou mural, ou bien feuille d'album verticale. Elle est construite pour être « lue » de droite à gauche dans un rouleau horizontal ou une feuille d'album horizontale. Elle conduit le regard en jouant sur la durée du « cheminement » à l'intérieur de la peinture.
Quand un peintre chinois réalise une peinture shanshui, il n'essaie pas de reproduire de manière illusionniste ce qu'il a pu voir dans la nature, il travaille parfois sans avoir jamais vu tel site, mais il évoque des sensations et des pensées sous forme picturale et littéraire qui lui viennent de son rapport au paysage par un jeu d'allusions associées à chaque élément dans le paysage et aux effets de « résonances » en jeu dans l'inscription. Ces « résonances » concernent des œuvres littéraires, des personnalités et des lieux - par exemple les Sept Sages de la forêt de bambous, Le dit de La Source aux fleurs de pêcher de Tao Yuanming, la bataille de la Falaise rouge, le Lac Dongting.
À l'époque des Song du Nord, dans la conception de la peinture de lettrés qui se forge à cette époque et où le peintre doit être à l'unisson du monde, sa peinture n'est plus la reproduction de celui-ci mais une représentation qui en manifeste les principes. La méditation pratiquée par le poète et peintre Su Shi, doit l'amener dans un état de vide intérieur, à être plus réceptif sinon même « habité » par les mouvements de l'univers. Il laisse alors agir en lui le tao, en ayant, selon la formule explicite : « collines et ravins en son sein ». D'ailleurs le peintre lettré chinois, depuis Su Shi mais surtout après les Yuan, a pour principe de réagir immédiatement à son image mentale lorsque cette vision lui permet de réaliser sa peinture le plus spontanément qu'il est possible.

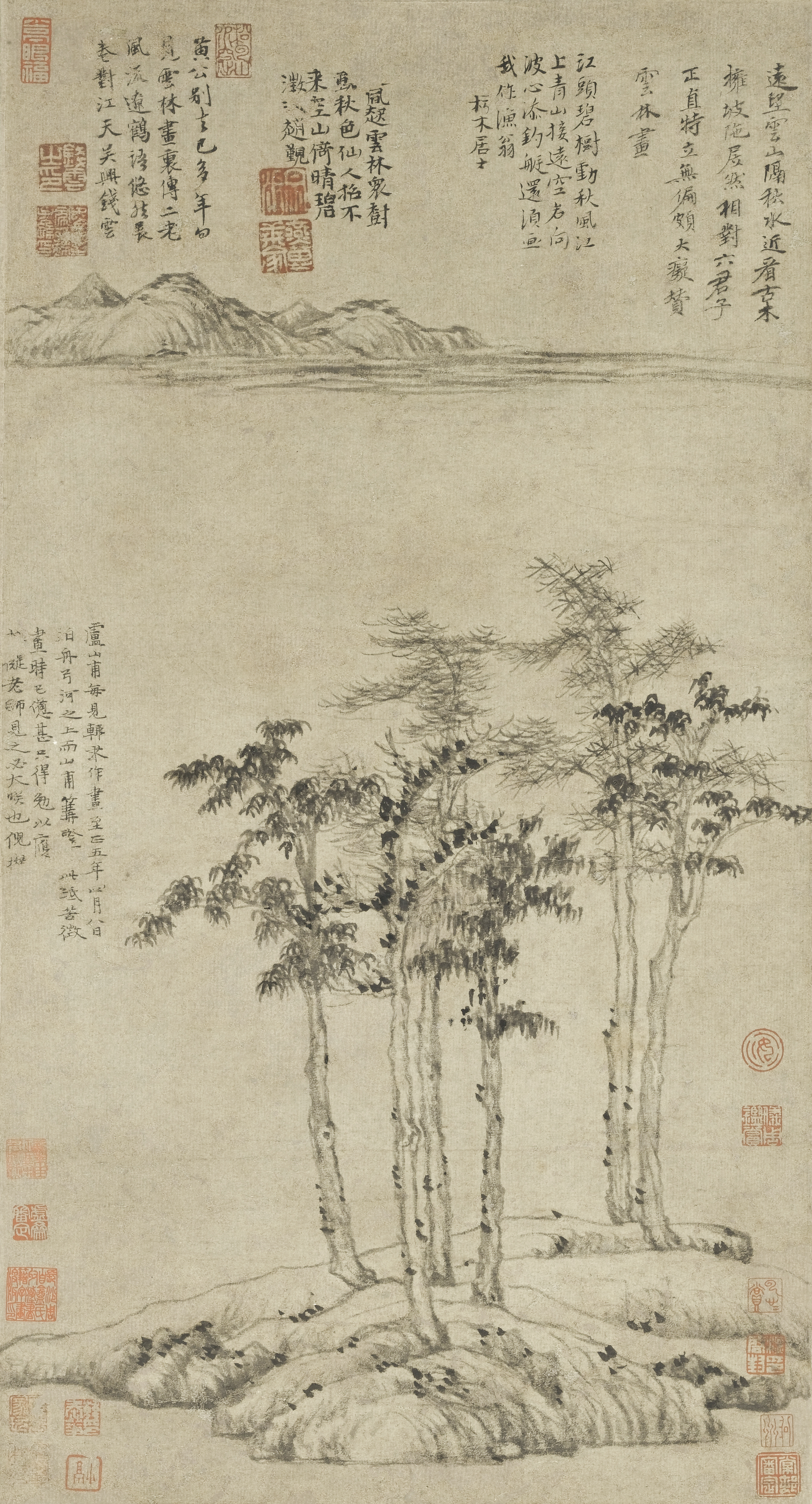
Les Six gentilshommes . Ni Zan (1301-1374). Rouleau vertical, 1345. Encre sur papier, 64,3 × 46,6 cm. Musée de Shanghai.
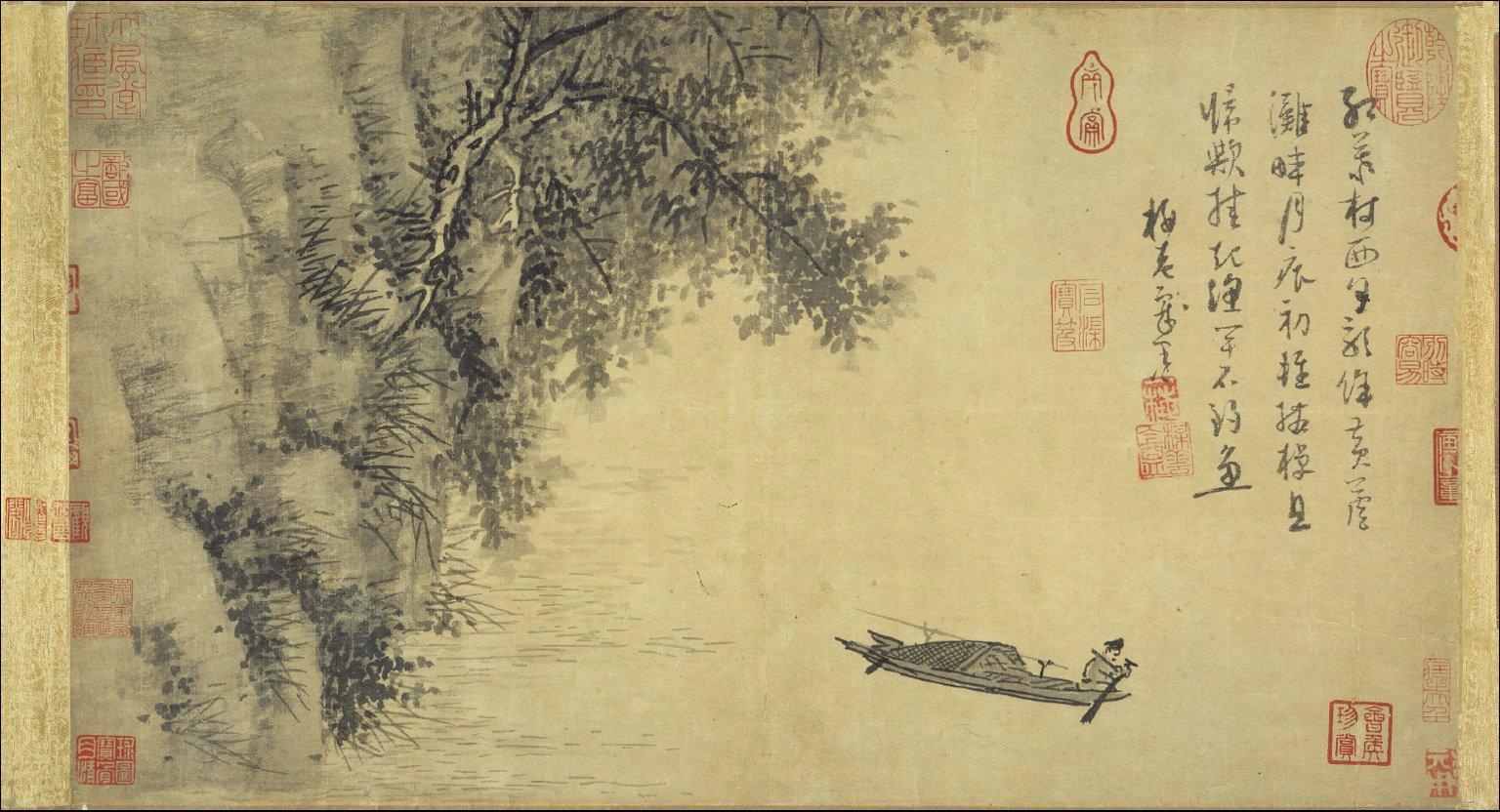
Un pêcheur, Wu Zhen v.1350, dynastie Yuan. rouleau horizontal, encre sur papier, 24,8 × 43,2 cm. Metropolitan Museum of Art.
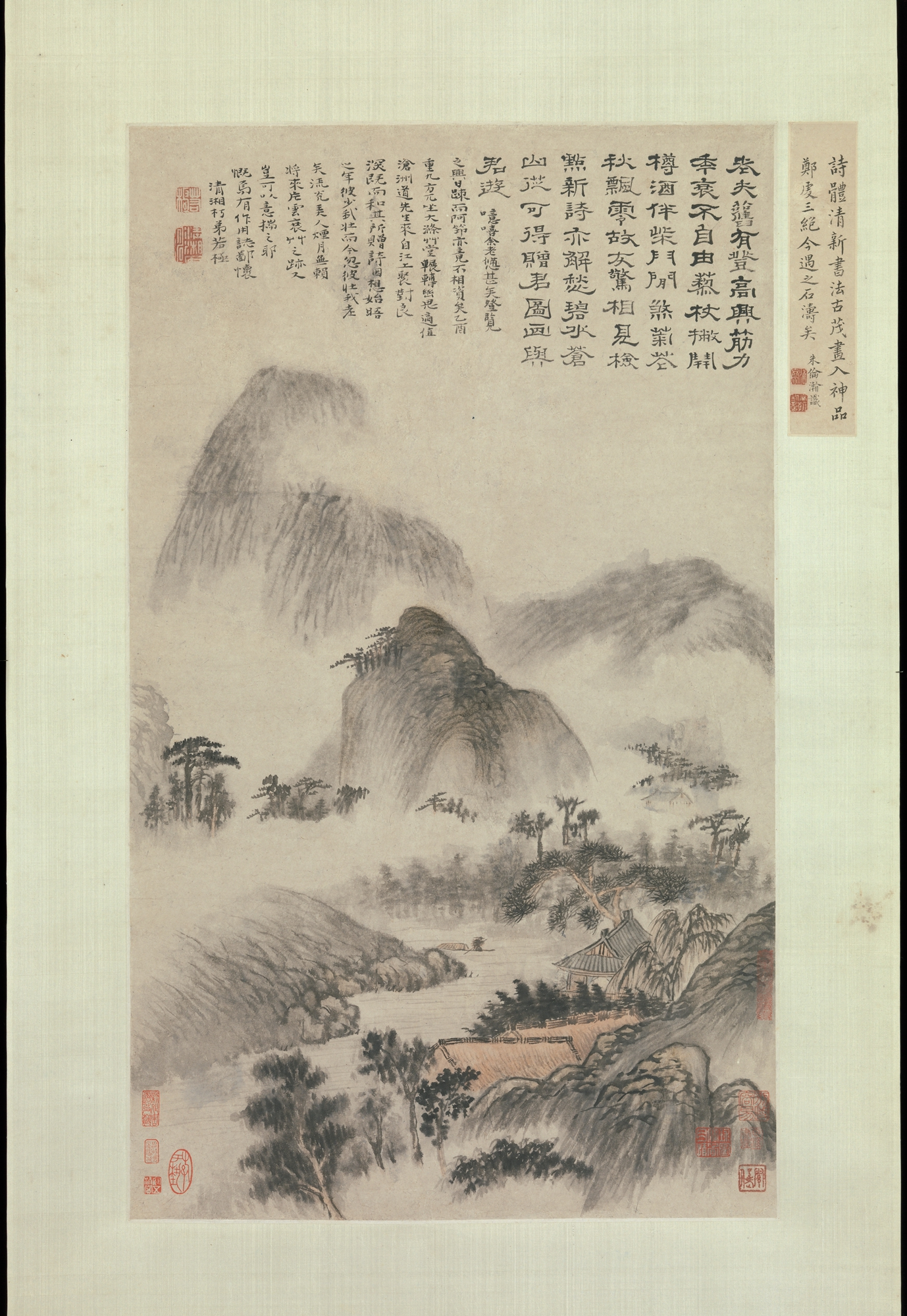
Paysage de Chongyang. Shitao, 1705. Encre et couleurs sur papier, 71,6 × 42,2 cm. Dynastie Qing. Metropolitan Museum of Art.

### Corée

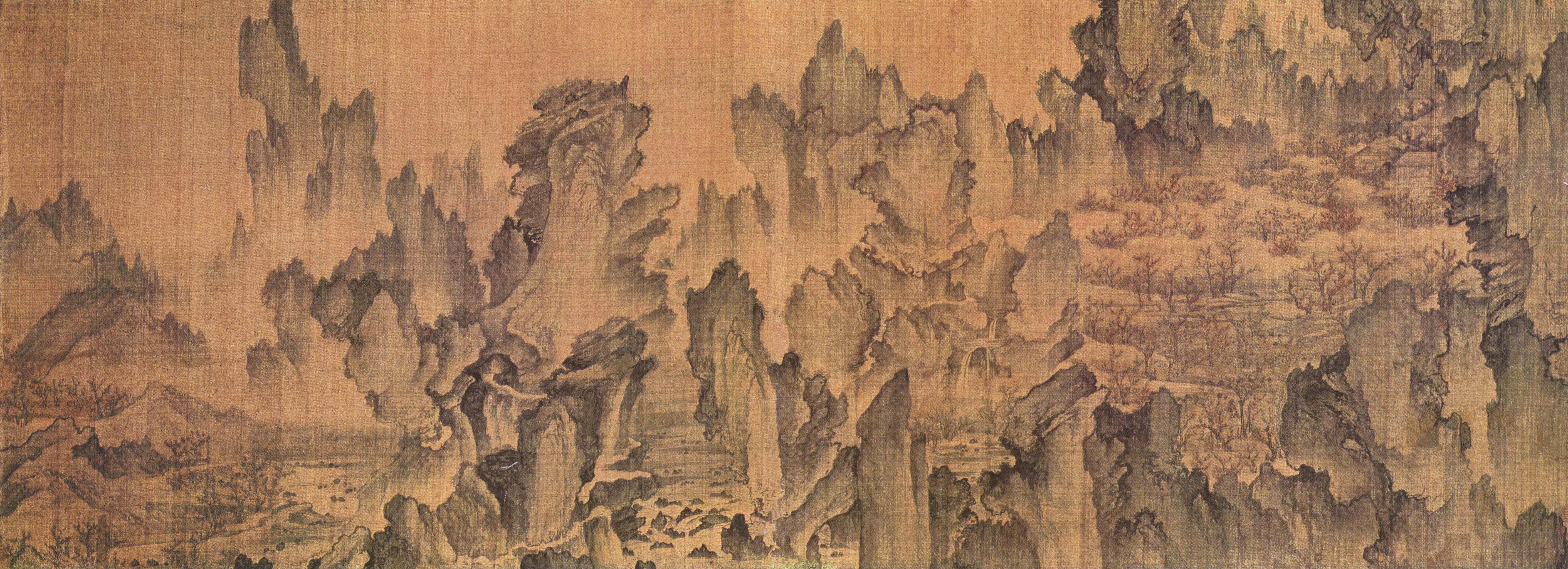
Voyage de rêve au pays de la fleur de pêcher. Ahn Gyeon (? -?). Encre et couleurs sur soie, L.106,5 cm. 1447. Bibliothèque centrale de Tenri, (Nara).

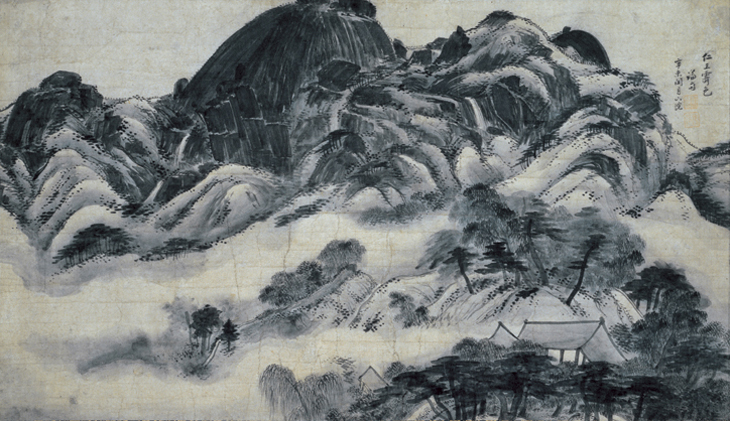
Après la pluie au mont Inwang, Jeong Seon, 1751. Encre sur papier,. Musée d'art Ho-Am, Séoul.

La peinture de paysage, en Corée, est très appréciée et pratiquée. Dans la Corée de la période Joseon le confucianisme a été choisi par la dynastie afin de relever le pays avec une administration constituée de lettrés recrutés sur examen. La tradition chinoise de la peinture de lettrés est largement pratiquée. Les premiers paysages relèvent de visions imaginaires en relation à une narration qui s'offre à la méditation et au commentaire. Le Voyage de rêve au pays de la fleur de pêcher en est un exemple typique et le caractère fantastique du paysage est imposé par l'histoire elle-même.
Cette tradition du paysage imaginaire, idéalisé, est abandonné par quelques peintres novateurs du XVIIIe siècle. Ils pratiquent alors la vue prise sur nature. Ces vues de sites célèbres se pensent dans un esprit très différent, si ce n'est opposé, à la peinture de paysage idéalisé qui avait encore cours depuis des siècles en Chine. Le plus célèbre d'entre eux, peintre lettré, Jeong Seon (1676-1759), est un des chefs de file de ce  jingyeong, mouvement de la « vue authentique ».
La peinture de paravent a donné lieu à des visions paysagères très stylisées, au XIXe siècle. Leur signification très codée en faisait des éléments de la salle du trône, placés derrière celui-ci.
Lointain héritier des deux traditions, la tradition chinoise et celle du jingyeong, à la fin du XIXe et au début du XXe siècle, An Jung-sik (1861-1919) a su redonner tout son sens aux deux types de paysages, le portrait d'un lieu et la scène dans un paysage plus ou moins imaginaire. L'attachement de ce peintre de cour à la tradition, au moins jusqu'en 1915, et pendant la période de colonisation japonaise, est nuancée par l'introduction de la perspective centrée, occidentale. Il enseigna dans la première école d'art de Corée, sous patronage du roi. On y donna les premiers cours de peinture de plein air. Pour se définir, cette institution introduisit le terme occidental d'« art » (misul, 미술) dans la culture coréenne.

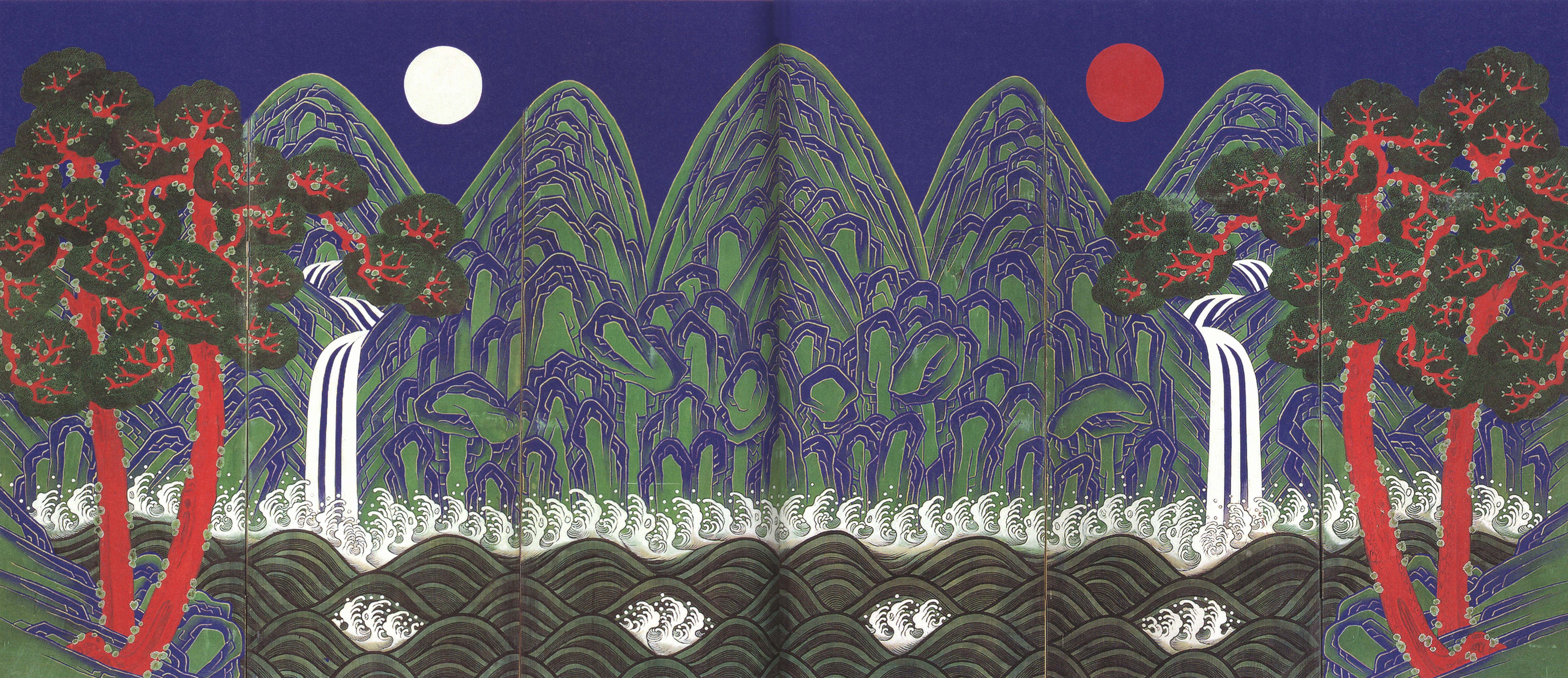
Paravent à 6 feuilles. Irworobongdo : Soleil, Lune et Cinq pics[p]. L. 270 cm. Palais royal.
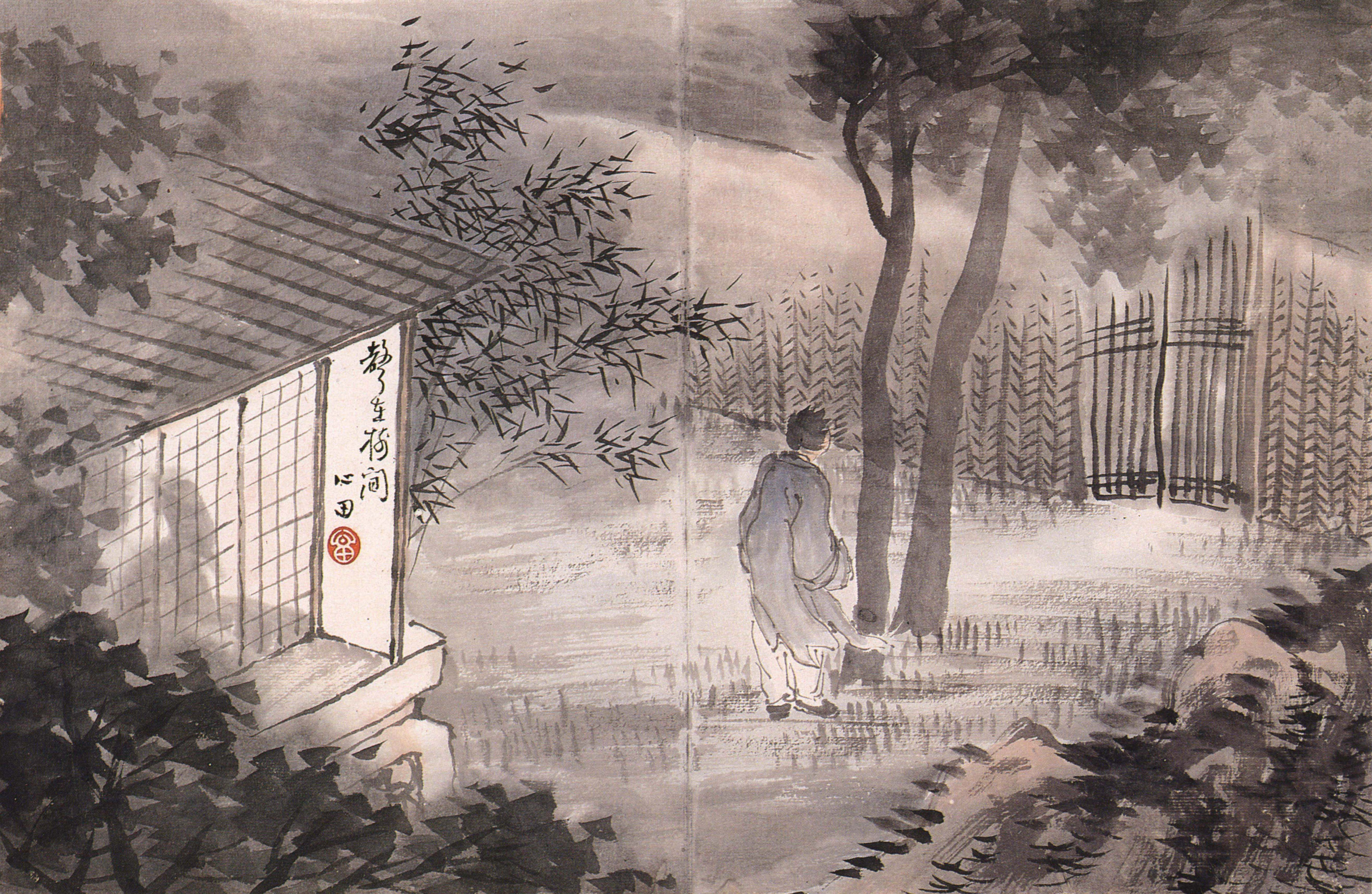
An Jung-sik (1861-1919). Hymne parmi les arbres, encre sur papier, 1910.
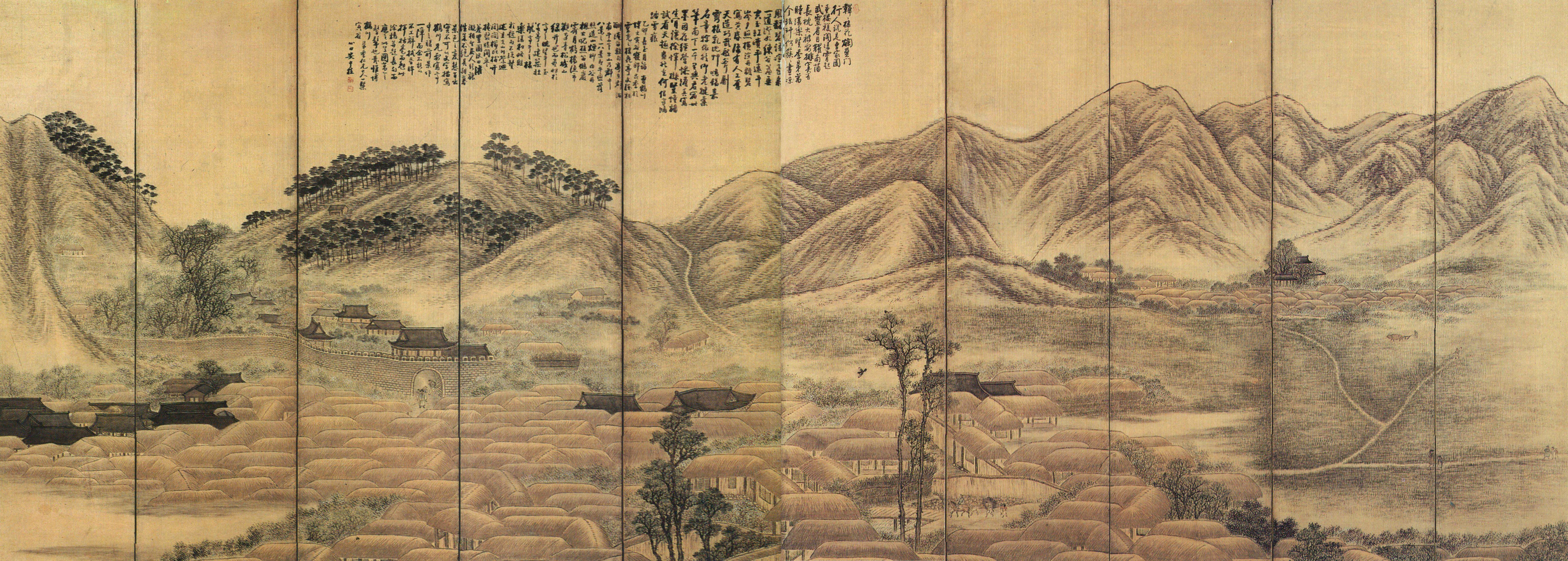
An Jung-sik (1861-1919). Paysage à Yeong-gwang. Paravent, 10 f., 1915. Encre et coul. légères s. soie. L. 473 cm. Leeum, Samsung Museum of Art.
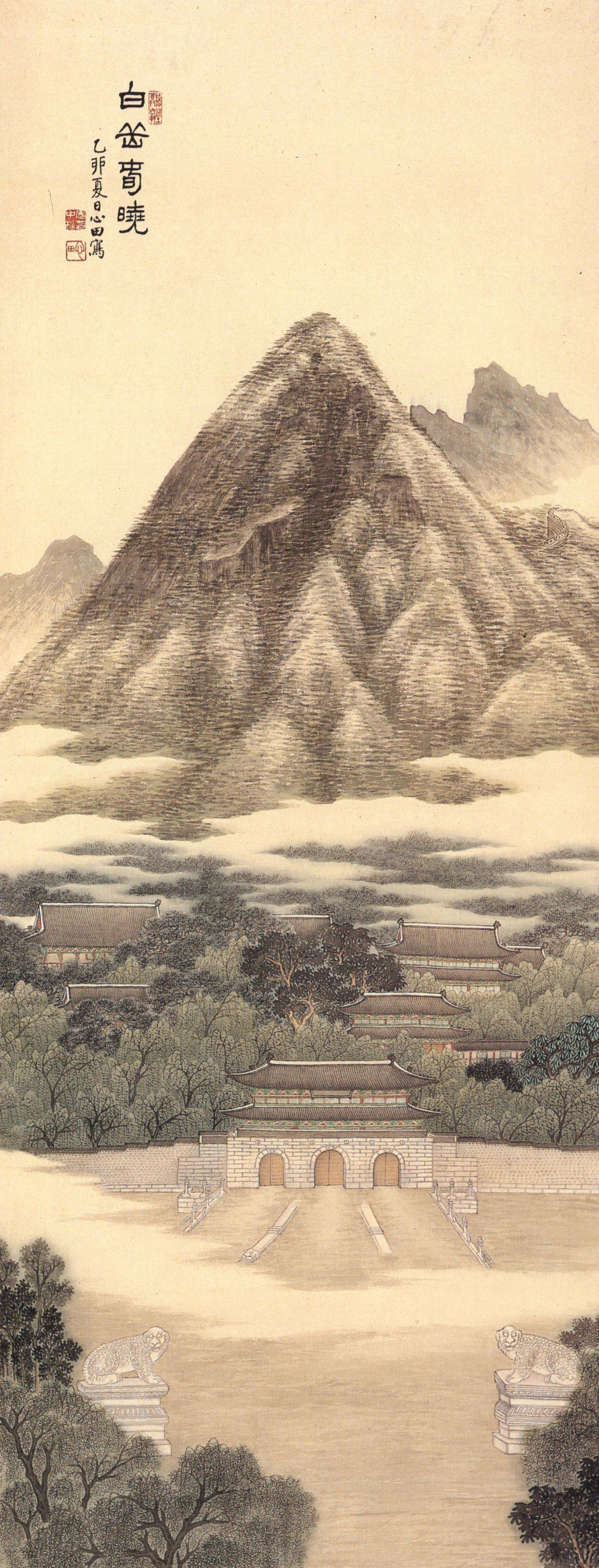
An Jung-sik. Aube printanière au Mont Baegak (Bugaksan)[q] 1915. Encre et couleurs sur papier. H. 192 cm. Musée national de Corée.

### Japon

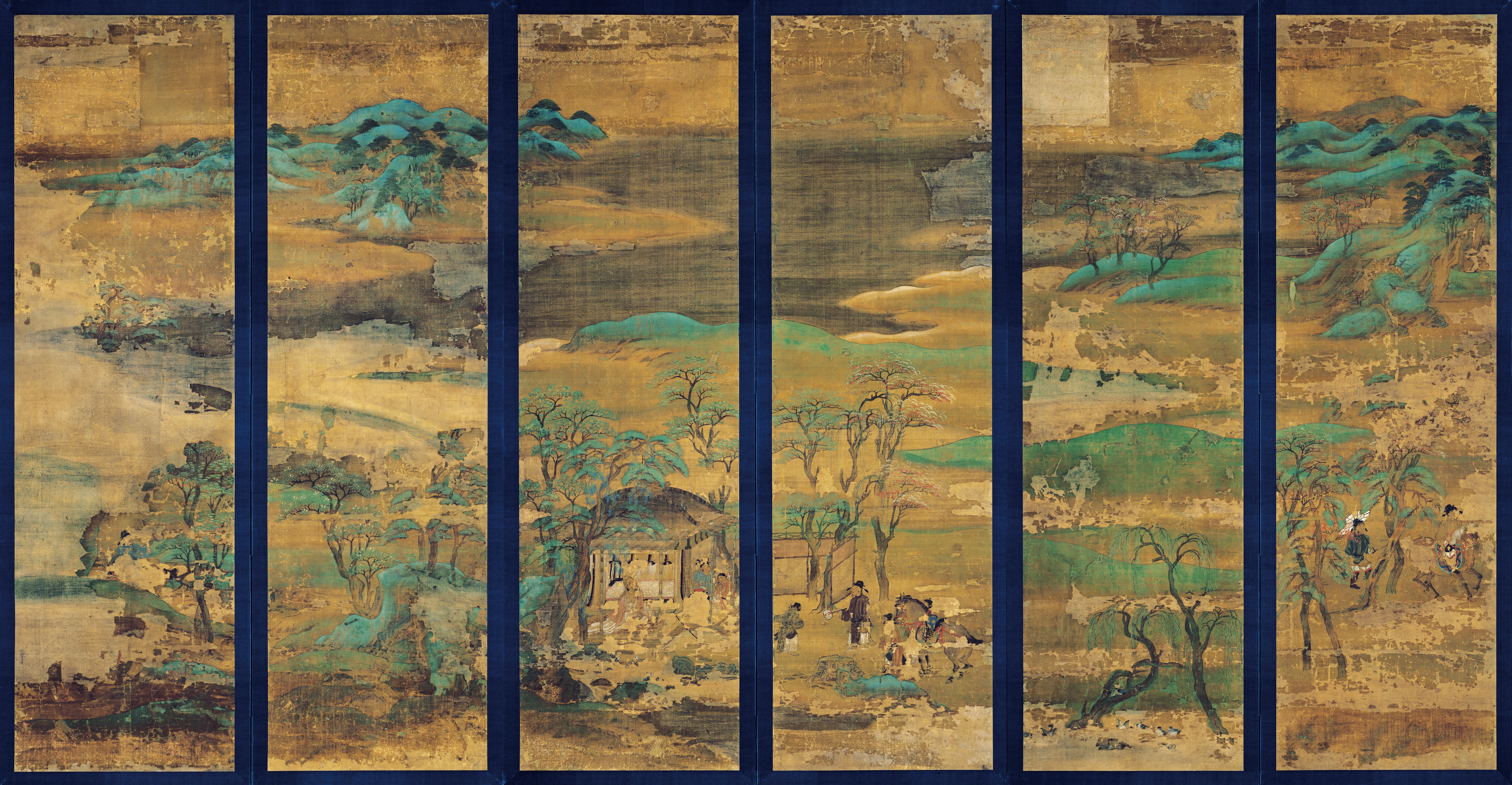
Paravent à décor de paysage. XIe – XIIe siècle. Couleurs, soie. 6 feuilles, ch. 146 x 42 cm. Milieu de l'époque Heian. Musée National de Kyoto.
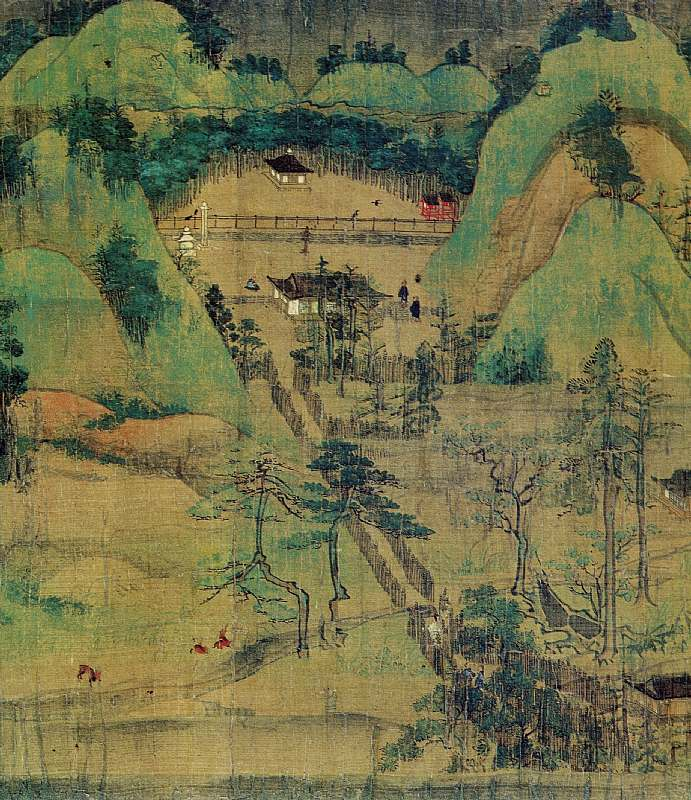
Peinture du Yamato: rouleau enluminé du moine itinérant Ippen. 1299. Couleurs, soie 38x921 cm.
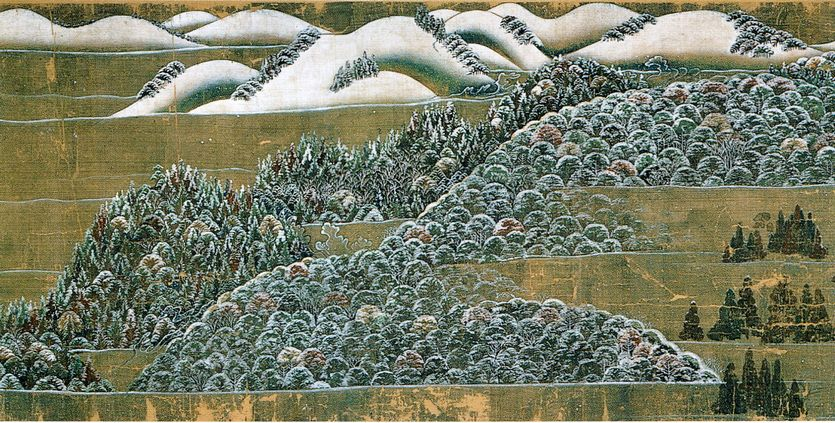
Takashina Takakane, 1309. Rouleau 19, section 1 : paysage de montagnes enneigés proches du sanctuaire shintō de Kasuga.
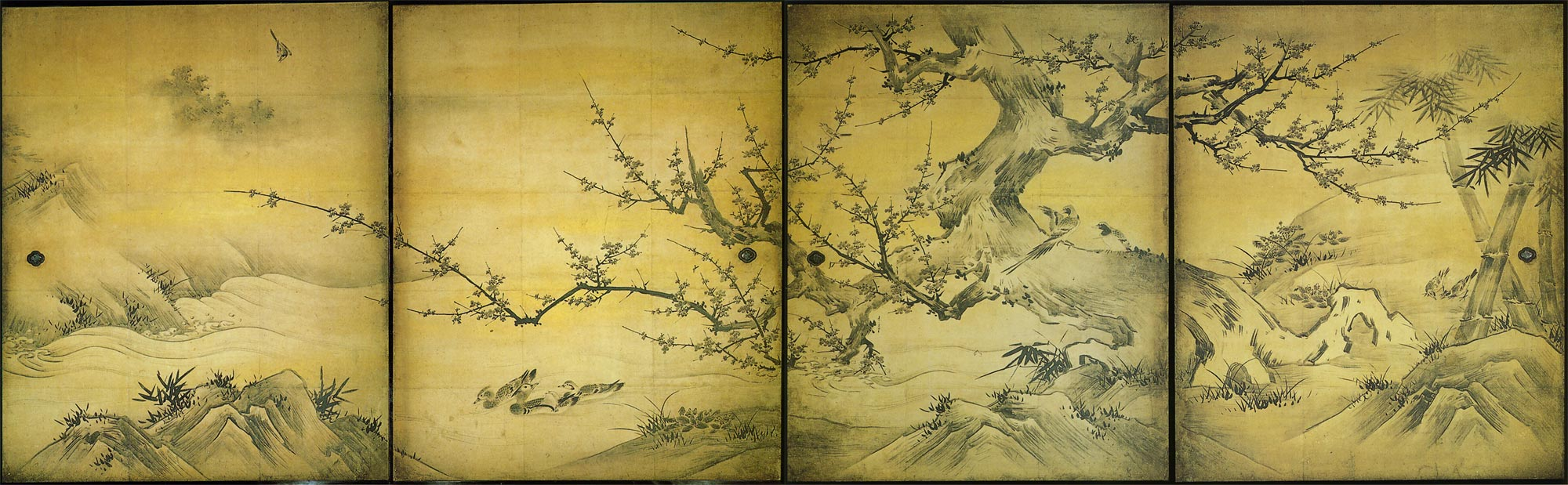
Kanō Shōei et son fils Kanō Eitoku. Fleurs et oiseaux des quatre saisons. XVIe siècle. Encre sur papier, 2 paires de 16 fusuma, 2 x (176x142 cm.). Daitoku-ji (大徳寺), Kyoto.
Les pins, Hasegawa Tohaku, fin XVIe siècle, encre sur papier, paravent à six feuilles, 156 × 345 cm. Musée national de Tokyo.
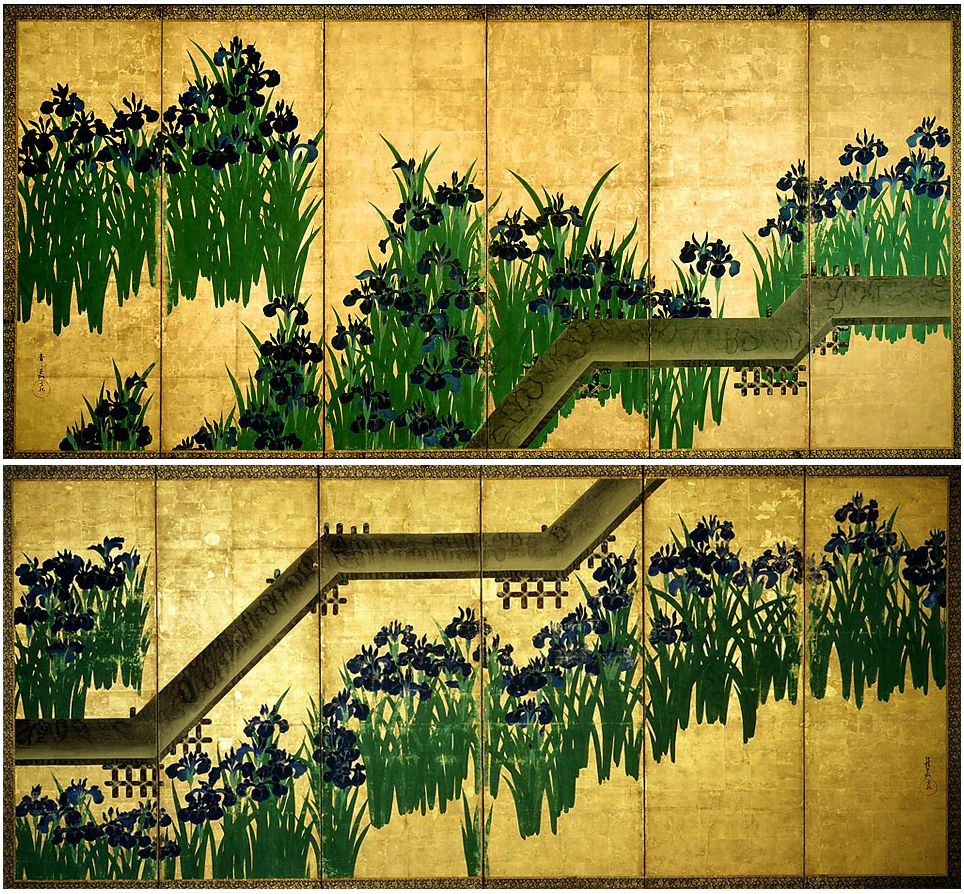
Iris à Yatsuhashi (les huit ponts). Ogata Kōrin. Paire de paravents sur six. Après 1709. Encre et couleurs sur feuille d'or sur papier, 163.7 x 352.4 cm ch. Metropolitan Museum of Art.
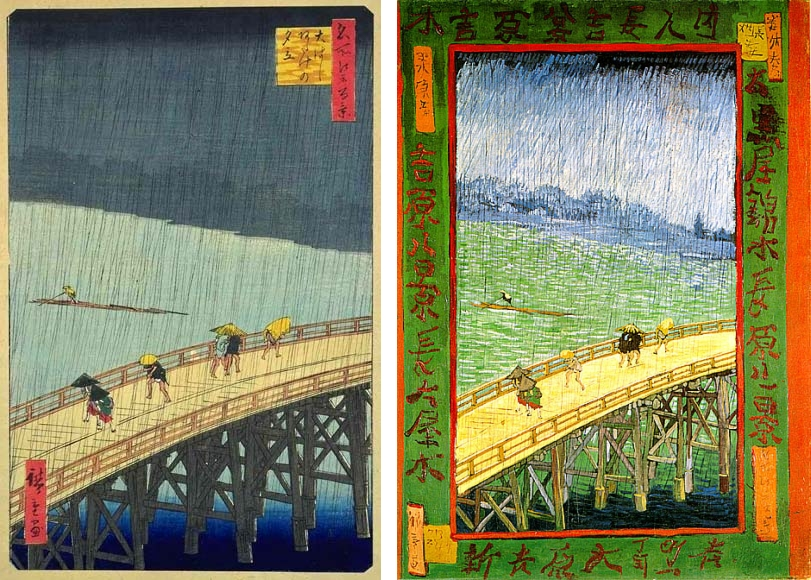
À gauche : Hiroshige 1857, Le pont Ōhashi et Atake sous une averse soudaine, xylographie H. 37,4 cm. À droite : Van Gogh 1887, Japonaiserie : pont sous la pluie, H. 73 cm. Musée Van Gogh. Japonisme.

À la période Heian (794-1185), la peinture japonaise reprend à son compte la tradition chinoise de la peinture, et en particulier les rouleaux portatifs sur lesquels se déroulent des histoires. Mais cette nouvelle miniature présente des caractères propres au Japon, c'est la peinture Yamato. Elle se manifeste clairement dans les illustrations du Dit du Gengi. Les scènes se révèlent en vue aérienne, selon la technique des toits enlevés et où l'architecture a été construite en perspective cavalière. Des bandes horizontales de nuages ou de brumes (suyari) en occultent souvent une partie. L'espace naturel qui environne chaque scène apparait peu mais la floraison des arbres est soigneusement détaillée. Avec les fusuma, les portes coulissantes, ornées de peintures et parfois de paysages, le byōbu, paravent à une ou plusieurs feuilles, est un support habituel au Japon, tout comme le kakemono, rouleau vertical, dans l'alcôve, et le tokonoma sur la paroi principale d'une pièce de réception. Le paysage peut se déployer sur les paravents. Sur le paravent avec paysage du Tô-ji, probablement le plus ancien, XIe – XIIe siècle, une scène narrative dans un vaste paysage d'inspiration chinoise témoigne de sa proximité avec la peinture chinoise, en bleu et vert, mais avec une attention à évoquer les environs de Kyoto et le monde des oiseaux, qui sont, tous deux, de sensibilité japonaise.
Au cours de la période Kamakura 1185-1333), à la suite des voyages du moine Eisai (1141-1215), le bouddhisme Zen rinzai s'implante au Japon, mais ne se manifeste pas encore dans la peinture de paysage. La peinture de Yamato est alors à son apogée. Les rouleaux portatifs enluminés mettent en scènes de nombreuses histoires et le paysage y prend une large place ; des détails architecturaux et l'environnement permettent d'identifier les sites.
À l'époque de Muromachi (1333-1573), au cours du XIVe siècle, de grands monastères Zen se développent dans les régions de Kamakura et Kyoto. Ce qui a un impact considérable sur les arts visuels. Le Suibokuga, un style de peinture monochrome à l'encre, transmis depuis la Chine des Song et des Yuan va remplacer en grande majorité les rouleaux et paravents polychromes des périodes précédentes, des écoles Kanō et Tosa. Au XVIIe siècle, l'école Rinpa offre de nouvelles formes de paysage, plus évoqué que décrit, par des procédés elliptiques où une simple partie du paysage - les iris et un petit canal suspendu, d'Ogata Kōrin - suffisent à évoquer tout un jardin élégant.
L'estampe japonaise, ukiyo-e, aux XVIIIe et XIXe siècles, a multiplié les paysages (fūkei-ga) et les « vues célèbres » (meisho-e) . La célébrité d'Hiroshige s'est trouvée à la hauteur des paysages typiques, mondialement connus aujourd'hui. Avec l'assimilation progressive de la perspective de la peinture occidentale par les artistes japonais, à la fin du XVIIIe siècle (Toyoharu (1735-1814) et Toyohiro (1773-1828)) d'abord. Puis au XIXe siècle, avec Hokusai (1760-1849) et Hiroshige (1797-1858), s'appuyant sur le concept des meisho-e, l'un et l'autre se lancent alors dans la réalisation de longues séries décrivant les plus beaux sites japonais. L'ukiyo-e se dote dans cette période de la technique nécessaire à la représentation des vues célèbres du Japon, fūkei-ga, en traitant l'espace par plans. Hiroshige, quant à lui, s'appuie sur des carnets d'études, des vues prises sur le vif, et sur son journal, grâce à quoi il peut mettre en correspondance les péripéties du voyage, la vie rencontrée et la nature du paysage. À tous ces maîtres de l'ukyio-e la pratique de l'estampe leur permet de proposer des variantes qui introduisent des nuances dans l'expression de l'espace ou dans le caractère décoratif de l'image. De son côté, Van Gogh s'emparera de leurs procédés, comme le traitement de l'espace par plans et l'usage de l'a-plat dans ses études d'après Hiroshige, et au-delà dans sa peinture ultérieure.

## Art moderne

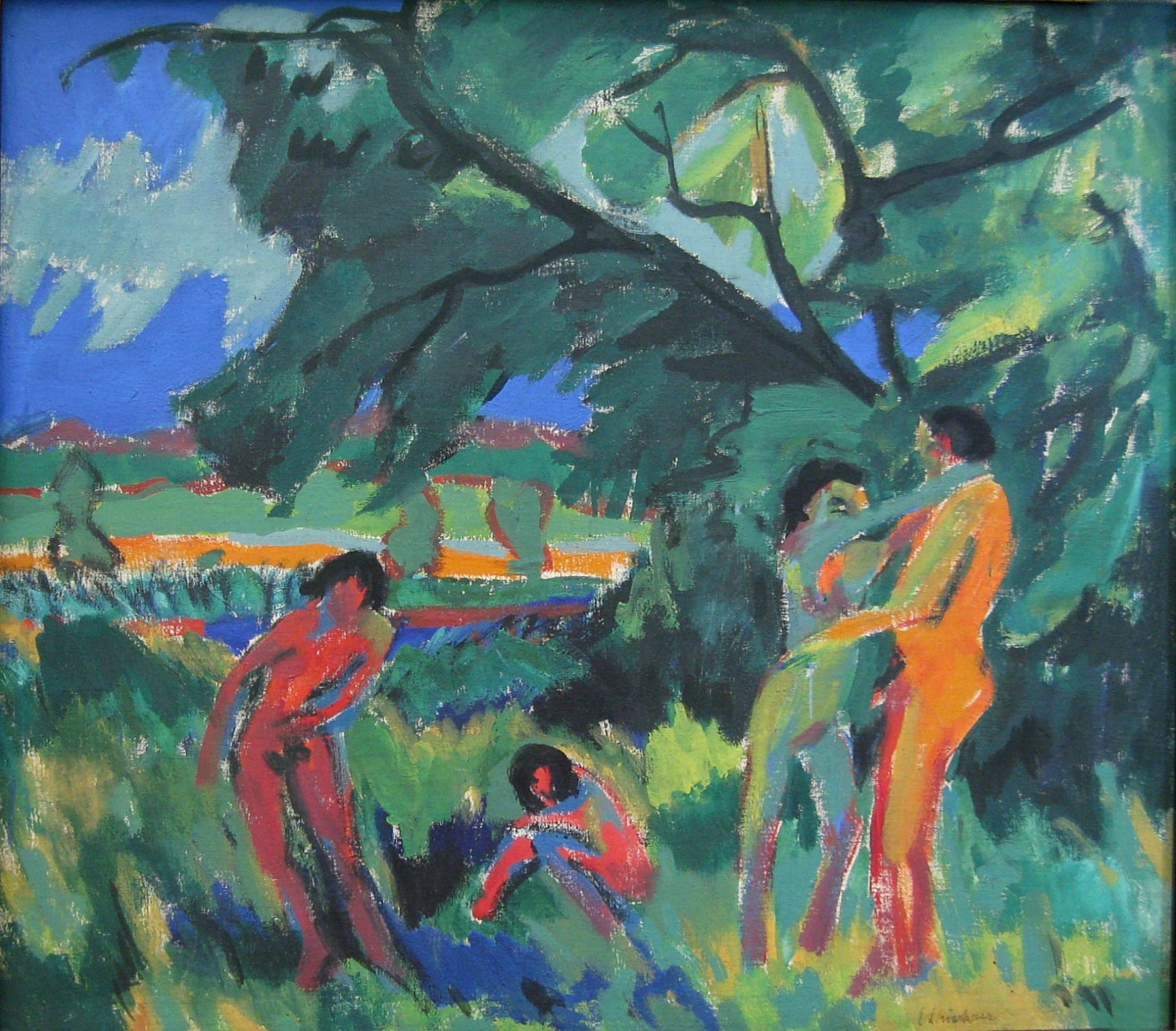
Ernst Ludwig Kirchner, Spielende nackte Menschen (Des personnes nues en train de jouer). 1910. Pinakothek der Moderne.

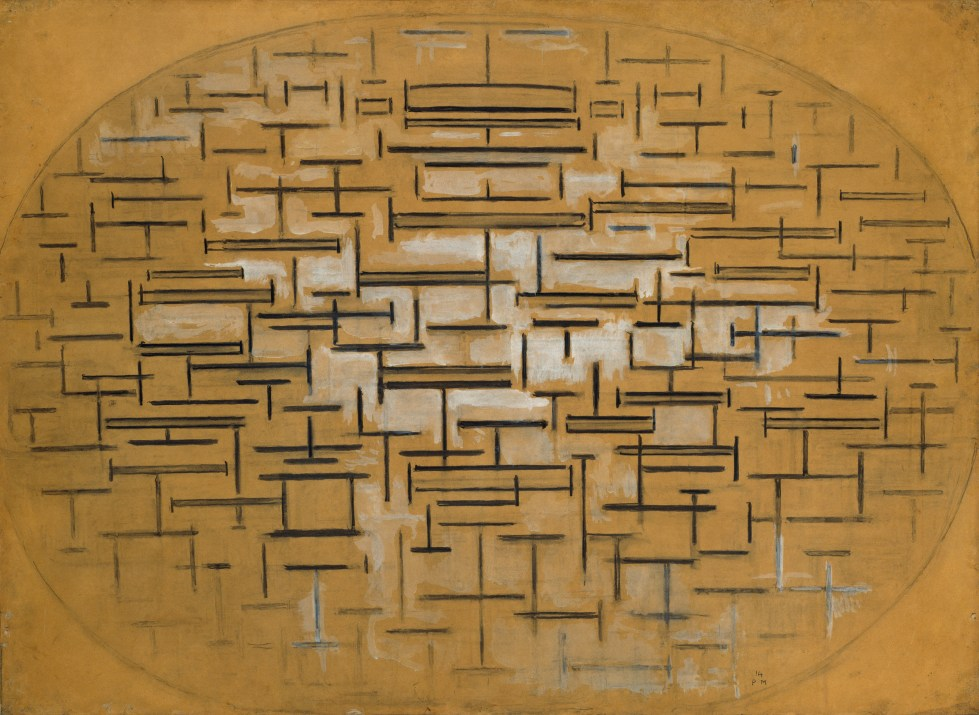
Piet Mondrian. Océan 5. Fusain et gouache, papier. 1915. Collé sur panneau par l'artiste, 1941. H. 90 cm. Collection Peggy Guggenheim.

Lorsque Picasso peint Horta de Ebro, en 1909, il n'hésite pas transformer le réel, dans l'image qu'il en donne. Il n'y avait pas de palmier à côté de cette usine, il en place. Selon Pierre Daix, « il va atteindre à la pureté simplificatrice des masques nègres. C'est à partir de cette limpidité simplificatrice qu'il va inventer la fragmentation des surfaces en facettes qui prennent différemment la lumière, dont l'ensemble recompose les volumes dans leur totalité. Toute la haute époque du cubisme de Picasso et de Braque dérive de là. ». Il applique la contre-perspective des peintres primitifs de la fin du Moyen Âge (les toits s'élargissent vers le "fond") et l'ombre divergente ou contradictoire (une "ombre" vient en avant, l'autre en arrière). Le paysage peint selon les conventions classiques se plient à la construction du tableau. La conception des paysages semble alors devancer celle des visages et sera appliquée aux sujets qu'il traitera dès 1910, en tableaux proprement « cubistes ».

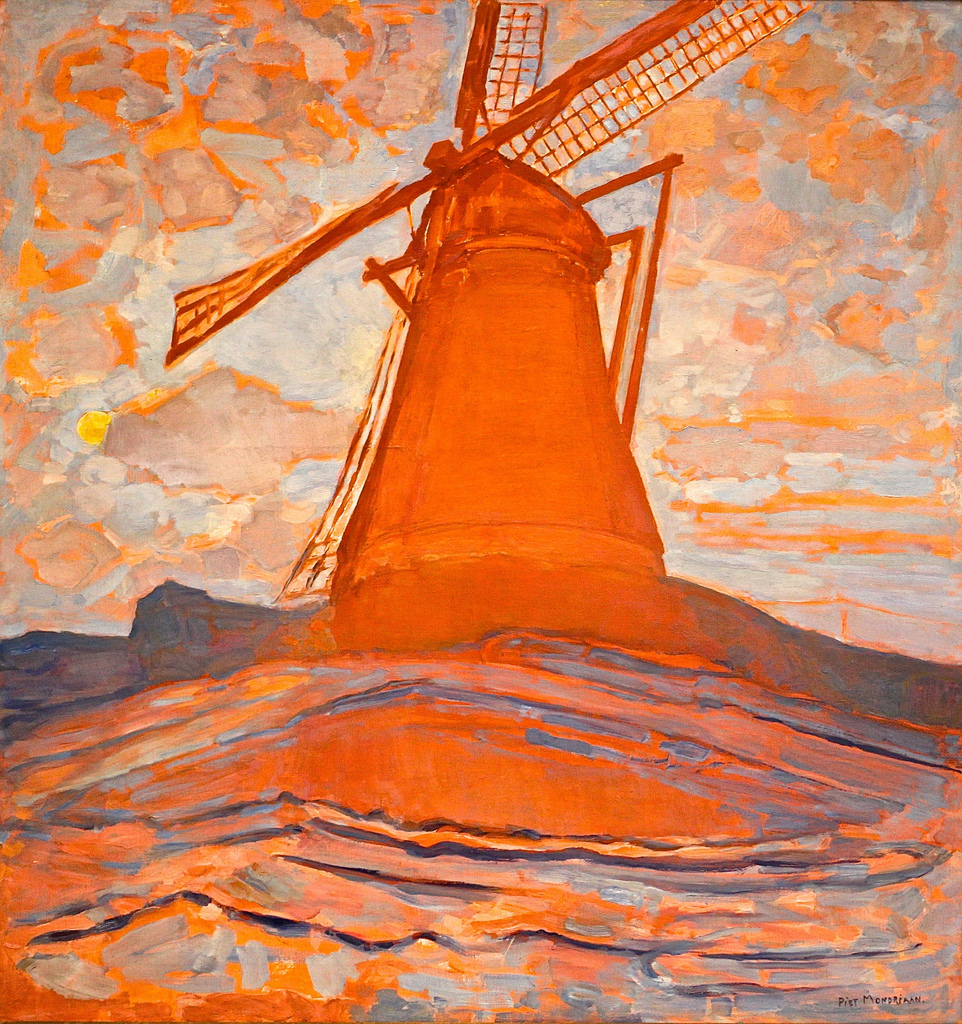
Piet Mondrian, Moulin, 1917. Stedelijk Museum Amsterdam.

En 1910, avec ses amis qui avaient fondé le groupe expressionniste Die Brücke, Ernst Ludwig Kirchner passe des jours heureux sur la côte allemande. Dans le paysage Spielende nackte Menschen, les couleurs arbitraires, leurs entrechocs sur les corps et dans la nature, les gestes et les mouvements des uns et des autres, tout cela manifeste le lien étroit entre hommes et femmes, et avec leur milieu naturel. On est tout à l'opposé des costumes sombres et des mines compassées de leurs contemporains, dans le milieu culturel du modernisme industriel. Le paysage, tel qu'il est traité par les expressionnistes, comporte le plus souvent ces mêmes effets : couleurs arbitraires, contrastes violents, lignes brisées dans la composition avec l'ambition de trouver une expression picturale ajustée à un nouveau sentiment vital qu'ils partageaient tous.
Mondrian, réalise entre 1900 et 1910, des paysages dont le caractère symboliste est renforcé par le cadrage et l'intensité des couleurs. Puis, se sentant proche de l'esprit de recherche de Braque et Picasso il arrive à Paris fin 1911. Ses paysages parisiens se construisent souvent sur le motif des murs couverts d'affiches, où la verticalité du mur coïncide avec le support de la toile. Et en 1914-15, dans plusieurs études d'une jetée qui s'avance dans l'océan, verticale sur l'horizon, noire sur blanc, il s'oriente vers une peinture non-figurative non-objective, où il réduira ses moyens, progressivement et de manière drastique, à quelques couleurs pures avec le noir et le blanc.
Selon André Lhote, le cubisme, tel qu'il l'entend en 1939, propose un retour au paysage composé. Il s'agit, selon lui, de produire les signes qui expriment un pays, plutôt qu'une vue perspective de ce pays, en un lieu et un moment anecdotiques. L'abstraction expressionniste, non-géométrique, retirera, dès les premières compositions de Kandinsky, une grande partie de la description détaillée du paysage en y voyant la marque de forces immatérielles, et ce dès ses années au sein du Cavalier bleu (1911-1914). Il faut retenir l'intention de certains peintres de l'abstraction qui trouvent dans le paysage ce même type d'inspiration, bien que l'on emploie souvent à leur propos l'expression « paysagisme abstrait » et peintres non figuratifs : on peut à ce propos évoquer Bazaine, Le Moal, Manessier, ou encore Zao Wou-Ki, qui est quant à lui rattaché à l'abstraction lyrique, parmi tant d'autres.
Edward Hopper (1882-1967) est connu pour avoir su rendre la solitude, qui peut émaner simplement d'un point de vue sur un lieu, une maison de l'autre côté d'une voie de chemin de fer (Maison près de la voie ferrée, 1925), ou un voilier, par beau temps. Le sentiment que procurent de tels tableaux en feront une référence essentielle pour le film noir américain, celui d'Hitchcock pour Psychose (1960), en particulier. dans  L'attention à certains traits typiques du paysage américain l'ont associé aux artistes de l'« American Scene », mais l'importance de ces tableaux de paysage tient bien plus à leur message universel. La figuration américaine au milieu du XXe siècle voit le succès des précisionnistes, comme Charles Sheeler (1883-1965). Par ailleurs, les paysages des environs de Taos (Nouveau-Mexique) de Georgia O'Keeffe (1887-1986) semblent adhérer à la couleur locale dans la matière douce de ses terres et évoquent de grands corps, à demi abstraits, dans les formes étranges du paysage aride.
Personnalité typique du surréalisme mais pratiquant une peinture très éloignée des autres peintres du groupe, Salvador Dali a souvent utilisé un métier attentif au détail, comme celui de Meissonnier, qu'il disait admirer, pour construire un monde imaginaire. Le souvenir des paysages situés dans l'Empordà, dans la région de Cadaqués, de Port Lligat et de Figueres, trouvent leur place dans le lointain, comme dans Construction molle aux haricots bouillis. Prémonition de la guerre civile peint en 1936.
En Chine, toute une génération de peintres formés à l'art moderne occidental dans les années 1920, favorise l'émergence d'une nouvelle image de la nation, vision « de gauche », inspirée par les gravures expressionnistes d'artistes européens comme Munch et Grosz. Le paysage, parfois industriel, souvent agricole, sert de cadre aux corps de travailleurs saisis dans l'effort. Les années 1950 voient le retour du paysage chinois classique, à l'encre et couleurs sur papier, mais monumentalisé dans le monde moderne, avec ponts, infrastructures portuaires, etc. qui font l'éloge de la modernisation. Ce sont parfois des œuvres collectives réalisées dans les académies de peinture provinciales, comme celle du Jiangsu. Dans les mêmes années, l'influence de l'art de l'URSS, du réalisme socialiste soviétique, favorise les puissants effets de matière dans des huiles sur toile de grand format, comme ce Printemps arrive au Tibet de 153 × 234 cm, en 1954, de Dong Xiwen (1914-1973). Dans sa Cérémonie de proclamation du nouvel État, du même auteur en 1953 (230 × 405 cm) la scène du premier plan se déroule devant une plaine à l'horizon bien dégagé, remplie par une foule anonyme en ordre de bataille avec drapeaux et bannières au vent. Pendant ce temps le paysage à l'encre sur papier, à Taiwan et dans la diaspora, renoue avec l'esprit de la calligraphie. C'est, par exemple Liu Guosong, des peintures quasi abstraites comme ce Perdu dans les épais nuages, de 1963. Depuis les années 2000, une peinture courageuse force le regard vers le contexte politique et social, écologique dans le paysage de la Chine actuelle. C'est un défi relevé par de nombreux artistes chinois modernes. Liu Xiaodong, dans sa série sur le Barrage des Trois-Gorges : Populations déplacées (2003), suivant une démarche cohérente, renoue ainsi avec la peinture de plein air, et fait poser les personnes en question avec un brio nécessité par des poses rapides, respectueuses de ces personnes dans leurs lieux de vie, au cœur de questionnements criants.
L'art occidental traverse au cours des années 1950-1970 une période d'expérimentations et il faut attendre les années 1980 pour que la peinture de paysage réapparaisse, dans cet esprit de recherche. Ponctuellement il s'inscrit dans la démarche de certains artistes : David Hockney, Portrait of an Artist (Pool with Two Figures) de 1972, Malcolm Morley et les artistes rattachés à l'hyperréalisme, Andy Warhol, avec Le Vésuve en éruption (1985), et le motif de la mort qui plane, repris dans les images du Vésuve, quelles qu'en soient la nature, depuis l'institution du Grand Tour jusqu'à nos cartes postales. Cet esprit profondément novateur se rencontre dans les forêts, dans les terres gelées, de peinture grasse et de mots simplement lisibles, d'Anselm Kiefer, chargées de références complexes, de mémoire. La peinture de Gerhard Richter entretient le même type de rapport, intellectuel, avec le paysage en tant que genre pictural. S'il se réfère aux relations troubles que la perception de la peinture entretient aujourd'hui avec le médium photographique ou télévisuel c'est au moyen de peintures dont le statut varie à l'extrême. Ainsi dans Septembre, de 2005 (MoMA) la référence à l'image photographique (tirée du magazine Der Spiegel) des deux tours du World Trade Center se fait sous deux formes : par un passage nuancé et fondu de l'huile qui pose les édifices, le ciel et une vaste étendue de fumée, des évocations verticales. Et, par ailleurs, avec de faibles matières raclées à l'horizontale qui glissent sur ce paysage, devenu plus proche alors d'un simple reflet, flouté. Le format choisi est précisément dans les proportions d'un écran de télévision de l'époque.

#### Peinture de paysage
- Bernard Biard, La Peinture de paysage des origines au XVIIe siècle, Genève, Georges Naef, 2013, 175 p. (ISBN 978-2-8313-0424-3)
- Bernard Biard, La Peinture de paysage du XVIIIe siècle à nos jours, Genève, Georges Naef, 2014, 167 p. (ISBN 978-2-8313-0428-1)
- Nils Büttner (trad. de l'allemand par Jean Torrent), L'Art des paysages, Paris, Citadelles & Mazenod, 2007 (1re éd. 2006), 416 p., 34 cm. (ISBN 978-2-85088-229-6 et 2-85088-229-1).
- (en) Enzo Carli et Mia Cinotti, The landscape in art, New York, Morrow, 1980, 318 p., 29 cm (ISBN 978-0-688-03678-2, lire en ligne)
- Kenneth Clark (trad. André Ferrier, Françoise Falcou), L’Art du paysage [« Landscape into art »], Monfort, 1988 (1re éd. 1949), éd. Alea 2010.
- André Lhote, Traité du paysage, Paris, Grasset, 1986 (1re éd. 1939, 1950).
- Alain Mérot, Du paysage en peinture dans l’Occident moderne, Paris, Gallimard, 2009, 443 p. (ISBN 978-2-07-078108-9).
- Émile Michel, L’Art du paysage, New York, Parkstone International, 2012, 256 p. (ISBN 978-1-78160-300-0, lire en ligne)
- Jean-Rémi Mantion, « Une étrange lacune : le paysage en peinture au XIXe siècle » in Critique, no 785, octobre 2012.

#### Histoire de l'art
- Jean Clay, L'Impressionnisme, Paris, Hachette-Réalités, 1971 (réimpr. 1981, 1985, 1996, 2002) (1re éd. 1971), 317 p., 32 cm. (ISBN 2-01-002250-5, 2-85108-339-2 et 9782851083395)
- Jean Clay, Le Romantisme, Paris, Hachette-Réalités, 1980 (réimpr. 1985, 1994) (1re éd. 1980), 318 p., 32 cm. (ISBN 2-01-005217-X)
- Jean-Michel Croisille, Paysages dans la peinture romaine, Paris, Picard, coll. « Antiqua », 2010, 157 p., 28 cm. (ISBN 978-2-7084-0865-4)
- Nelly Delay, L'estampe japonaise, Éditions Hazan, 2004 (1re éd. 2004), 327 p., 35 cm. (ISBN 2-85025-807-5 et 978-2-85025-807-7)
- Yolaine Escande, Montagnes et eaux. La culture du Shanshui, Paris, Hermann, 2005, 293 p. (ISBN 2-7056-6521-8).
- Florence Hu-Sterk, La Beauté autrement. Introduction à l'esthétique chinoise, vol. 1, Paris, Editions You Feng, 2004, 406 p. (ISBN 2-07-070746-6).
- (en) Aaron Scharf, Art and photography, Harmondsworth ; New York ; Ringwood, Penguin Books, 1983, 397 p., 23 cm. (ISBN 0-14-006773-6 et 978-0-14-006773-6)
- Estelle Zhong Mengual, Apprendre à voir : Le point de vue du vivant, Actes Sud, 2021, 255 p., 23 cm. (ISBN 9782330151645, SUDOC 257040528)